# Rally

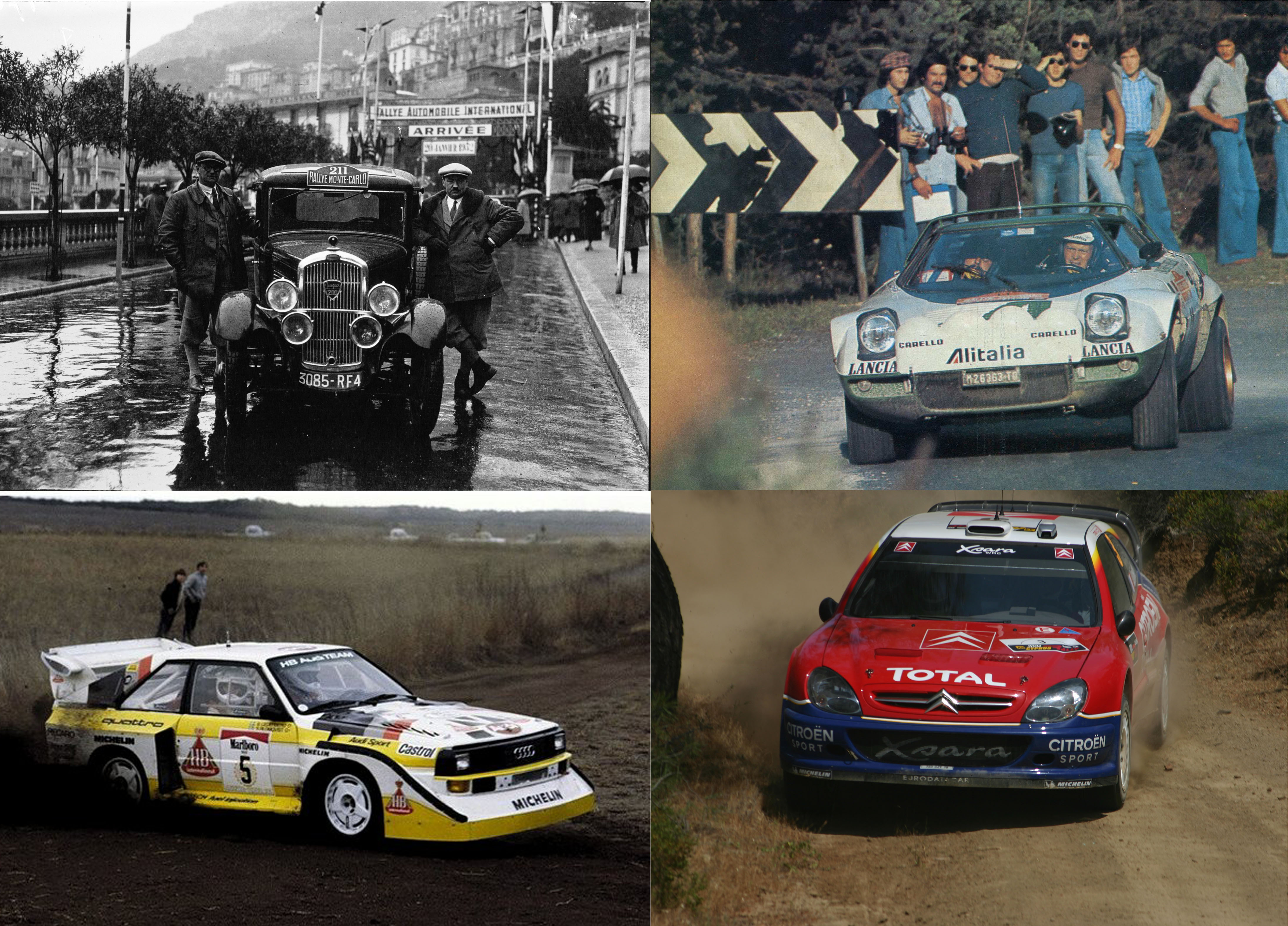
Cuatro imágenes representativas de la historia de los rallies de cuatro épocas distintas. Esquina superior izquierda: André Boillot participante del Rally de Montecarlo de 1932, la prueba más clásica de la disciplina. Esquina superior derecha: el Lancia Stratos de grupo 4, primer coche diseñado para la especialidad pilotado por Björn Waldegård primer piloto campeón del mundo; esquina inferior izquierda: el Audi Quattro S1 de grupo B primer automóvil con tracción a las cuatro ruedas, revolucionó las carreras abriendo la época dorada de los rallies; esquina inferior derecha: Citroën Xsara WRC modelo de la época de los World Rally Car pilotado por Sébastien Loeb, piloto con más títulos mundiales y poseedor de la mayoría de los récords del campeonato del mundo.

Un rally (en inglés), rallye (en francés)  o rali es una competencia automovilística que se disputa en carreteras abiertas al tráfico pero que se cierran especialmente para su celebración. A la parte cerrada al tránsito rodado se le denomina «tramo», que es el lugar donde cada participante compite y que debe completar en el menor tiempo posible. El ganador es aquel que, con la suma de los tiempos de todos los tramos, haya empleado menos para completar la carrera.
Este deporte es una disciplina automovilística con una reglamentación propia y tiene cuatro grandes diferencias respecto a las carreras en circuitos. En primer lugar, se disputan en vías públicas convenientemente cerradas al tránsito rodado; en segundo lugar, el tipo de vehículos utilizados deben ser aptos para circular por carreteras públicas por lo que deben estar matriculados y dotados de los mismos elementos obligatorios que el resto de coches como los faros, la rueda de repuesto o los intermitentes. La tercera peculiaridad es que a diferencia de los circuitos, los equipos que compiten en rally están dotados de dos personas: un piloto y un copiloto, cada uno con una función distinta. La cuarta y última característica es que mientras en circuitos, todos los participantes toman la salida a la vez, en rally lo hacen de uno a uno con un tiempo de un minuto entre ellos por lo que cada piloto compite en solitario y rara vez se topa con un contrincante durante la carrera, salvo que este se haya accidentado o se haya parado por una avería. Todos estos aspectos están fijados en una normativa que la Federación Internacional del Automóvil, el ente máximo del deporte motor, establece. Esta normativa es genérica para todos los países, pero en cada uno ellos las respectivas federaciones locales pueden variar las normas a su criterio. Por ello se puede establecer un patrón común pero las características y funcionamiento de un rally varían si se trata de una prueba del Campeonato Mundial de Rally, una prueba internacional o una nacional o regional. Además, el formato de los rally ha variado mucho a lo largo de los años. En el pasado se disputaban por carreteras abiertas, con salidas desde diferentes puntos y con una ciudad como meta, el kilometraje era mucho mayor y los vehículos eran prácticamente idénticos a los de serie.
En rally se compite con automóviles de turismo debidamente modificados para su adaptación a la competencia aunque es frecuente ver motos y camiones en su principal variante los raids y al igual que otras competencias automovilísticas, es un deporte mixto, donde hombres y mujeres compiten en igualdad de condiciones.
El organismo rector de estas competencias a nivel mundial es la Federación Internacional del Automóvil (FIA). Se organizan en todo el mundo competencias continentales, nacionales y regionales. La FIA organiza entre otras competencias el Campeonato Mundial de Rally, considerado como la competición más importante del automovilismo junto con la Fórmula 1. Abarca rallies disputados en varios continentes bajo diferentes condiciones climatológicas y superficies: tierra, asfalto, nieve, gravilla o hielo. Algunos de los rallies más populares son el Rally de Montecarlo, el Rally de Gran Bretaña y el Rally de Finlandia.

## Etimología
El término «rally» es una palabra de origen inglés que significa «encuentro» o «reunión». Se utilizó posiblemente por primera vez en el Rally de Montecarlo de 1911 y hasta finales de la década de 1920 fue poco usado. No sería hasta mediados del siglo XX cuando las competiciones en Europa comenzaron a llamarse rally y que en Francia, país donde se celebraron muchas de las primeras carreras de automóviles, se le añadió -e, quedando: rallye. En español se emplean ambas acepciones: rally y rallye; mientras que en el plural es muy común encontrar las formas rallyes o rallies. El Diccionario panhispánico de dudas propone «rali» como singular correcto en español y «ralis» como su plural (El Diccionario de la lengua española no recoge el plural de rally). Cabe mencionar que el uso del término «rally» no es exclusivo en esta disciplina. Muchas pruebas han empleado con frecuencia «tour» y «critérium» como principal apelativo. En el primer ejemplo destacan el Tour de Corse o el Tour Belgique y en el segundo el Criterium Molson du Quebec en Canadá o el Critérium Luis de Baviera en España.
El término «rally» durante el siglo XX se usó también para referirse a celebraciones deportivas y sociales no solo de automóviles, sino también de motocicletas e incluso avionetas. Fuera del ámbito del deporte de motor, en el lenguaje bursátil se usa como sinónimo de «repunte» y en tenis se refiere al «intercambio» o «peloteo» entre dos tenistas.

## Historia
Debido a que el Rally de Montecarlo fue la primera carrera en recibir este apelativo y al celebrarse en los primeros días del mes de enero dio el pistoletazo de salida a varios de los campeonatos en los que formó parte, caso del Campeonato de Europa en 1953 o el Campeonato del Mundo en 1973, de modo que es inevitable establecer un paralelismo entre la historia del Montecarlo y la propia historia de esta especialidad. De la misma manera sucede con el Campeonato del Mundo de Rally que tras arrancar en 1973 se convirtió en la máxima categoría de este deporte.

### Primeras carreras, finales delsigloXIX

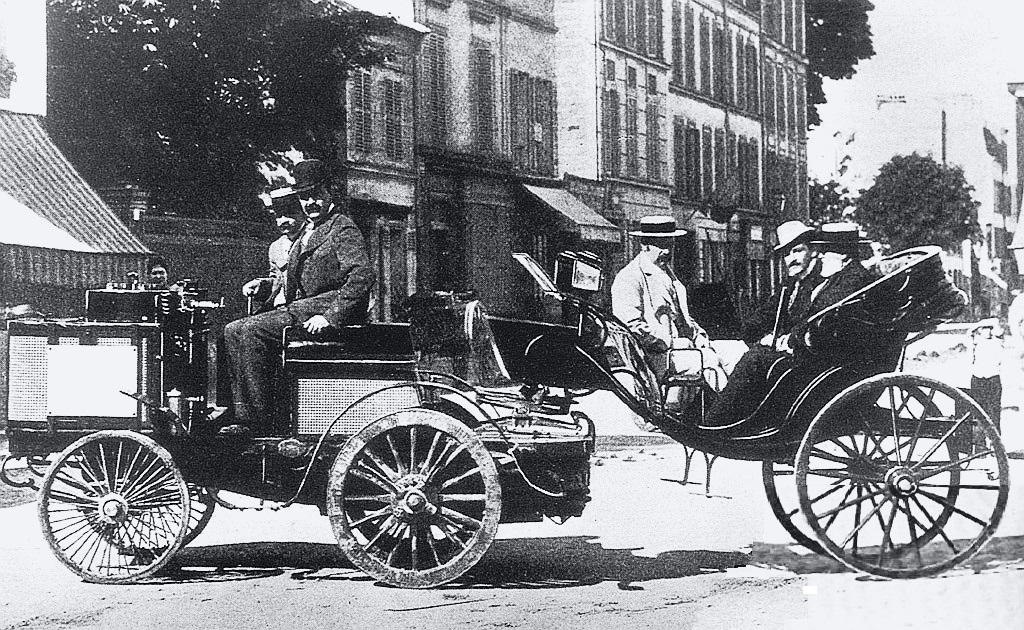
El conde Albert de Dion en la París - Rouen de 1894.

Las primeras carreras de automóviles se organizaron a finales del siglo XIX y se disputaban en carreteras abiertas, lógicamente sin asfaltar y con salida y meta en diferentes ciudades. La mayoría de ellas se celebraron en territorio francés y París concentró la mayoría teniendo como meta ciudades como Ámsterdam, Viena, Ostende o Berlín. Si por entonces el hombre ya competía a pie y a caballo, también se vio motivo a hacerlo sobre los nuevos carruajes de motor dispuesto a demostrar que podía con todo. La primera carrera documentada fue la París – Rouen que en 1894 organizó Pierre Giffart del periódico francés Le Petit Journal. Estaba reservada a carruajes sin caballo y arrancó el 22 de julio a las ocho de la mañana. El recorrido de 126 km debía completarse «circulando sin peligro, a costos aceptables y proporcionando confort a los pasajeros» según los criterios de los organizadores. El ganador provisional fue el conde Albert de Dion que, a bordo de un vehículo manejado a palanca, motor a vapor y de construcción propia, fue descalificado a consideración del jurado en favor de uno de los rivales que conducía un vehículo de motor a gasolina. El premio se otorgó a un Peugeot y un Panhard et Levassor. El conde enfadado organizó al año siguiente la París-Burdeos-París, una maratón de 1200 km a la que se apuntaron vehículos movidos por diferentes combustibles, gasolina, vapor, gas o electricidad. El ganador fue Émile Levassor que disputó toda la carrera en solitario y cruzó la meta tras 48 horas y doce minutos con un promedio de 25 km/h. Fuera del territorio francés, en Italia en 1895 se corrió la Turín-Asti-Turín y en 1906 nació el Targa Florio que se celebró hasta los años setenta y en Estados Unidos se organizó la carrera Chicago-Evastone con un recorrido de 90 km donde solo dos participantes llegaron a la meta. En 1898 se organizó la primera edición del Tour de Francia Automovilístico con un recorrido de 2.216 km repartidos en siete etapas que premiaba más la regularidad que la velocidad.

### SigloXX: primera década

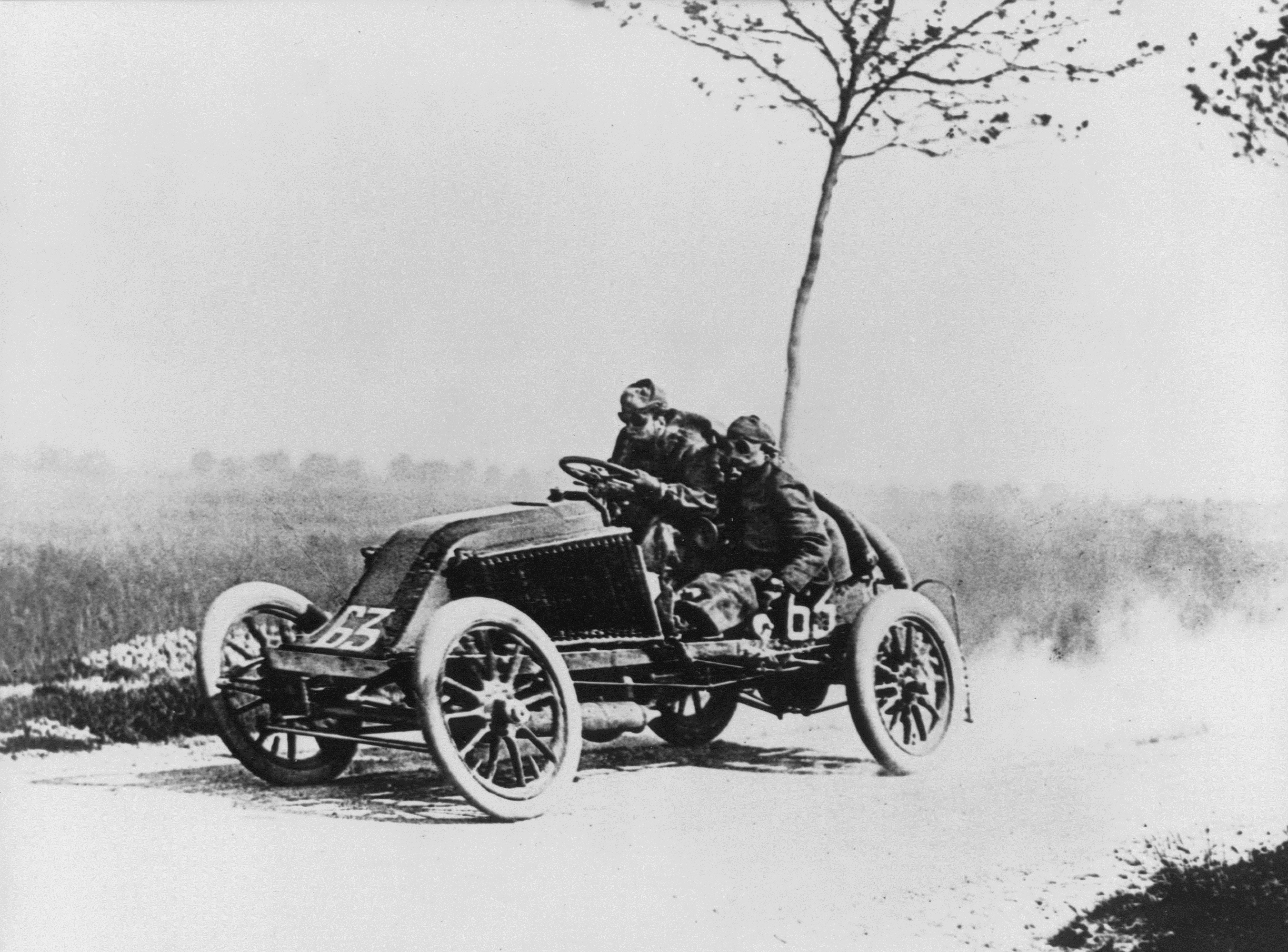
Marcel Renault en la carrera París-Madrid de 1903.

En 1903 se celebró la París-Madrid una de las más ambiciosas de la época sin embargo una serie de accidentes durante la misma provocaron la muerte a un total de siete personas entre la que se encontraba Marcel Renault, cofundador junto a su hermano Louis de la marca Renault, por lo que las autoridades paralizaron la carrera que no pasó de Burdeos. Este hecho supuso un antes y un después, puesto que la seguridad de estas carreras quedó en entredicho y colmó la paciencia de las autoridades que ya no verían con buenos ojos la celebración de las mismas. Como alternativa a las carreras entre ciudades se optaron por cerrar al tráfico las carreteras públicas y correr en ellas, si bien el formato actual de los rally no llegaría hasta años después en la década de los cincuenta. Algunos ejemplos que utilizaron esta fórmula fue la Copa Vanderbilt de 1904 en Estados Unidos o el primer Gran Premio de Francia con un recorrido diseñado de más de 100 km por carreteras nacionales. Aunque poco después nació el primer circuito cerrado permanente de carreras, el de Brooklands (Gran Bretaña), las carreras entre ciudades no desaparecieron del todo. En 1907 se organizó la primera gran carrera de la primera década del siglo XX, la Pekín-París. Nació por iniciativa del periódico parisino Le Matin que quiso averiguar si el automóvil estaba destinado a cambiar el mundo como medio de transporte incluso en las condiciones más extremas. Teniendo como meta la ciudad de París escogieron la ciudad más alejada posible, Pekín, a donde enviaron por mar a los cinco coches que se inscribieron: dos De Dion Bouton, un Itala, un Spyker y un triciclo Contal. Las únicas reglas que se marcaron era el juego limpio y de ayudarse mutuamente llegado el caso. Sin un trazado definido las participantes se encontraron con una carrera muy dura, con condiciones climatológicas adversas, ausencia de mapas fiables y las continuas averías que solo podían reparar con lo que pudiesen encontrar por el camino. El vencedor fue el príncipe italiano Scipione Borghese a bordo del Itala y acompañado de su mecánico y de un periodista del The Daily Telegraph que lo convenció para lo que llevara en el asiento trasero. Después de pasar mil y una penalidades el príncipe llegó a París con una semana de adelanto sobre el segundo clasificado el Spyker holandés. Del resto de participantes solo el Contal no llegó a meta. Borghese fue recibido por una multitud y como único premio le otorgaron una botella de champán francés, símbolo hoy utilizado para las carreras automovilísticas. Al año siguiente, en 1908, tras el éxito de la Pekín-París se celebró la no menos polémica, Nueva York-París con un recorrido que partía de la ciudad estadounidense atravesaba el país, de Alaska pasaba por Siberia y finalmente el continente europeo con meta en la ciudad francesa. De nuevo otro periódico, esta vez el New York Times, organizó la prueba a la que se apuntaron seis coches: tres franceses, un alemán, un italiano y un estadounidense. Partieron desde la sede del periódico el 12 de febrero y el ganador fue el Protos germano que llegó a la meta el 26 de julio de ese mismo año.

### Años 1910-1930

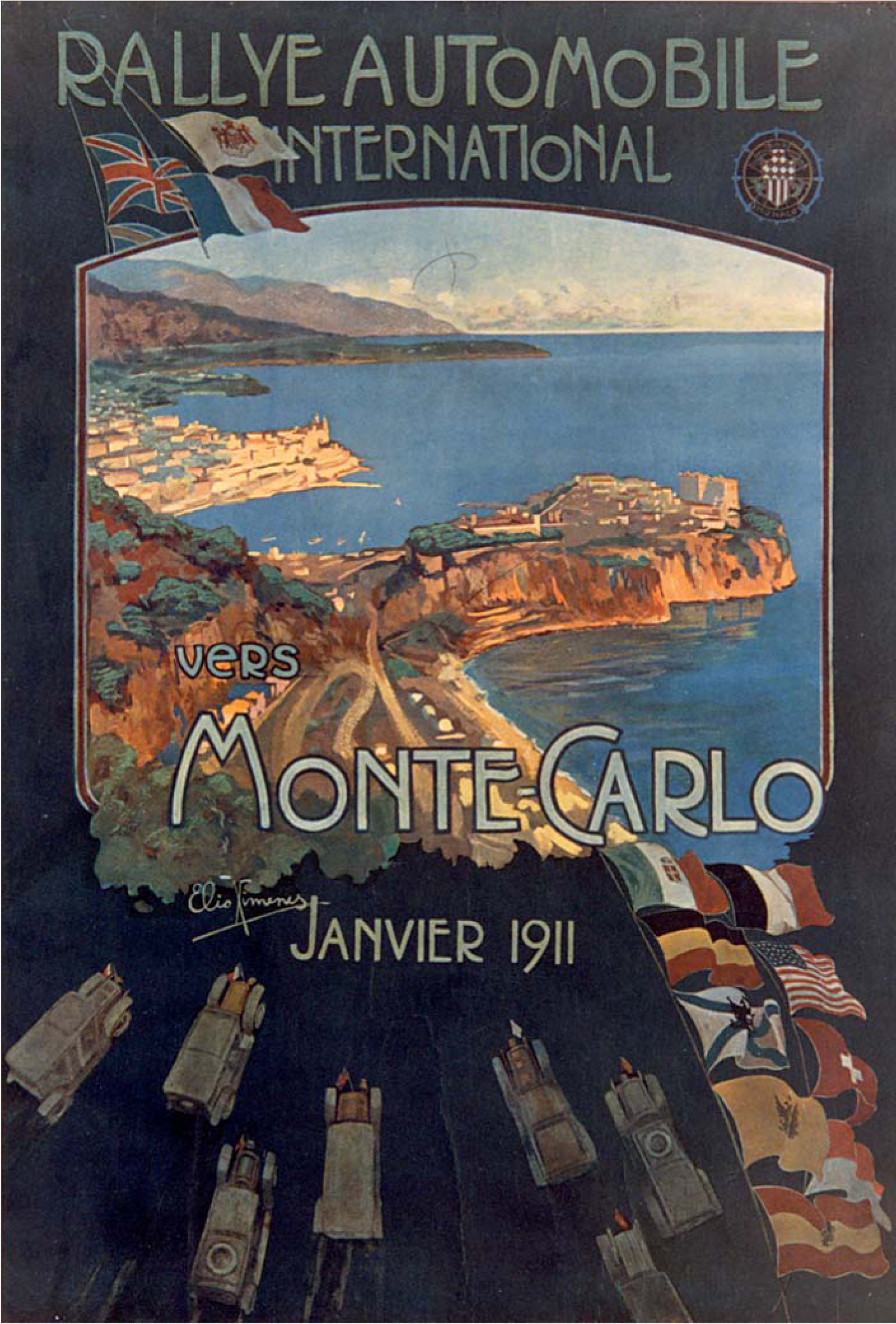
Cartel anunciador del primer rally de la historia: el Rally de Montecarlo de 1911. Como muchos de la época se organizó para promocionar la ciudad lejos y estaba lejos todavía de tener un formato de competición.

Como alternativa a las carreras de circuitos que se consolidaban en Europa, se organizaron los primeros rallies turísticos que tuvieron gran auge antes de la Primera Guerra Mundial. Estos consistían más en reuniones de las clases adineradas que podían permitirse adquirir un automóvil que en verdaderas competiciones. Los rallies tenían fines turísticos y exigían menos en el aspecto mecánico aunque tenían un glamur superior a las carreras de circuitos y por otro lado tampoco existía una reglamentación por lo que cualquiera que tuviese un vehículo podía presentarse a cualquier carrera con tal de pagar la inscripción. Por aquel entonces la ciudad de Mónaco era uno de los destinos turísticos preferidos y que tenía como rival a Niza que se había convertido en la principal ciudad de descanso durante el invierno. Para promocionar la ciudad el hijo del presidente del club Sport Velocipédique et Automobile de Monaco, Antony Noghès organizó la primera carrera documentada que recibió el apelativo de rally, el Rally de Montecarlo. Esta se enmarcaba dentro de estos rallies turísticos que de esta manera tenía como rival a la popular París-Niza. La prueba comenzaba con la salida de los participantes desde sus ciudades de origen teniendo como meta la ciudad de Montecarlo, aunque el vencedor no fue quien primero llegó, sino el que obtuvo mayor puntuación sobre la base de una serie de factores más bien subjetivos: como el estado del vehículo o el nivel de confort. La carrera contó con 23 inscritos de los cuales 20 tomaron salida y 18 finalizaron. El francés Henri Rougier a bordo de un Turcat-Méry 25 HP llegó al puerto de Condamine, sitiéndose ganador, pero el capitán von Esmarch que había cubierto la distancia Berlín - Mónaco con una velocidad media de 22,7 km/h se encontraba allí esperando por los demás participantes. Los cálculos del jurado para determinar el ganador resultaron extensos y complejos. Ciertos hechos subjetivos fueron objeto de discusiones, polémicas, negociaciones y deliberaciones que duraron 24 horas, hasta que finalmente declararon como vencedor a Rougier que recibió como premio 10 000 francos. El capitán von Esmarch que había llegado antes que nadie, se le había otorgado el sexto lugar por lo que decidió impugnar el resultado e incluso se negó a participar en el desfile de honor. Este hecho creó un gran revuelo, pero dio publicidad al rally para la segunda edición.

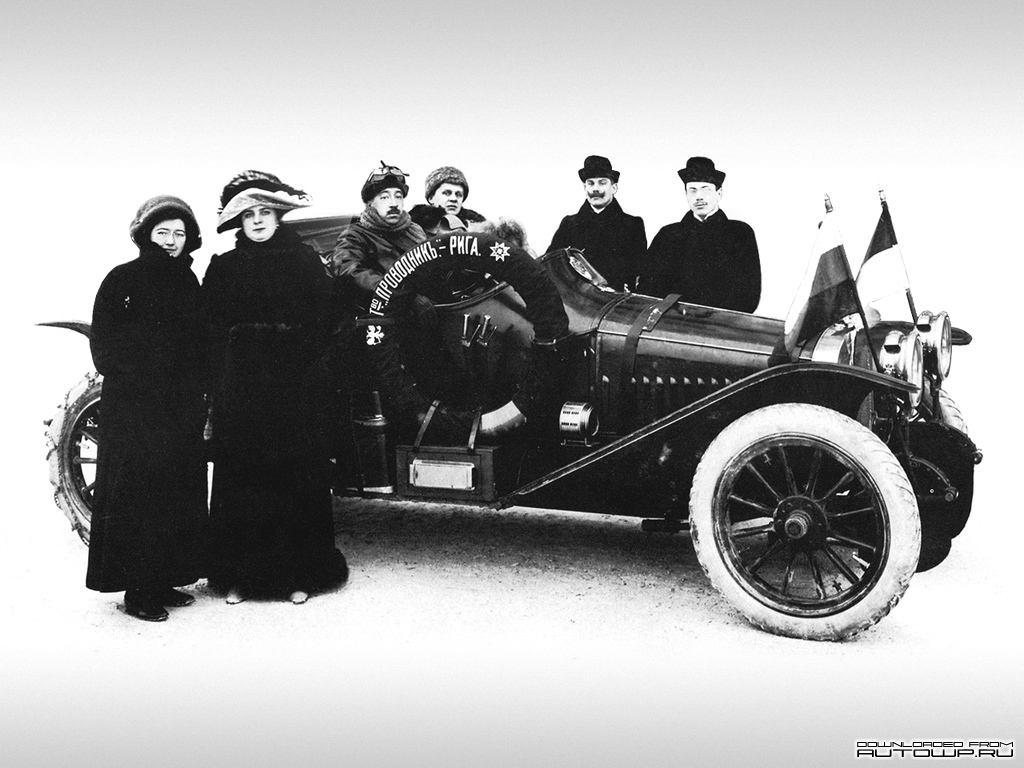
El ruso Nagel en el Rally de Montecarlo de 1912.

Al año siguiente se organizó la segunda edición esta vez con mayor número de inscritos, sesenta y siete, y de nuevo con las mismas características. Con todo, las polémicas estuvieron de nuevo presentes, debido al sistema de elección, muy subjetivo, de los ganadores. El francés Jules Beutler fue elegido el ganador, pero en esta ocasión hubo más protestas y para evitar males mayores se decidió no convocar más ediciones en 1913 y 1914 y posteriormente la Primera Guerra Mundial paralizó cualquier intento de retomar la carrera, al igual que en el resto del continente. En 1923 Noghès retomó la prueba, esta vez con un reglamento más claro. La participación fue más escasa, pero como novedad se incluyó una prueba de velocidad no válida para la clasificación final a la que todos los participantes se apuntaron. Con los años se fueron organizando pruebas de diferente tipo: frenada, aceleración, cambios de ruedas, e incluso en los años 30, una prueba de velocidad en el trazado del actual circuito urbano donde se celebra el Gran Premio de Mónaco. Con el tiempo estas pruebas contaron más que la elegancia de los coches para determinar el ganador. Al igual que el Montecarlo muchas pruebas del período de entreguerras se organizaron con el mismo carácter lúdico pero a la vez coqueteaban con la competición pura.

### Años 1940-1950
Tras la Segunda Guerra Mundial se inició un periodo de recuperación económica que supuso el aumento de carreteras asfaltadas y del número de automóviles. Este hecho propició que los rallies reaparecieron con fuerza sobre todo en el continente europeo. Esto se explica por varias razones. Primero que a diferencia de las carreras en circuitos donde se desarrollaban coches específicos, en el rally bastaba con tener un vehículo de serie y poder pagar la correspondiente inscripción. En segundo lugar la gran disponibilidad de coches que debido a la guerra, se habían guardado en los garajes. Una muestra de ello fue que el ganador del Rally de Montecarlo de 1949 fue el mismo participante y con el mismo coche que el de 1939, el francés Jacques Trévous con un Hotchkiss. Otra de las razones del éxito de los rallies fue que correr en este tipo de pruebas no era excesivamente caro, solo se necesitaba correr con los gastos de mantenimiento del coche, como la gasolina y, por otro lado, se convirtieron en el paradigma del deseo de libertad y aventura que imperó en el continente tras la dura guerra. Algunas de las pruebas que se recuperaron tras la contienda fueron en 1947 la Copa de los Alpes y en 1950 la Maratón de la Route, una dura carrera con un itinerario que transcurría entre las ciudades de Lieja y Sofía. Las inscripciones además eran cada vez mayores y llegaban con suma facilidad a sobrepasar las 200 solicitudes. Otras pruebas que se recuperaron en los primeros años cincuenta fueron el Montecarlo y el RAC de Inglaterra, pero también nacieron otras muchas prácticamente en cada país del continente europeo, tanto del lado occidental como tras el telón de acero. Algunos ejemplos de ello fueron el Rally Mil Lagos (Finlandia), el Rally Acrópolis (Grecia), el Rally de Suecia, el Rally de Polonia, el Rally de Córcega o el Rally Sestrières, precursor del San Remo. Fuera de Europa los rallies también comenzaron a ganar adeptos y en 1953 nació el Rally Safari y en Estados Unidos el Rally Press on Regardless que arrancó en 1949. Sin embargo, a pesar de la popularidad que alcanzaron durante esos años, las autoridades se mostraron cada vez más reticentes en conceder permisos para disputar rallies. En los países nórdicos la creciente preocupación por la seguridad ponía en serio peligro la supervivencia de las carreras en carreteras abiertas. Los organizadores comenzaron a plantear a las autoridades la posibilidad de cerrar al tránsito rodado las carreteras para la celebración de los rallies y como contrapunto dieron su palabra de que los participantes cumplirían escrupulosamente el reglamento de circulación fuera de estas secciones. Con la suma de los tiempos empleados en los distintos tramos cerrados al público se obtendría fácilmente la clasificación final. De esta manera nació el formato de los rallies modernos que pronto cuajó en otros países. En Gran Bretaña sin embargo se adoptó con una pequeña variación. La legislación británica prohibía cerrar las carreteras para competir en ellas por lo que recurrieron a los caminos privados de los bosques con solo solicitar el permiso de sus propietarios. Al transcurrir la prueba por estos lugares, quedaba prohibido entrenar en ellos previamente. Por esta razón el Rally RAC mantuvo este carácter secreto hasta bien entrados los años ochenta.
En los años cincuenta el aumento de las carreteras asfaltadas provocó que consecuentemente aumentara el tráfico sobre ellas por lo que muchas pruebas optaron por correr sobre pistas de tierra. Esto fue el caso del Rally Acrópolis que se convirtió en una prueba sobre tierra o el San Remo que se convirtió en una mixta con partes asfaltadas y otras con tierra. Otro adelanto que comportaron los años de posguerra fue la aparición de nuevas tecnologías para los automóviles, como los discos de frenos, faros halógenos, neumáticos radiales, entre otros, y los rallies se convirtieron en el banco de pruebas ideal para probar estos avances. Gracias en gran medida a este hecho se comenzó a dar importancia a las distintas categorías de automóviles que hasta entonces solo se dividían en función de su cilindrada. Algunos intentos para igualar los coches fue el penalizar a los coches deportivos que se les asignó la categoría de GT (gran turismo) sin embargo pronto se adoptó, como se hacía en los circuitos, el sistema de la homologación. En 1957 se promulgó el Formulario Internacional de Homologación, que luego se convirtió en el Anexo J de la FIA y en él se establecieron las distintas clases y grupos, que dividían a los coches en función de su cilindrada y del grado de preparación. Este reglamento obligaba también a incorporar las primeras medidas de seguridad como las barras antivuelco.

#### Campeonato de Europa

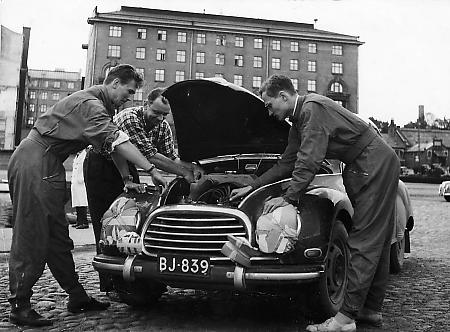
Participantes en el Rally de Finlandia de 1956 inspeccionando un DKW.

En medio de estos avances tecnológicos y novedades deportivas se fue estableciendo un amplio calendario de pruebas de carácter internacional. De esta manera nació el primer campeonato internacional de rallies: el Campeonato de Europa de Rally. En los primeros años la mayoría de los participantes eran pilotos privados (particulares) que participan asiduamente en pruebas de todo el continente sin ninguna intención de pelear por el recién estrenado certamen por ello los primeros ganadores fueron mayoritariamente alemanes, simplemente porque quedaban más cerca de la mayoría de las pruebas y podían sumar más puntos. Durante esa década las marcas de coches más populares como Mercedes, Volvo, Ford, Renault, Saab, British Motor Corporation o Citroën crearon los primeros equipos dedicados al desarrollo y construcción de coches de rally. Estas se desplazaban solamente a aquellas pruebas que consideraban más célebres, en las que tenían más posibilidades de ganar o simplemente por intereses comerciales. A finales de la década los fabricantes comenzaron a ganar protagonismo en las distintas pruebas internacionales, empezaron a competir en serio y crearon los primeros equipos semi profesionales, lo que supuso el empujón necesario para el campeonato de Europa se estableciera de manera definitiva.

#### Fuera de Europa
En países donde no había demanda de carreteras por lugares alejados, otros eventos han aparecido. En América del Sur, tuvieron mucho éxito las rutas de gran kilometraje (8.000-9.000) divididas normalmente en dos días. La primera fue Gran Premio del Norte en 1940, desde Buenos Aires hasta Lima y vuelta; fue ganada por Juan Manuel Fangio en un muy modificado Chevrolet cupé. Este evento fue repetido en 1947 y en 1948 se celebró uno aún más ambicioso; el Gran Premio de la América del Sur desde Buenos Aires hasta Caracas, Venezuela, Fangio tuvo un accidente, en el que su copiloto falleció. En 1950 se celebró la rápida y peligrosa Carrera Panamericana, una carrera dividida en etapas para celebrar la construcción de una autopista entre las fronteras de Guatemala y Estados Unidos. Este tipo de carreras fueron víctimas de los costes de celebrarlas en un mundo en pleno desarrollo. Sin embargo, algunas se siguieron celebrando, como actualmente hacen en Bolivia. Canadá albergó uno de los rallys más largos de los sesenta el Shell 4000 Rally.
En 1950, África vio su primera carrera, organizada por franceses. La Méditerranée-le Cap recorría 16000 km desde el Mediterráneo hasta África del Sur. Se celebró hasta 1961, cuando los problemas políticos del continente africano obligaron a suspenderla. En 1953 se celebró en África del Este el Rallye Coronation Safari, renombrado años más tarde como Rally Safari seguido después por el Rally de Marruecos y el Rally Costa de Marfil. El Rally Safari, celebrado principalmente en Kenia, fue incluido en numerosas ocasiones en el calendario del Campeonato del Mundo.

### Años 1960

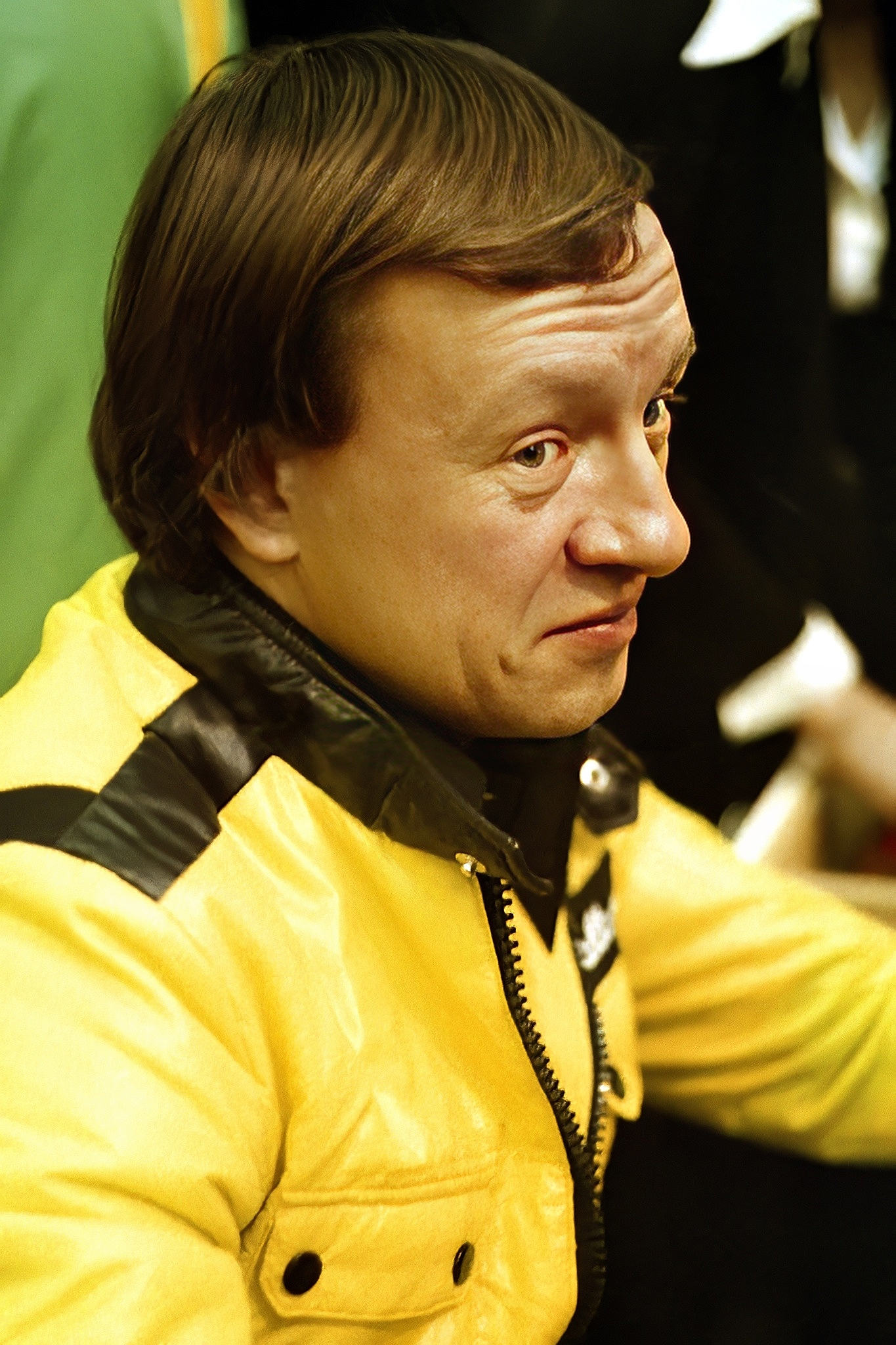
El piloto finlandés Rauno Aaltonen. Los pilotos nórdicos fueron los claros dominadores de los años sesenta.

Si en la década de los cincuenta los rallies resurgieron con fuerza en los sesenta se asentaron definitivamente como una especialidad del automovilismo. Las pruebas con tramos cronometrados fueron imponiéndose sobre aquellas que todavía usaban el formato antiguo en carreteras abiertas como el Tulip Rally holandés, la Maratón de la Ruta o el Lieja-Sofía-Lieja que cada vez tenían más problemas para encontrar itinerarios con poco tránsito. Al mismo tiempo cada vez se fueron reglamentando más como la incorporación de los entrenamientos que al no poder evitarlos tuvieron que reglamentarlos. El primer gran paso para la consolidación de los rallies fue la creación de los equipos oficiales. El más importante de ellos fue el de la BMC (British Motor Corporation). En 1961 el periodista Stuart Turner fue nombrado jefe del departamento de competición de la marca británica y creó un equipo pionero en muchos aspectos. Fue el primero en desarrollar coches específicos para rally, en asistir a sus pilotos con mecánicos especialistas que se trasladaban a las pruebas provistos de material y ruedas y en imponer a sus conductores que entrenaran por lo que los copilotos mecánicos dejaron sitio a verdaderos copilotos profesionales. De esta manera nacieron las notas de copiloto tal y como se conocen en la actualidad. Turner fue uno de los primeros en fichar a pilotos extranjeros, como Timo Mäkinen o Rauno Aaltonen, y también creó la figura de los ouvreurs. El equipo de la BMC consiguió con los Mini ganar pruebas de prestigio como el Montecarlo y creó la logística de los rallies que de manera más amplia y desarrollada es la que se sigue en la actualidad. En definitiva a él se debe la profesionalización de la especialidad. Otro de los cambios más importantes de la época fue la aparición de la reglamentación. En 1957 se había dado un primer paso, pero en 1965 nació el Anexo J creado por la FIA, donde se establecieron de manera clara el tipo de vehículos permitidos, con sus consiguientes grupos y clases que se definían en función de su preparación. Los más exitosos fueron el grupo 2 y 4.
Los pilotos nórdicos fueron los grandes dominadores de la época. A Mäkinen y Aaltonen que corrían con la BMC hay que sumar otros nombres como el sueco Eric Carlsson, que dominó con su Saab las pruebas del norte del continente europeo; Pauli Toivonen, Tom Trana y Gunnar Andersson ganadores del campeonato de Europa, aunque a modo de excepción aparecieron otros pilotos como el británico Vic Elford o el polaco Sobieslaw Zasada. La razón de que los nórdicos protagonizaran los rallies era que estaban más acostumbrados a pilotar sobre superficies más complicadas y deslizantes, como la tierra o la nieve. Entre las marcas más destacadas estaban Mercedes, Porsche, Citroën, Saab y Volvo pero pronto dejaron paso a otras como Lancia, Ford, Fiat y Alpine Renault que protagonizarían la década de los setenta. Estas, sin embargo, todavía escogían aquellas pruebas que les podían resultar favorables, provocaba que no existiera un enfrentamiento a lo largo del año entre ellas. Al mismo tiempo los departamentos de competición comenzaron a tener más apoyo debido a que las marcas comenzaron a explotar la publicidad que las carreras les otorgaban. En el campeonato de Europa el Montecarlo iniciaba la temporada seguida de pruebas como el Acrópolis, el San Remo, el Mil Lagos, el de Suecia o el RAC a la vez que otras iban desapareciendo del calendario como el Rally de los Alpes Austríacos, el Lieja-Sofía-Lieja, la Copa de los Alpes, el Rally de Ginebra, el Rally de Polonia o el Tulip Rally de Holanda. Entre 1966 y 1967 se introdujo una pequeña novedad, se declararon tres ganadores uno por cada categoría, el de los grupos 1, 2 y 3, y a partir de 1968 se estrenó el campeonato de constructores aunque inicialmente contaba con pruebas distintas al de pilotos.
En el centro de Europa hubo muchas pruebas de reconocido éxito. En la zona de los Alpes donde confluían varios países se organizaban diversas carreras que discurrían por puestos de montaña, como el Österreichische Alpenfart (Rally de los Alpes Austríacos), una de las más duras del continente y junto al Montecarlo las más populares. Entró por primera vez en el Campeonato de Europa en 1964 y años más tarde entraría en el Campeonato Internacional de Marcas y posteriormente en su última edición en la temporada inaugural del campeonato del mundo. Otra prueba célebre fue la Copa Internacional de los Alpes, que se organizaba entre varios países: Francia, Italia, Suiza y Alemania que más tarde se renombró como Copa de los Alpes franceses. El Rally de Polonia era una de las más populares del este de Europa. Se organizó por primera vez en 1921 y fue fecha fija del campeonato de Europa e incluso en 1973 se incluyó en el mundial. Otra prueba importante durante los años sesenta fue el Deustchland Rally que años después, en 1982, vería nacer el Rally de Alemania.

### Años 1970

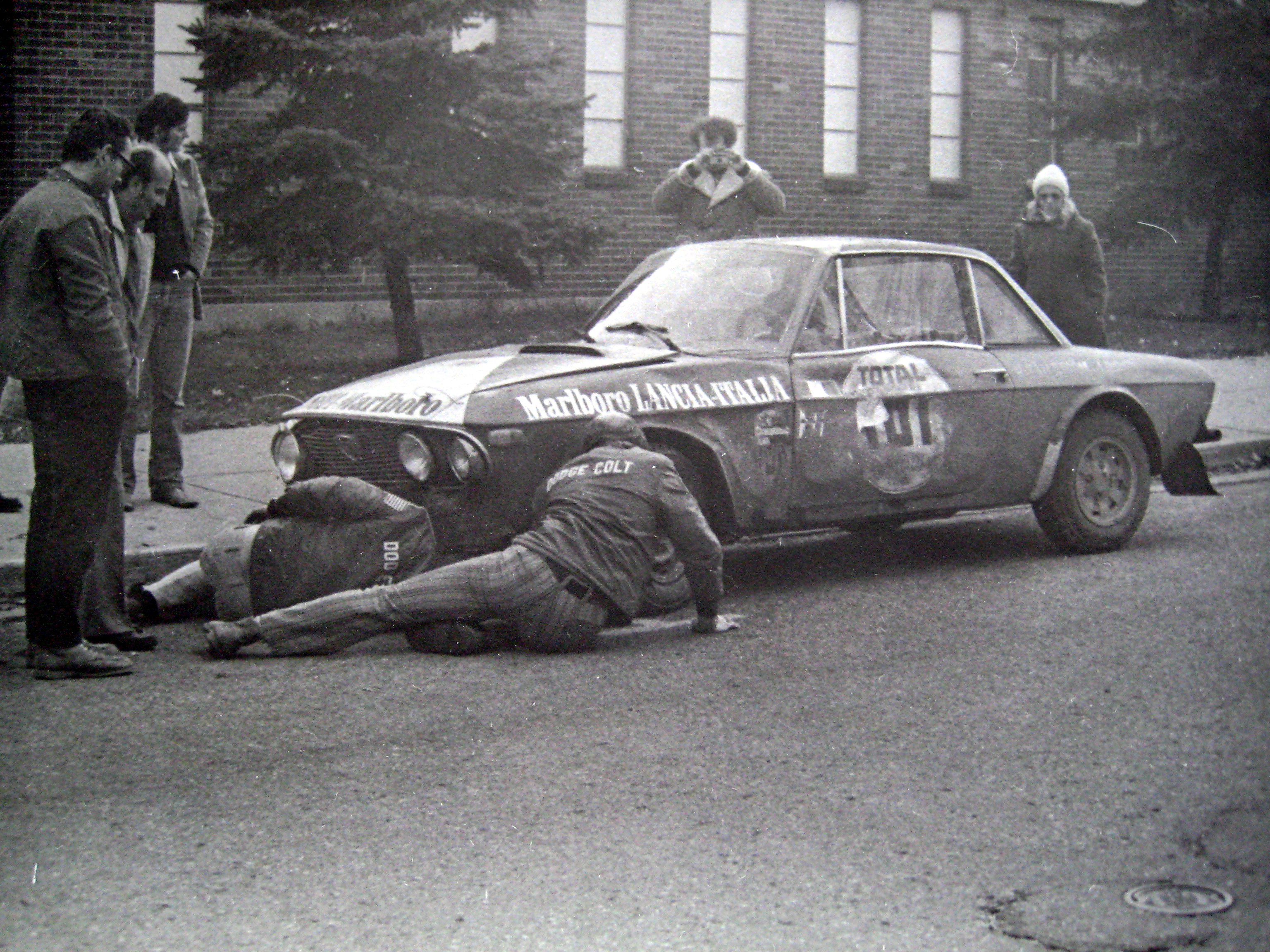
Rally Press-on-Regardless de 1972.

En 1970 nació el Campeonato Internacional de Marcas y se convertía en el primer certamen que se disputaba en varios continentes, aunque la mayoría de las pruebas se concentraban en Europa. Tan solo las marcas sumaban puntos y duró tres años siendo los protagonistas Porsche, Alpine-Renault y Lancia que se repartieron el cetro. Entre los pilotos que más destacaron se encontraban los suecos Bjorn Waldegard y Ove Andersson. En 1973 dicho certamen se convirtió en el Campeonato Mundial de Rally que mantuvo el mismo formato y calendario. El primer vencedor fue Alpine-Renault con Jean-Luc Thérier como principal protagonista pero fueron las marcas italianas las que dominaron los primeros años, con tres títulos para Lancia (1974, 1975 y 1976) y su poderoso Lancia Stratos pilotado por Sandro Munari (1977 y 1978) con el Fiat 131 Abarth conducido por Munari y Markku Alén. Esos dos últimos años se organizó la copa FIA para pilotos que sirvió de anticipo para el mundial de pilotos que se estrenó en 1979. El ganador ese primer año fue Bjorn Waldegaard mientras que Ford se llevó el título de marcas.

### Años 1980

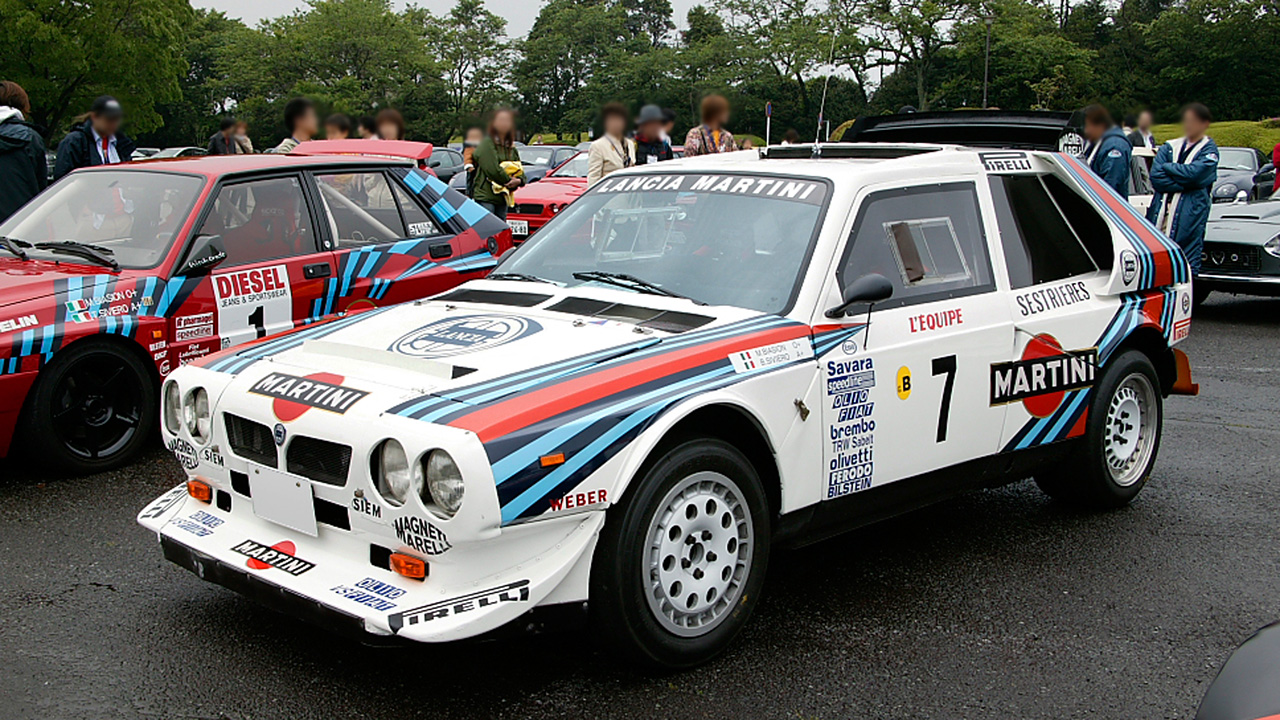
Lancia Delta S4 de Grupo B.

En los años ochenta continuó con el tercer triunfo para Fiat y del alemán Walter Röhrl que venció en 1980 y 1982 y se convirtió en el primer bicampeón mundial de la historia. El segundo título de Röhrl lo hizo a bordo del Audi Quattro, vehículo que en 1983 ya como grupo B se batiría en duelo con el Lancia 037 de Hannu Mikkola. Estos modelos fueron los primeros en destacar dentro de la normativa que protagonizó los siguientes cuatro años y que dieron paso a una generación de coches tan fascinantes como peligrosos que para muchos fue la época dorada de los rallies. Eran muy potentes, ligeros e introdujeron importantes novedades técnicas a la competición, como la tracción integral y los motores turboalimentados que permitieron elevar la potencia a nuevos límites. Luego fue Peugeot que con el Peugeot 205 T16 se hizo con las coronas en 1985 y 1986 si bien tuvo como rival más duro al Lancia Delta S4. Una serie de accidentes mortales en 1986 provocaron la desaparición de esta categoría que daría paso al grupo A. Lancia fue la que mejor interpretó esta nueva normativa y dominó por entero los siguientes años, primero con Juha Kankkunen en 1987 y luego con Miki Biasion en 1988 y 1989. La marca italiana también dominó el Campeonato de Europa esos años al imponerse entre 1983 y 1989 con nombres como Dario Cerrato o Fabrizio Tabaton. Además del europeo también nacieron otros campeonatos continentales como el Campeonato de África de Rally que arrancó en 1981 siendo el primer ganador el keniata Shekhar Mehta, el Campeonato de Oriente Medio de Rally que se inició en 1984 con Saeed Al-Hajri como vencedor en sus dos primeras ediciones y finalmente el Campeonato Asia-Pacífico de Rally que se estrenó en 1988 con el japonés Kenjiro Shinozuka como primer ganador.

### Años 1990

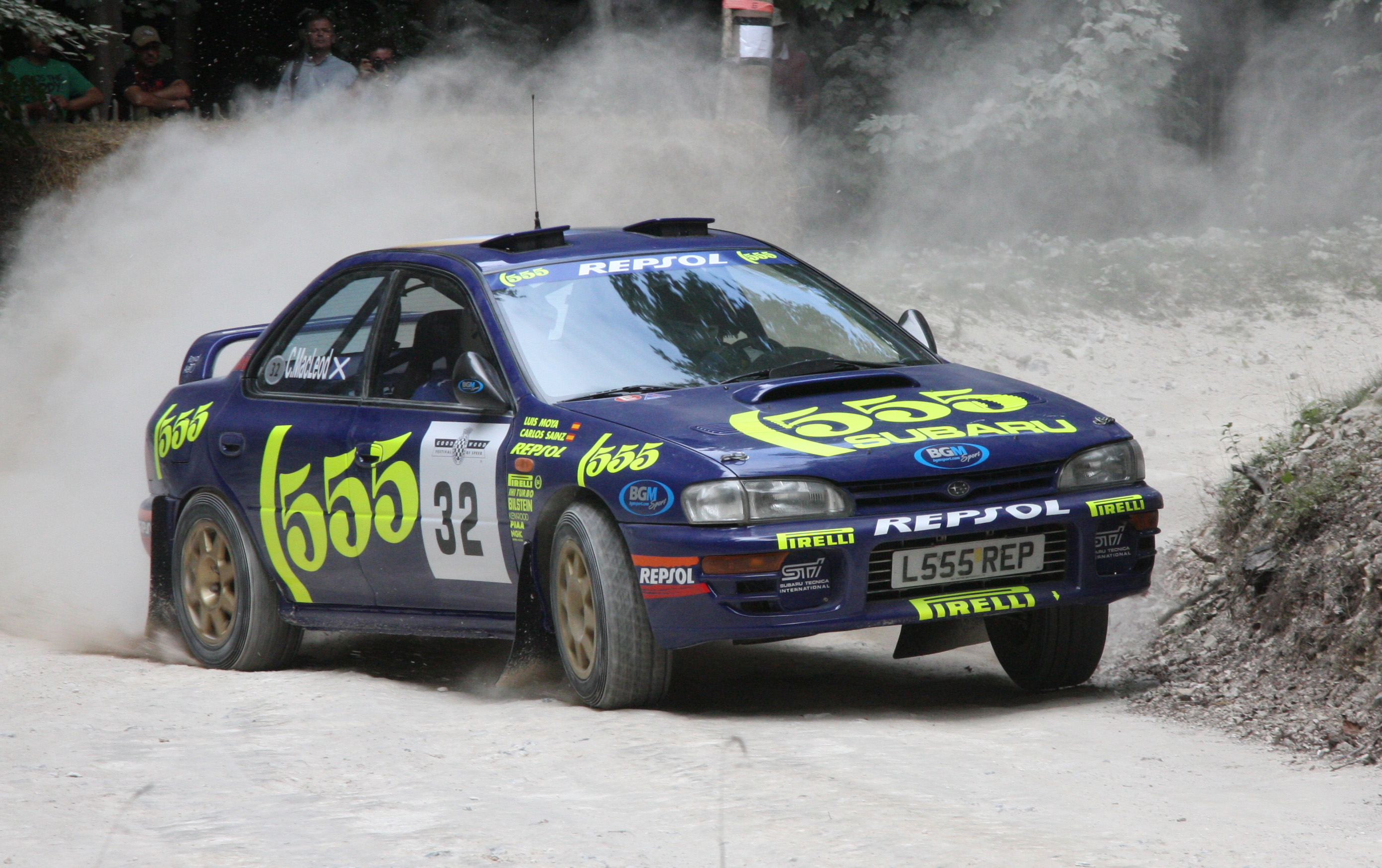
Subaru Impreza 555 grupo A.

En los años noventa las marcas japonesas desembarcaron y dominaron el mundial prácticamente toda la década. Primero Toyota que venció en 1990 y 1992 con Carlos Sainz, en 1993 con Kankkunen y en 1994 (el finés se convirtió en el primer cuatricampeón del mundo) con Didier Auriol, luego Subaru con Colin McRae en el Subaru Impreza en 1994 y más tarde Mitsubishi que dominó las temporadas de 1996 a 1999 con Tommi Mäkinen y su Mitsubishi Lancer Evo. La gran novedad reglamentaria fue la aparición en 1997 de la categoría World Rally Car, una reglamentación basada en el grupo A pero más permisiva que dominaría el mundial durante los siguientes años. Esto permitió la aparición de nuevas marcas como Skoda, Suzuki y el regreso de otras como Peugeot o Citroën. 
Además del Campeonato de Producción que se llevaba organizando desde 1987 de manera complementaria al mundial la FIA creó también y de manera paralela la Copa del Mundo de Rally de 2 Litros, que se disputó entre 1994 y 1999 donde destacó SEAT con tres títulos y la Copa FIA para Equipos, este último exclusivamente para pilotos privados que se organizó entre 1999 y 2001 siendo los ganadores Luis Climent, Toshi Arai y Henrik Lundgaard.
En el Campeonato de Europa y de manera muy parecida al mundial los que protagonizaron esos años fueron Mitsubishi, Toyota y Subaru. En África Satwant Singh sumó cinco títulos (1991, 1993, 1996, 1997 y 1998) a los dos que ya tenía, en Oriente Medio Mohammed Bin Sulayem continuó con su racha de triunfos y sumó siete títulos (1990, 1991, 1994, 1996-1999) a los cuatro que ya había ganado en la década anterior, en el Campeonato de Asia-Pacífico Ross Dunkerton y Possum Bourne se repartieron dos títulos cada uno y luego el sueco Kenneth Eriksson venció en tres ocasiones (1995, 1996 y 1997).

### Años 2000

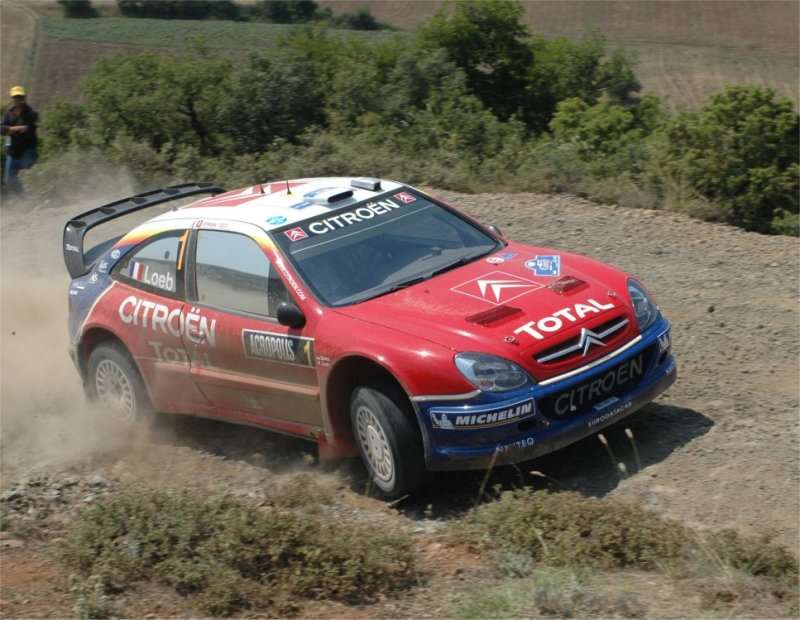
Citroën Xsara WRC

En los primeros años de la década de los 2000 dominó el Peugeot 206 WRC de Marcus Grönholm que coronó campeón en 2000 y 2002 y el Subaru Impreza WRC, primero de Richard Burns en 2001 y luego de Petter Solberg en 2003. Posteriormente la entrada de Citroën con Sébastien Loeb estableció un periodo de dominio absoluto cuando se llevó nueve títulos de pilotos consecutivos entre 2004 y 2012 y batió además todos los récords del campeonato del mundo. Solo Ford pudo arañar dos campeonatos de constructores en 2006 y 2007. En 2006 fueron muchas las marcas que abandonaron el campeonato y tanto Citroën como Ford se quedaron solas en la lucha, tras la marcha también de Subaru en 2008. En 2001 la FIA creó el Campeonato Mundial de Rally Júnior con el objeto de potenciar a las jóvenes promesas y donde triunfaron nombres como Sébastien Loeb, Dani Solà, Per-Gunnar Andersson o Sébastien Ogier.
Desde el año 2006 hasta 2012 se disputó el Intercontinental Rally Challenge, un campeonato promovido por el canal de televisión Eurosport y que fue único con carácter internacional aparte del mundial. El certamen aunque disputado en diferentes continentes se celebraba mayoritariamente sobre suelo europeo y compartiendo fechas con pruebas del Campeonato de Europa de Rally en varias ocasiones, como el Rally de Ypres o el Rally de Zlín. En el mismo vencieron Giandomenico Basso, primer vencedor, Enrique García Ojeda, Nicolas Vouilloz, Kris Meeke, Juho Hänninen y Andreas Mikkelsen, este último ganador de las dos últimas ediciones. En el campeonato de marcas Peugeot y Škoda se repartieron tres títulos cada uno. En el Campeonato de Europa el Peugeot 206 WRC sumó dos títulos con Renato Travaglia y Bruno Thiry y luego dio paso al triunfo de los S1600 primero y los S2000 después. El francés Simon Jean-Joseph fue campeón en 2004 y 2007, y los italianos Giandomenico Basso en 2006 y 2009 y Luca Rossetti en 2008. En el campeonato de África los ganadores lo hicieron siempre a bordo de modelos japoneses, Subaru o Mitsubishi con nombres como Muna Singh o Conrad Rautenbach, pero también ganaron pilotos foráneos como el español Fernando Rueda, el belga Patrick Emontspool o el japonés Hideaki Miyoshi. En el Asia-Pacífico Karamjit Singh se llevó tres títulos (2001, 2002 y 2004) y posteriormente Cody Crocker se adjudicó cuatro consecutivamente entre 2006 y 2009. En Oriente Medio Mohammed Bin Sulayem sumó tres campeonatos más y luego cedió el testigo a Nasser Al-Attiyah que se impuso en 2003 y entre 2005 y 2009.

### Años 2010

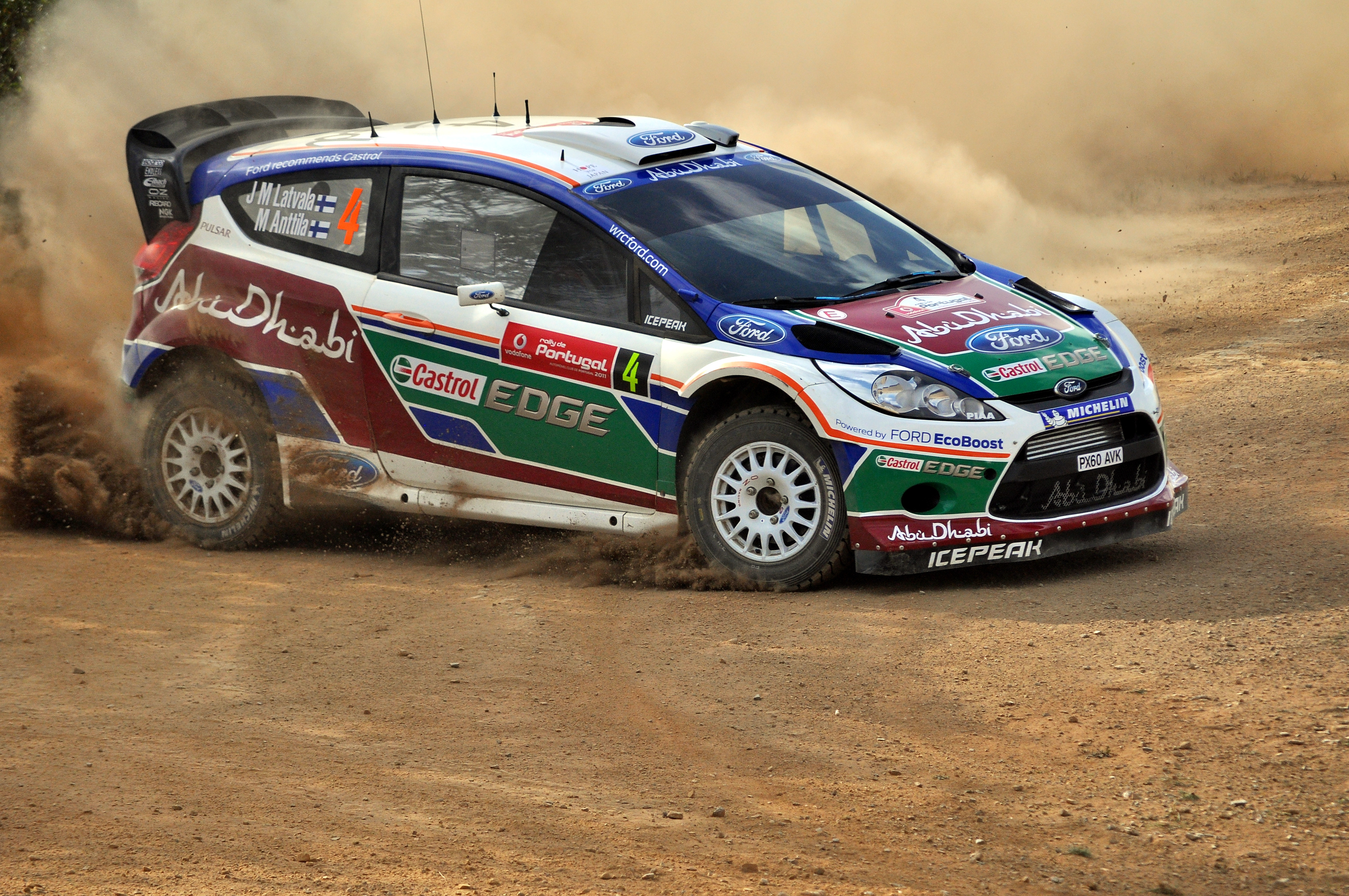
Ford Fiesta WRC de Hirvonen en Portugal 2011.

En 2010 se creó un nuevo campeonato paralelo, junto a los dos ya existentes: el Campeonato S2000. Este campeonato nació con la intención de asentar las bases para las nuevas regulaciones que se establecerían para los World Rally Cars en 2011. Los vehículos que participaron en este campeonato eran los Super 2000. Estos vehículos estaban basados en el grupo N, pero con tracción a las cuatro ruedas, motor de 2L y atmosféricos. Los nuevos World Rally Car, cuentan con motor 1.6 litros lo que conlleva menos par de motor y más revoluciones, cuentas con turbo y tracción a las cuatro ruedas, son más anchos y cortos, que los hace más fáciles de pilotar en tramos muy técnicos y llenos de curvas, pero con una ligera pérdida de estabilidad en tramos rápidos. La primera prueba donde participaron los nuevos WRC fue en el Rally de Suecia de 2011. Donde compitieron trece World Rally Cars: cuatro Citroën DS3 WRC y nueve Ford Fiesta RS WRC.

## Características

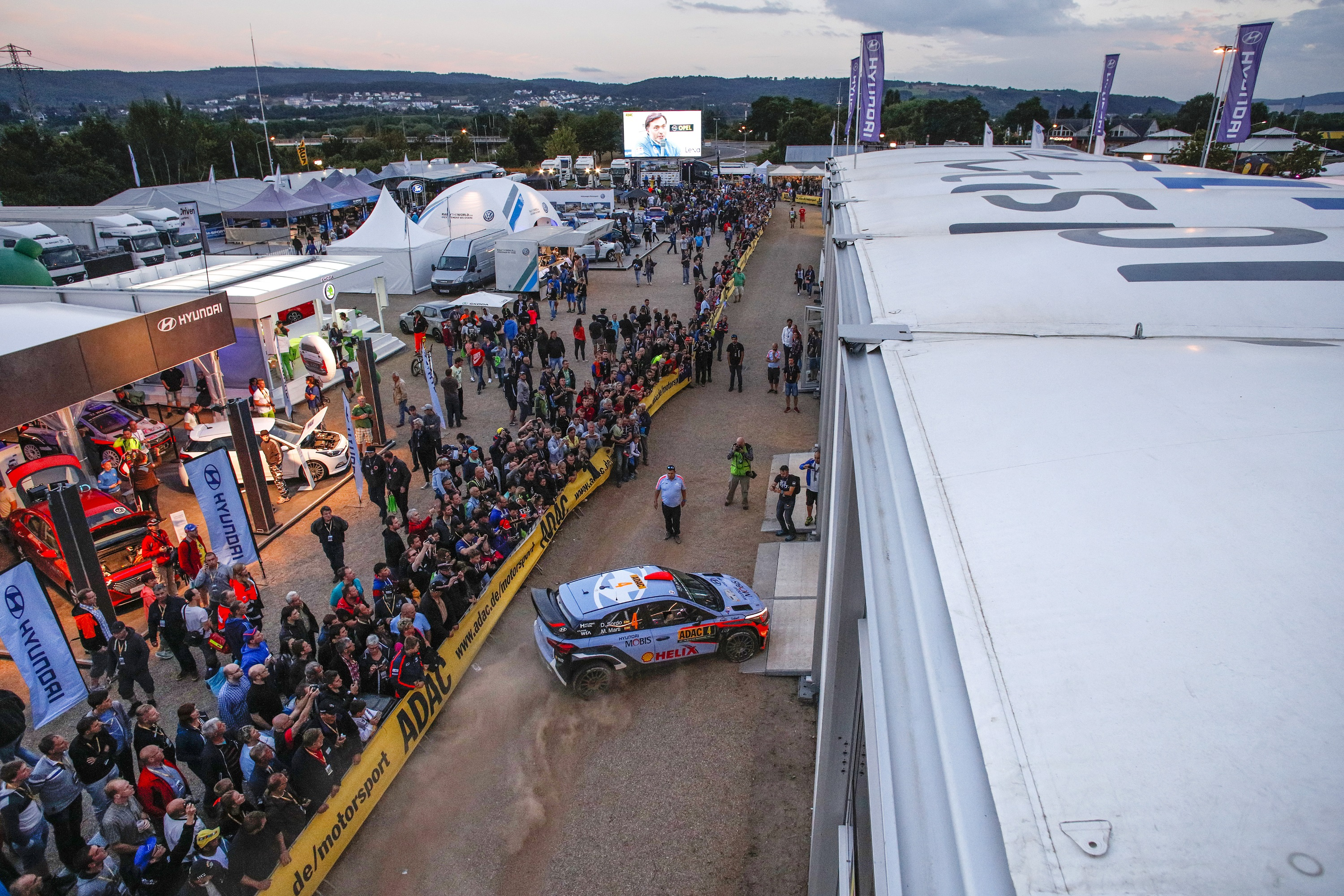
Parque de servicio del Rally de Alemania en 2006. Es el epicentro del rally y el lugar donde los equipos realizan el mantenimiento a los vehículos.

Los rallies ha cambiado enormemente a lo largo de la historia. Los vehículos usados y su tecnología han evolucionado, las organizaciones y los equipos se han profesionalizado, pero lo que más se ha transformado es el formato de las carreras que han pasado de grandes pruebas a carreras compactas y de formato idéntico. El mejor ejemplo lo encontramos en el Campeonato del Mundo, que desde 1995 las pruebas han ido evolucionando cada día más, perdiendo gran parte de su carácter, para convertirse en pruebas prácticamente iguales. Antes de esa fecha se encontraban rallies de diferentes superficies (unas mixtas y otras de una sola superficie), pruebas muy cortas y otras muy largas, pruebas con recorrido secreto y otras que se podían entrenar casi hasta la saciedad. La reducción del kilometraje, la obligatoriedad a un único punto de asistencia y la obligación de escoger una única superficie ha supuesto que los rallies hayan perdido parte de su épica y su glamour pero han dejado paso al marketing y a las intensas luchas a la centésima.
Por lo general un rally suele desarrollarse durante varias jornadas (días), aunque el tiempo empleado ha variado mucho con los años. En el pasado algunas pruebas duraban cinco o seis días, pero en la actualidad lo más común es ceñirse a dos o tres, incluso menos si se trata de pruebas de menor ámbito. Cada jornada o etapa a su vez está dividida en secciones que están compuestas de uno o varios tramos cronometrados. Se entiende por sección el recorrido comprendido entre la salida de cada etapa y un parque de reagrupamiento, el que media entre dos de estos parques y el que va del último parque a la meta de la etapa. El recorrido se divide pues, en tramos cronometrados y tramos de enlace. En los primeros los participantes compiten contra el cronómetro y en el segundo transitan por carreteras abiertas, durante el cual deben cumplir las normativas de tráfico, y sirven para llegar al siguiente tramo. Al mejor tiempo realizado en un tramo se le denomina scratch. En el campeonato del mundo la suma de los tramos cronometrados no puede pasar de los 400 km y ninguno de ellos puede superar los 110 km/h de velocidad media. Por ello los organizadores de las pruebas suelen escogen carreteras estrechas y con muchas curvas para reducir la velocidad media. En el mundial, el formato de un rally está muy estandarizado por lo que el recorrido y la longitud es similar entre las distintas pruebas. A diferencia de las primeras décadas (1970 y 1980) cuando algunas pruebas sobrepasaban con creces los 400 km cronometrados, como el Rally Safari que podía alcanzar fácilmente la cifra de los 2000 km.
Desde los años noventa cada rally se disputa a lo largo de una semana. De lunes a martes los pilotos pasan por los tramos, abiertos al tráfico, con vehículos de serie para realizar los reconocimientos. El miércoles se realizan las verificaciones técnicas y administrativas y el jueves toman el primer contacto en condiciones reales sobre un tramo cerrado, llamado shakedown (No en todos los países se disputa y se ha prohibido y permitido durante años) y finalmente la carrera, que se celebra entre viernes y domingo, el último solamente por la mañana dejando para la tarde la entrega de premios y la recogida de material.

Un vehículo trazando una curva durante un rally.

Cada rally se suele disputar sobre una superficie, ya sea asfalto, tierra o nieve, aunque también es muy habitual encontrar pruebas mixtas, que alternan entre asfalto y tierra, asfalto y nieve o tierra y nieve. Algunos ejemplos de esto son: el Rally de Montecarlo que se disputa sobre asfalto con presencia de nieve o hielo e incluso en algunas ocasiones por zonas completamente nevadas; el Rally de Suecia donde se corre completamente sobre nieve y el Rally de Finlandia exclusivamente sobre tierra. Tres ejemplos de pruebas que han cambiado de superficie son: el Rally de San Remo, el Rally de Portugal y el Rally de Cataluña. En las tres se compitió tanto sobre asfalto como sobre tierra. Los cambios de superficie se hacen a criterio de la organización o por imposición de la federación deportiva. En el Campeonato del Mundo se alternan pruebas de diferentes superficies pero la mayoría de los campeonatos se componen de pruebas de una única superficie, sin embargo en algunos países se disputan hasta dos campeonatos cada uno sobre una superficie distinta. Esto sucede por ejemplo en España, donde se celebran dos campeonatos distintos e independientes: uno solamente sobre asfalto y otro sobre tierra. Si la superficie es importante su estado tan bien lo es. No es lo mismo competir sobre asfalto seco que sobre mojado, asfalto sucio y roto que asfalto impecable, asfalto con mucho grip (agarre) sin grip o deslizante, sobre tierra dura que sobre tierra suelta, sobre tierra con muchas piedras que tierra limpia o tierra mojada con barro. El estado afecta sobre todo al tipo de conducción pero también de manera muy importante sobre los reglajes a utilizar en los vehículos. Los pilotos no conducen de la misma manera sobre asfalto seco que en tierra mojada.
En un rally cada participante cuenta con una documentación que la organización les da previamente. Esta consta de un libro de ruta y un carné de ruta. En el primero está descrito todo el camino a seguir, que es de obligado cumplimiento, con información sobre los tramos de enlace, tramos cronometrados, tiempos a emplear, distancias, etc. Antiguamente los copilotos se guiaban utilizando mapas convencionales, pero a mediados de los años 1950 se empezaron a utilizar otro tipo de métodos. En el Tulip Rally de 1951, una carrera celebrada en los  Países Bajos, se utilizó posiblemente por primera vez un sistema de notas basado en diagramas en lugar de los viejos mapas. El segundo es un carné que el copiloto entrega en cada punto preestablecido, llamado control horario, a un comisario de la organización que anota la hora de llegada. Este carné también les sirve para, con una sencilla operación, determinar el tiempo empleado en cada tramo cronometrado.
El coste por participar en una prueba varía indudablemente de si se trata de una cita regional, internacional o mundial. Para calcular el dinero necesario hay que tener en cuenta los siguientes gastos: licencias (de piloto y copiloto), automóvil y gastos derivados (combustible, neumáticos, repuestos, etc), inscripción, desplazamientos, mecánicos (en el caso de equipos más profesionales, en los más modestos los propios pilotos suelen ejercer esta labor), hoteles, etc. A modo de ejemplo una de las pruebas más duras y famosas, en el rally Dakar solo por tomar la salida es necesario disponer de cerca de 130.000 €.

### Público

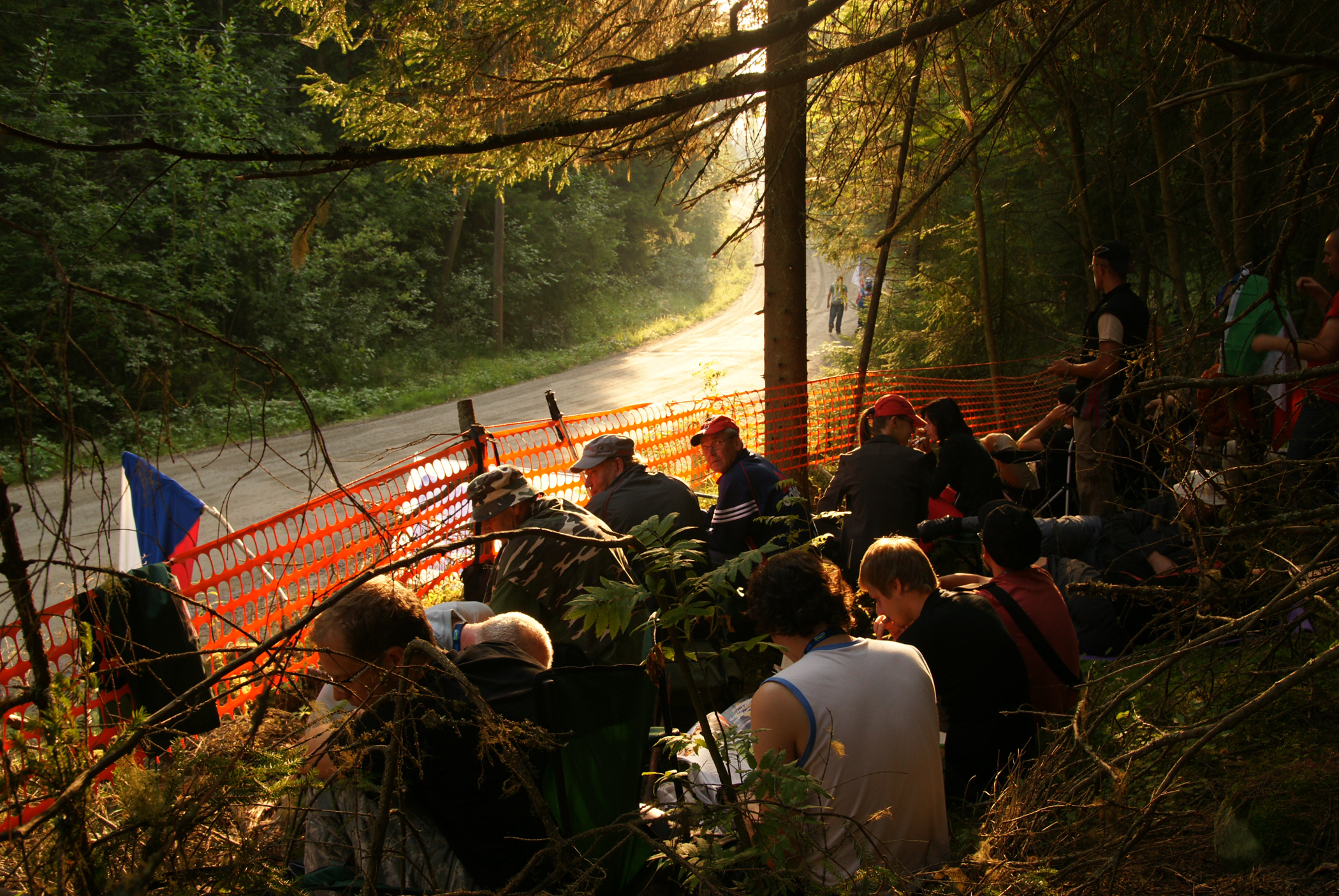
Aficionados situados en un tramo.

Los rallies son una disciplina que convocan una gran cantidad de público y que a diferencia de muchos deportes de alto nivel se puede disfrutar del espectáculo de manera gratuita. Exceptuando rallies como el de Gran Bretaña, Finlandia y Australia, donde los espectadores pagan una entrada para acceder a zonas habilitadas dotadas de aparcamientos, bares, restaurantes y espacios acondicionados para presenciar la carrera, en el resto de pruebas el público lo hace de manera gratuita. Para llegar a los mismos los aficionados se trasladan en sus vehículos particulares y en muchas ocasiones acampan la noche anterior o duermen dentro de los propios coches a la espera de la carrera. La reducción del kilometraje y la obligación de disputar las carreras en fin de semana ha provocado que los tramos se masifiquen y en zonas muy concretas, por lo que el control del mismo es uno de los mayores retos para los organizadores. Pese a todo, la afluencia de público es muy dispar. Las pruebas que se celebran en zonas aisladas como el Rally de Nueva Zelanda, en islas, caso del Rally de Córcega o el Rally de Chipre, por la poca notoriedad o simplemente por las adversas condiciones climatológicas en las que se disputan como el Rally de Suecia, contrastan con otras que si han tenido que enfrentarse al control del numeroso público y que ha obligado en muchas ocasiones a suspender tramos. Como ejemplo de esto están el Rally de Portugal, San Remo, Montecarlo, Alemania o Cataluña. Este es uno de los pocos deportes del mundo en el que el público puede interactuar con los participantes de la prueba sin que ello afecte a la normalidad de la misma. Cuando un participante se sale de la pista o vuelca, es habitual que algunos aficionados salten al tramo en su ayuda para intentar volverlo a la pista e incluso controlan el paso de los siguientes concursantes avisándoles que se detengan o que aminoren la velocidad.

### Reglamento
Antes de la celebración de una prueba la organización debe redactar un documento conocido como reglamento, que es donde constan todos los aspectos de organización de la carrera. Cada reglamento define la carrera, la describe, la enmarca en la normativa internacional y establece la puntuabilidad para los diferentes campeonatos o copas de promoción que la han incluido. A su vez también se establecen los vehículos y concursante admitidos que en el caso de los primeros solo se podrán aceptar aquellos homologados dentro de los grupos y clases autorizados por la FIA. En pruebas regionales pueden, en un reglamento particular, permitir la participación de vehículos con homologación caducada, vehículos históricos o incluso aquellos que no posean. En el reglamento consta también el recorrido, las fechas, los horarios y días permitidos para las verificaciones y reconocimientos. Así mismo, constan las sanciones, en el caso de que un participante cometa una infracción y regula el funcionamiento de los parques de asistencia. Por último el reglamento establece los premios a los ganadores tanto de la clasificación general como de los distintos grupos y clases de vehículos participantes.

### Tramo

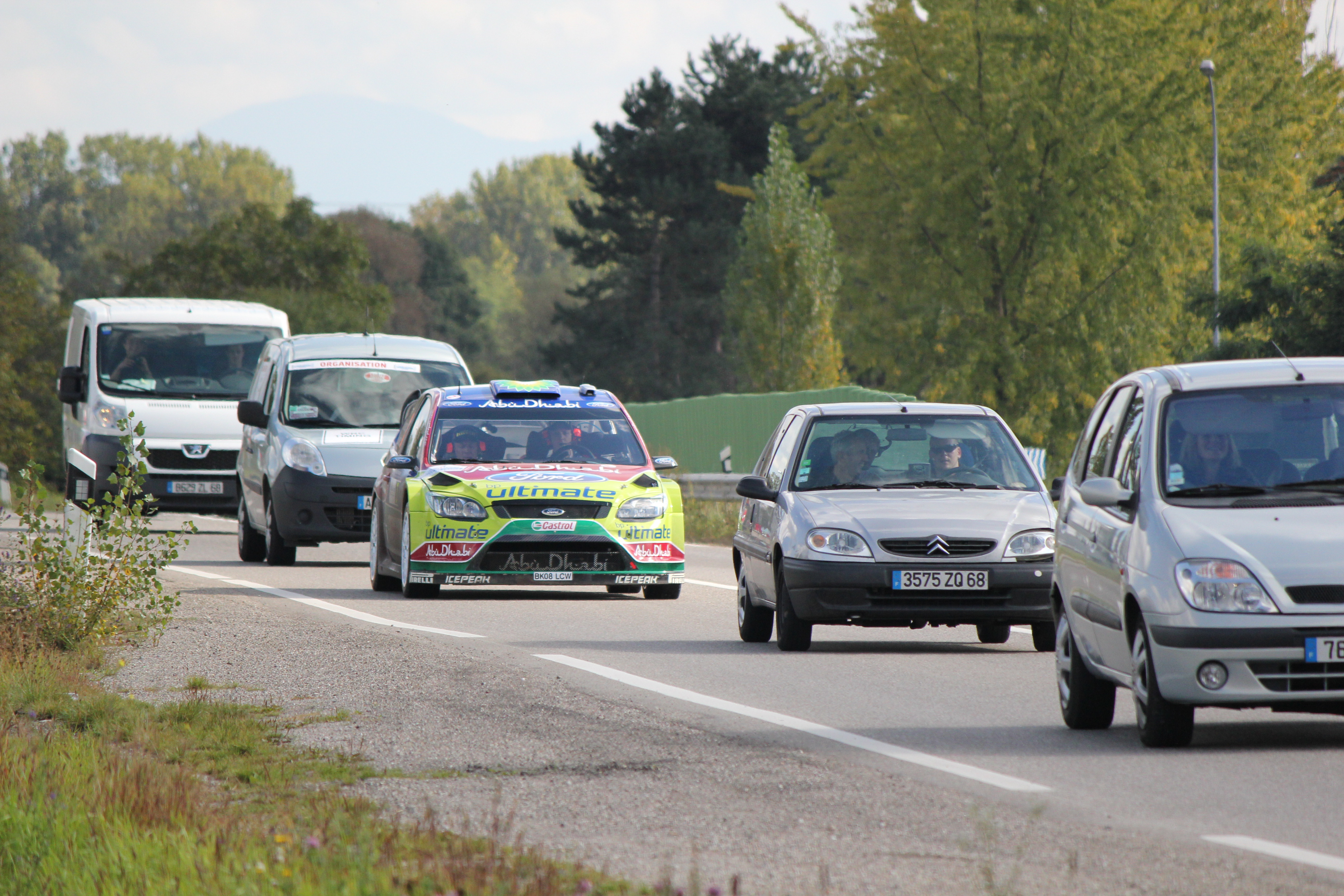
Durante los enlaces los pilotos deben cumplir la normativa de tráfico.

El tramo es la parte principal de un rally donde los participantes compiten contra el crono. También es conocido por las iniciales TC (Tramo cronometrado) o SS (en inglés Special stage). Está delimitado por cuatro controles, dos en el inicio (control horario de llegada, salida) y dos en el final (meta y control stop). Un rally se compone de varios tramos, en el mundial entre quince y veinticinco tramos, en pruebas internacionales menos de veinte y en pruebas nacionales generalmente no más de diez. El mejor tiempo obtenido en un tramo se denomina scratch.
Los rallies se hicieron muy populares en Suecia y Finlandia en los años cincuenta. En esos países los fuertes controles policiales concienciados por la seguridad en las carreteras, llevó a los organizadores a buscar una alternativa a las carreras en carretera abierta y se optó por cerrarlas al público y competir en ellas mientras que se respetaban las normas fuera de ellas en los enlaces. De esta manera, se inventaron los tramos, también llamados Special Stage, Specialsträcka en Suecia o Erikoiskoe en Finlandia, que simplemente sumando los tiempos obtenidos en esos tramos, se obtenía la clasificación final. Este formato, que se conserva en la actualidad, cuajó rápidamente en otros países como en Gran Bretaña, que lo adoptó en 1961 pero con una pequeña diferencia: la legislación británica prohibía cerrar las carreteras y se decidió competir en caminos de tierra privados, que se cerraban solo para las carreras y se prohibía entrenarlos antes. De ahí nació el carácter secreto del Rally RAC, que mantuvo ese formato hasta los años ochenta cuando entró en el calendario mundialista.
Algunos de los tramos que han alcanzado mayor fama en el mundo de los rallies por su singularidad son: el Col de Turini del Rally de Montecarlo; Ouninpohja del Rally de Finlandia, Calvi-Porto, del Rally de Córcega; St Gwynno, del Rally de Gran Bretaña; Giulio Cesare, del Rally de Argentina; Arena Panzerplatte, del Rally de Alemania; Bunnings, del Rally de Australia; Granberget, del Rally de Suecia; Eldama Ravine, del Rally Safari o el Bauxite, del Rally Acrópolis.
Existen variantes de los tramos que se diferencian del resto por alguna peculiaridad:

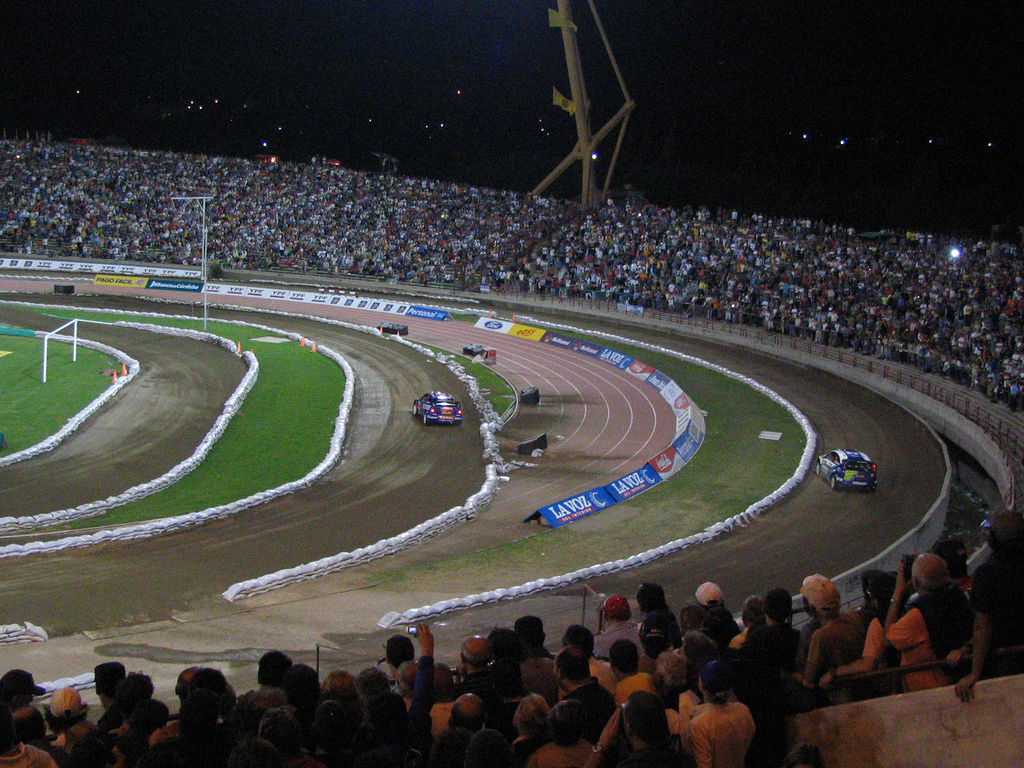
Dos pilotos participando en una superespecial en el Rally de Argentina de 2006.

- Súper especial, o tramo especial, (en inglés super special stage o SSS) es una variante que se organiza normalmente como último tramo de un rally. Tiene la particularidad de ser más corto y en el que compiten dos vehículos al mismo tiempo. Se organiza en estadios o grandes recintos y es un atractivo de la organización para atraer a los aficionados.

- Súper tramo, (en inglés power stage), introducido en el campeonato del mundo en 2011, es el último tramo de cada rally, generalmente se disputa en una zona urbana y suele ser de corto recorrido en el que se reparten 3, 2 y 1 puntos extra a los tres primeros clasificados del mismo.

- Tramo de calificación, (en inglés qualifying stage), se introdujo en el campeonato del mundo en 2012, y sirve al igual que en otras categorías como la Fórmula 1, como una tanda de calificación donde posteriormente cada piloto, según la posición lograda en el mismo, selecciona el puesto desde que partirá en cada tramo.[37] En ocasiones un piloto puede elegir salir entre puestos de abajo para así encontrarse con la carretera más limpia, tras el paso de los primeros corredores.

- Shakedown es un tramo cronometrado de no más de 7 km, especialmente preparado para que los automóviles puedan probar de forma intensa las modificaciones y ajustes que los mecánicos hayan realizado para la carrera.[38] El trazado se conecta de forma parecida a un circuito, ya que al finalizar el recorrido, los automóviles tienen un tramo de enlace que los conecta con la salida nuevamente. El shakedown reúne las características de todos o de la mayoría de los tramos del rally, para que las condiciones sean reconocidas por los equipos durante la competición. Dura aproximadamente dos horas para los World Rally Cars de prioridad 1 y otras dos horas, sin intervalos, que comparten con los automóviles de prioridad 2 y 3. Finalizado este tiempo, el resto de los participantes pueden hacer el recorrido.

### Reconocimientos y notas
Días antes de la celebración de un rally se realizan los reconocimientos, también llamados entrenamientos. Con los tramos totalmente abiertos, con vehículos de serie y con un máximo de dos pasadas los participantes reconocen todos los tramos y anotan las características de cada uno. Los pilotos pueden repasar las notas de años anteriores o en su caso redactar unas nuevas. Esta labor es importante puesto que las anotaciones deben ser lo más fiables posible y teniendo en cuenta que luego pasarán a gran velocidad. En el pasado no existían límites de pasadas y los pilotos podían reconocer los tramos tantas veces como quisieran e incluso los equipos oficiales tomaban mano de los llamados muletos, vehículos idénticos a los de carreras. En algunos rallies como el Rally de Finlandia los pilotos locales entrenaban una y otra vez hasta aprendérselos casi de memoria. Con los años esto desapareció y se hacen controles severos para que los pilotos no conozcan los tramos de antemano. El único entrenamiento que puede considerarse como tal es el shakedown, un tramo corto con las características similares a recorrido de la prueba que sirve para que los equipos puedan preparar los coches como las suspensiones, la transmisión, el reparto de frenada o el tipo de neumáticos.
Las notas son algo exclusivo de los rallies. Durante los reconocimientos el copiloto anota en un block las características que su piloto le va dando para luego durante la carrera leérselas y anticiparle el recorrido de los tramos. El piloto describe todas aquellas particularidades de la carretera como el tipo de curvas, baches, rasantes, etc. a través de un código nemotécnico que solo él y su copiloto podrían entender.

### Cronometraje y controles horarios

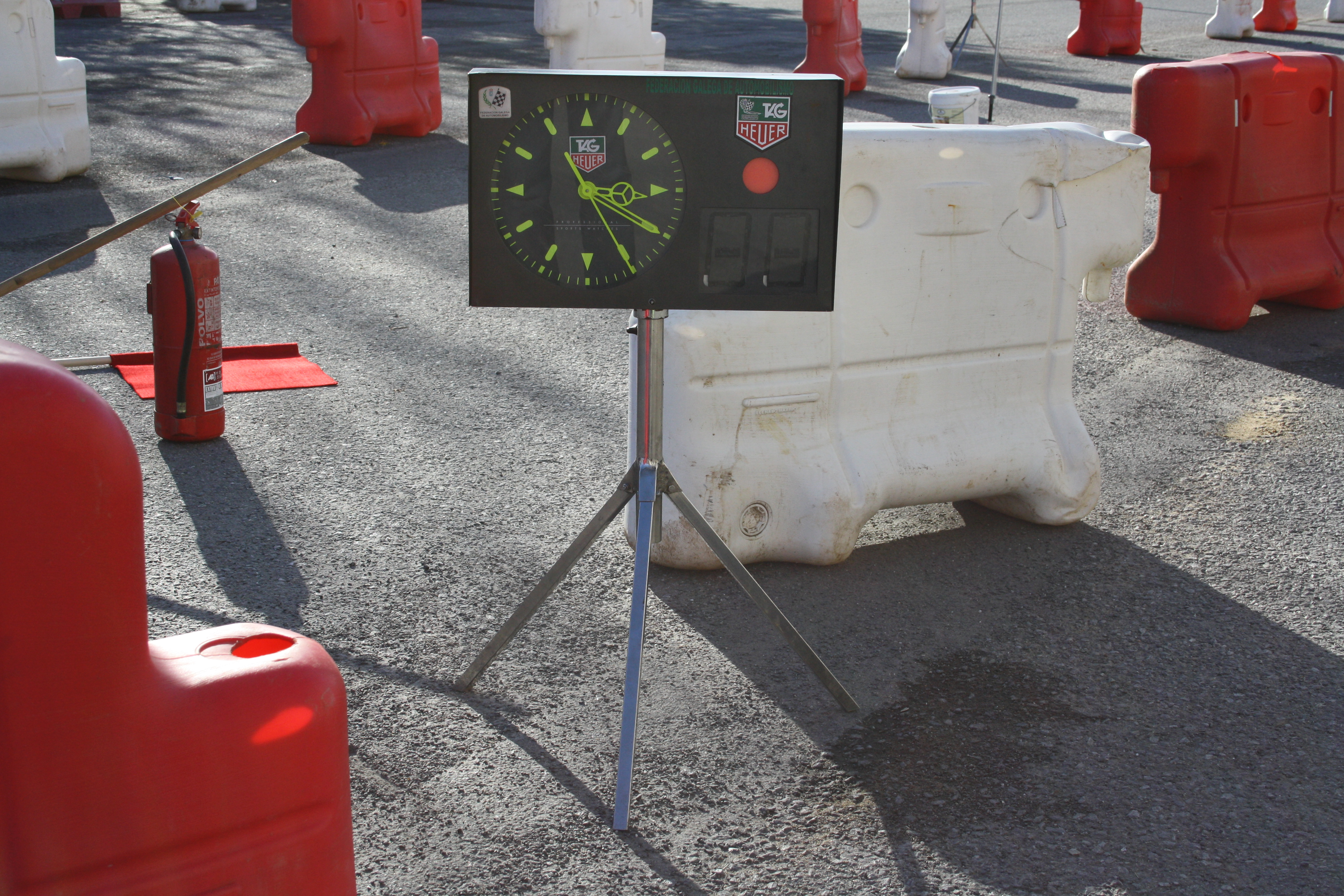
Cronómetro utilizado para el control de la hora oficial del rally y para marcar las salidas a los participantes.

Para contabilizar los tiempos de los participantes en un rally se dispone de un sistema de cronometraje y de unos puntos llamados controles horarios. En cada control se anota la hora de llegada de cada participante, que tiene preestablecida y que es de obligado cumplimiento. En el caso de no ser así un participante podría ser sancionado con un minuto por cada minuto de adelanto y con diez segundos por cada minuto de retraso. Para ello se toma como referencia la hora oficial del rally, que está oficializada mediante la hora GPS mundial. Los participantes llevan consigo el libro de ruta donde se anotan las horas de llegada a cada puesto, que los comisarios anotan en el correspondiente control. En un tramo se encuentran cuatro controles: control de llegada, salida, meta y control stop. En la salida y la meta se encuentran unas células fotoeléctricas que captan la llegada de cada auto y mediante una conexión a un cronómetro permite averiguar la hora exacta de paso. En la salida se disponen un semáforo y un cronómetro con una cuenta atrás que da las salidas a los pilotos. En el pasado este sistema era más sencillo y primitivo y constaba de dos relojes sincronizados, uno en la salida y otro en la meta de cada tramo. Los cronometradores tomaban los tiempos a mano y se anotaban para luego llevarlos a la base del rally o se comunicaban por teléfono. Con los años este sistema ha dejado paso a uno más sofisticado donde la electrónica juega un papel muy importante. La salida que en el pasado se hacía a mano (un comisario avisaba a los pilotos a los 30, 15, 10 y cinco segundos y luego realizaba una cuenta atrás hasta cero) se hace mediante células fotoeléctricas conectadas a ordenadores que envían mediante una señal y en tiempo real los tiempos de cada participante a la base del rally. Un software recibe todos estos datos y establece los tiempos, las clasificaciones y las penalizaciones en el caso de haberlas. En el campeonato del mundo los vehículos están dotados de un GPS que permite conocer el punto exacto donde se encuentran, además de estar dotado de un “transponder” un aparato que va adherido a la carrocería y que sirve para ser detectado en los controles de salida y meta. Toda esta tecnología permite, además de facilitar la labor a los organizadores, conocer en tiempo real la posición de cada participante y permite a los equipos establecer estrategias y decidir si atacar o no en cada tramo. De la misma manera para la prensa es un dato muy útil puesto que conoce en todo momento la situación de la carrera y puede si lo desea volcarlo en internet. Los sistemas de gestión electrónica evitan errores humanos que en los años sesenta y setenta provocan muchos problemas a los organizadores. En 1998 se incorporaron las décimas de segundo a los tiempos puesto que las diferencias comenzaron a ser menores y las décimas podían decidir el vencedor de una carrera.

### Parque de reagrupamiento y parque de asistencia

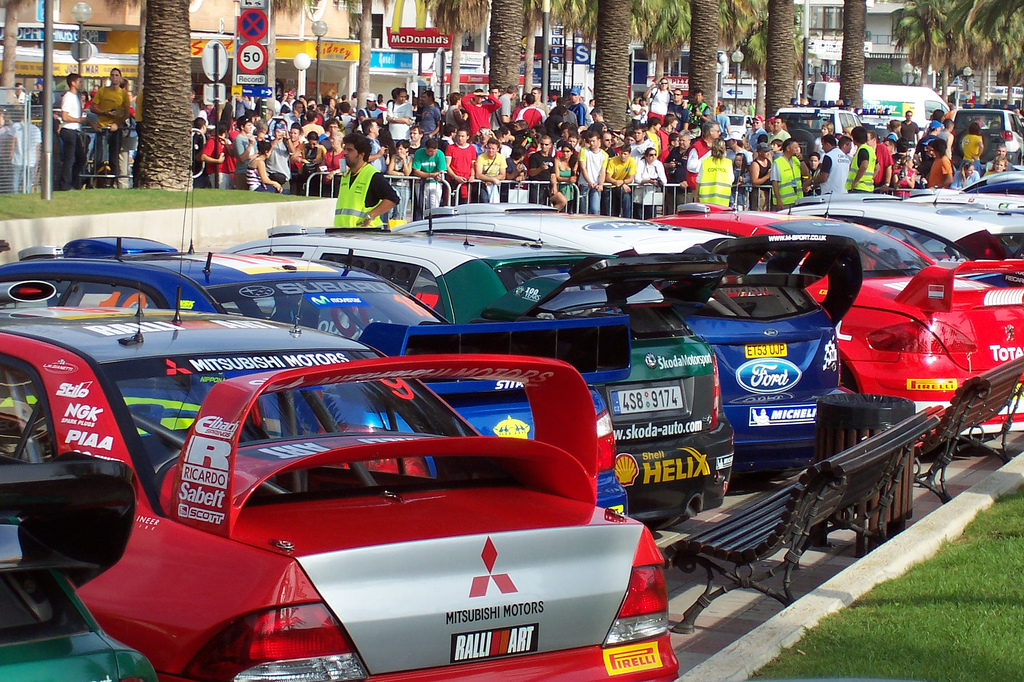
Parque cerrado de Rally Cataluña del año 2005.

Como máximo cada 60 km de tramos los equipos deben pasar por un parque de asistencia. Allí pueden repostar, reparar averías, realizar cambios de neumáticos o simplemente descansar. Este parque se monta en una gran superficie y es el lugar donde se sitúan los equipos y donde los mecánicos pueden trabajar adecuadamente aunque con un tiempo determinado. El tiempo de permanencia en los parques durante su asistencia está previsto en 20 minutos, salvo el de fin de etapa (45 minutos) y el de fin de rally (10 minutos). Está prohibido que los mecánicos ayuden a los pilotos fuera del parque de asistencia.
Las asistencias forman parte de la carrera puesto que pueden resultar vitales para ganar. En principio los mecánicos se encargan en cada servicio, de cambiar neumáticos, (generalmente para adaptarse a la superficie de los siguientes tramos) revisión de desperfectos, repostaje e incluso de lavarlo cuando se trata de la última parada antes de la entrada en el parque cerrado final. Sin embargo la tarea de estas personas se vuelve esencial cuando el vehículo llega en pésimas condiciones como por ejemplo: con una rueda arrancada, con el cambio de marchas roto o un amortiguador perforado. En esos casos deben trabajar a contrarreloj, para evitar exceder el tiempo límite de asistencia y no ser penalizados, además de que el coche pueda mantenerse en carrera y sobre todo que siga siendo competitivo.
En el pasado las asistencias no se realizaban en un punto concreto puesto que hasta bien entrados los años noventa eran libres. Los mecánicos solían conducir vehículos cargados de herramientas y material de repuesto y esperaban entre tramo y tramo a los pilotos para realizar cambios de ruedas, repostar y atender las averías oportunas. En los rallies de largo recorrido de los años sesenta y setenta algunos equipos llegaban incluso a cambiar ruedas y repostar en pleno tramo. De la misma manera los organizadores montaban parques de reagrupamientos y parques cerrados en diferentes puntos. En los años noventa la FIA cambió esto y obligó a todas las pruebas del campeonato del mundo a montar un único punto de asistencia. Se prohibieron la asistencias fuera del parque de asistencia que desde entonces esta situados al lado de los villages, unos recintos situados en el centro de los parques de asistencia y que, al igual que los paddocks de la Fórmula 1, sirven para invitar a las marcas y patrocinadores, donde se ofrecen espacios para el ocio, tiendas de recuerdos, ventas de productos, etc. El público además puede pasear al lado de estos espacios y ver de cerca el trabajo de los equipos y a los pilotos. También existen lugares reservados para los invitados y los vips. Una de las primeras pruebas en montar unas instalaciones de este tipo fue el Rally de Australia.

### Verificaciones

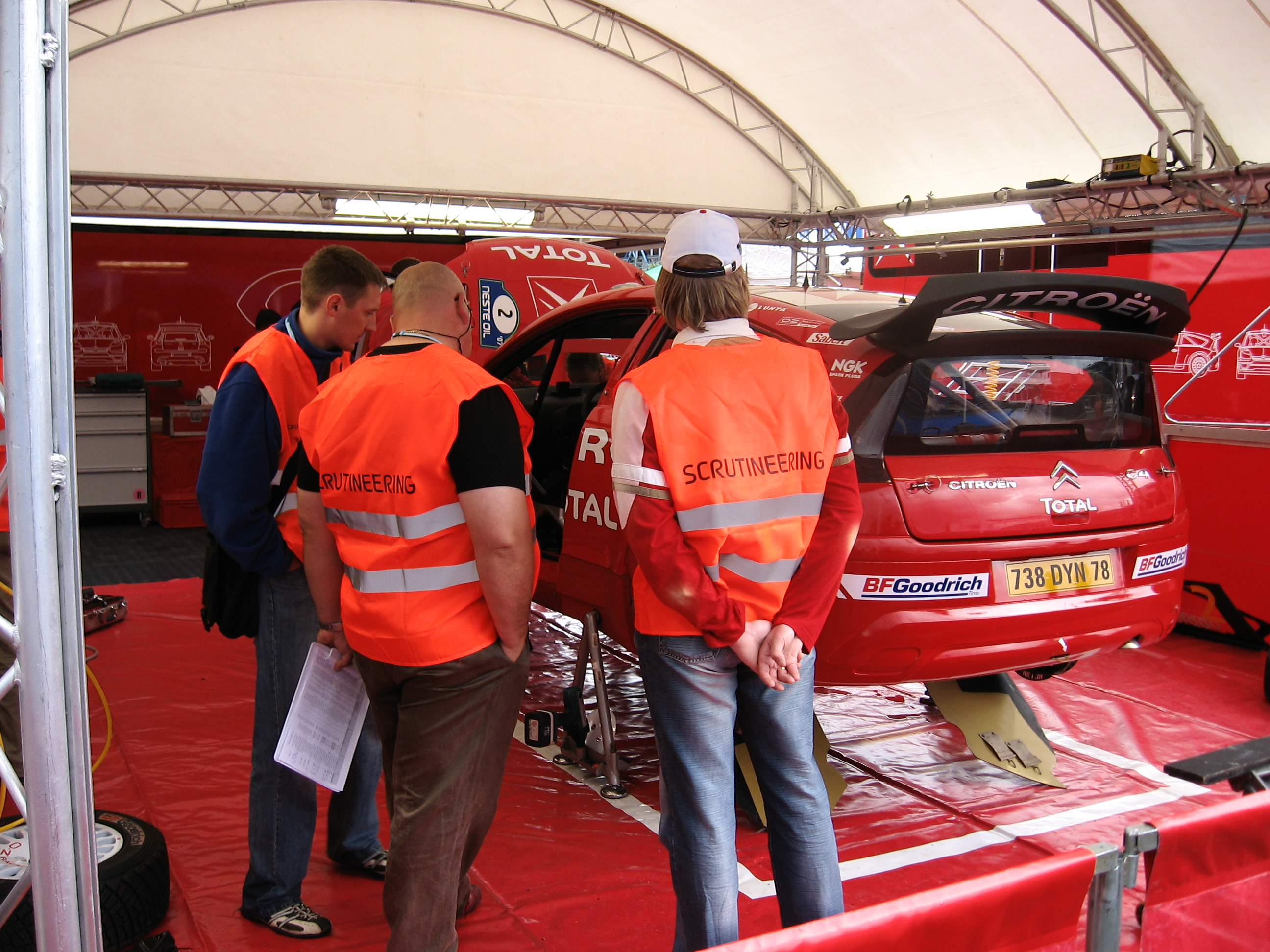
Comisarios durante una verificaciones técnicas.

Las verificaciones son la parte burocrática de los rallies. En ellas tantos los pilotos como los vehículos deben pasar por unos controles para verificar que tanto unos como otros están en condiciones de competir y que cumplen con la normativa vigente. Días antes de la carrera los vehículos son revisados por comisarios técnicos que comprueban que respetan la ficha de homologación, un documento que la Federación Internacional otorga al modelo una vez es homologado, es decir, es aceptado de manera oficial para competir. En las verificaciones se comprueban todas las piezas, tanto del motor como del exterior y los recambios a usar. En el motor se revisa por ejemplo, la caja de cambios y el turbo y de que cuenta con la brida de admisión obligatoria. También se comprueban todos los elementos de seguridad como la jaula antivuelcos, los dispositivos antiincendios como los monos y los cascos de los pilotos. En las verificaciones que se hacen al finalizar la carrera los equipos pueden ser sancionados en el caso de que los comisarios detecten alguna irregularidad o si se ha sustituido alguna pieza no permitida. En las verificaciones administrativas sucede lo mismo pero es el piloto el que debe cumplir con la normativa. Se le solicita que presenta la licencia de piloto, el carné de conducir, el permiso de circulación y el seguro del coche y si todo está en regla el equipo puede tomar la salida.

### Preparativos y puntuabilidad

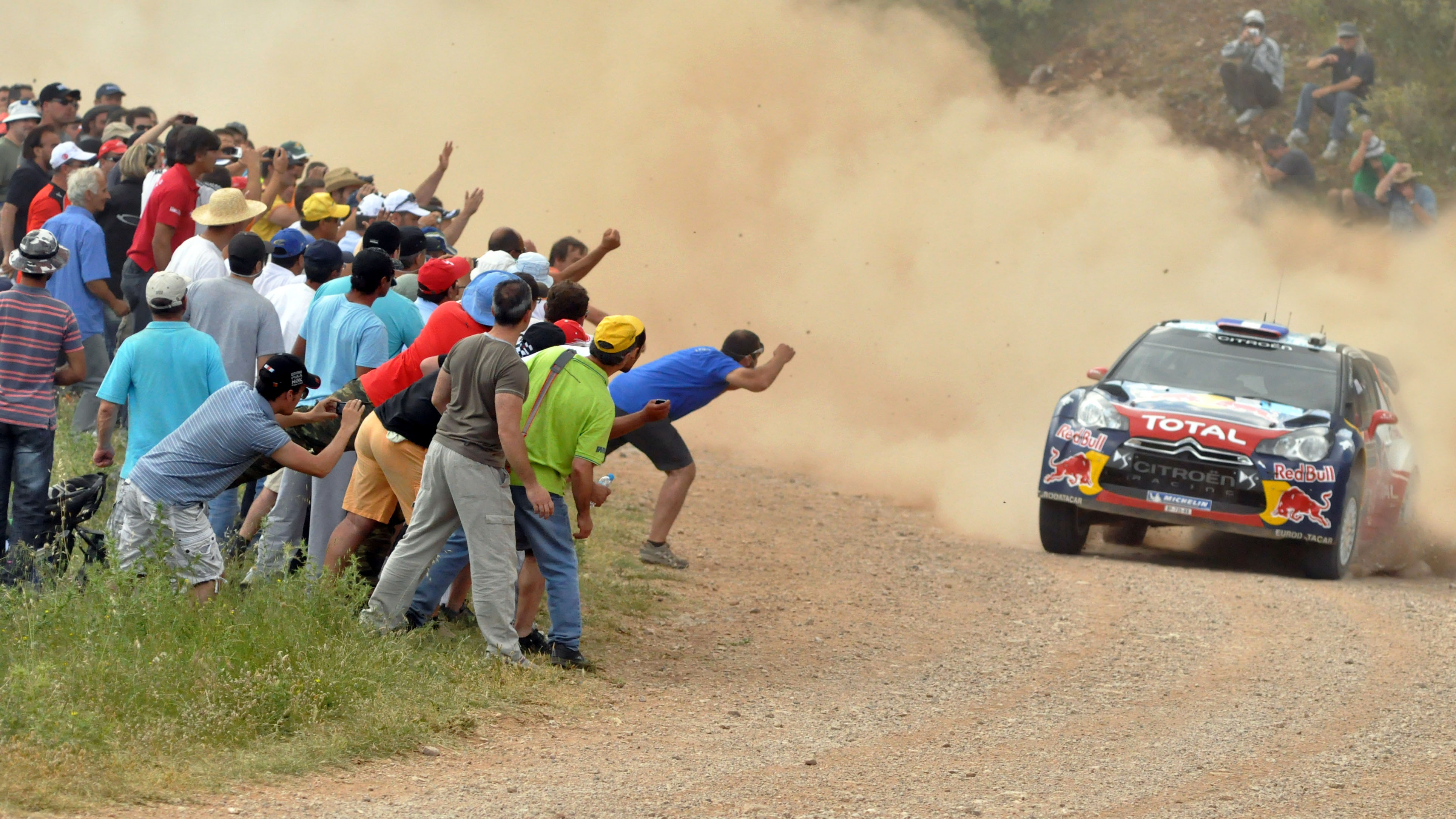
Grupo de aficionados disfrutando del paso de los participantes durante un rally.

La preparación de un rally es una tarea que exige la intervención de un gran número de personas. Dichos preparativos comienzan en cuanto termina el anterior y un equipo de unas diez personas, trabaja todo el año para planificar la prueba. Primero se diseña un recorrido y una vez se confirman las fechas se piden los correspondientes permisos para cortar las carreteras a las autoridades competentes. Luego ha de planificarse un plan de seguridad que debe enviarse la federación correspondiente (en el caso del campeonato del mundo a la FIA) y que esta debe aprobar. Los organizadores deben buscar un emplazamiento para la base del rally, (normalmente suele utilizarse el de años anteriores) donde se ubicarán los parques de asistencia y oficinas que es donde se encuentra la dirección de carrera. La población que aloje todo el rally debe contar con la infraestructura hotelera necesaria, que en el caso de las pruebas del mundial llegan a movilizar hasta unas dos mil personas entre participantes, equipos, organizadores, voluntarios y periodistas. Otro aspecto importante es el de la financiación. Un rally es un evento que cuesta mucho dinero y es uno de los pocos deportes donde los aficionados disfrutan del mismo de manera gratuita, salvo algunas raras excepciones. Por ello, es de vital importancia contar con los patrocinadores necesarios que solventen la prueba. En última instancia y no por ello menos importante la organización debe planificar la logística al detalle. De la gestión de las cerca de 300 personas que participan en la prueba del día de la carrera hasta los servicios que se contratan como ambulancia, helicópteros, hoteles, cáterin, pantallas o todo el material como vallas, cintas, pancartas, señalizaciones, podio de salida, etc. Dentro de la seguridad también se coordina a las fuerzas de seguridad y autoridades que participan en las tareas de cierra de tramos y control del público. Los equipos que participan en un rally también han de preparar minuciosamente la carrera que en el caso de los equipos oficiales, sobre todo los que participan en el campeonato del mundo, mueve a un gran número de personas (alrededor de 60) que gestionan las inscripciones, reservas de hoteles, traslado de vehículos y material, etc. En el caso de los equipos privados y sobre todo de los más modestos, esta labor es menos compleja ya que cuenta con un grupo de personas más pequeño.
Una prueba de rally puede ser puntuable para uno o más campeonatos y distintas copas y trofeos de promoción. Esto significa que los participantes que toman parte en el mismo sumarán puntos para dicho certamen en función de la posición alcanzada en la prueba. En ocasiones es posible que dicho campeonato obligue a estar inscrito en él para poder formar parte de lo contrario podrá tomar parte de la prueba pero solo aparecerá en la clasificación final de dicha carrera. Por ejemplo: el Rally de Montecarlo fue puntuable para el Mundial desde 1973 hasta 2008, y de 2009 hasta 2010 lo fue para el IRC. En ocasiones puede puntuar para varios campeonatos, por ejemplo: el Rally Príncipe de Asturias de 2011, fue puntuable para el Campeonato de Europa, el Campeonato de España y el Campeonato de Asturias. Siguiendo este ejemplo un piloto podría finalizar, cuarto en la clasificación general, pero primero en el Campeonato de España. Para que se diese esta situación, todos los pilotos que compiten para el Campeonato de España deberían finalizar en quinta posición como máximo (en la clasificación general del rally).

#### Copas de promoción
Las copas de promoción también conocidas como copas monomarcas son campeonatos que se organizan dentro de los certámenes regionales y nacionales con un reglamento propio. Se disputan con un mismo y único modelo de coche que la marca implicada designa y con la misma preparación y destinado generalmente a los pilotos jóvenes. En ocasiones el propio fabricante distribuye un kit de preparación entre los participantes. Estas limitaciones permiten no solo competir en igualdad de condiciones sino también reducir los costes de participación. El pilotaje es por tanto, el que define el ganador. Además de cuantiosos premios en metálico las marcas también ofrecen descuentos en la adquisición de recambios y consumibles y también es habitual que al ganador la marca le ofrezca correr con un vehículo oficial al año siguiente o le presta apoyo para correr con un programa más ambicioso.

### Seguridad y accidentes

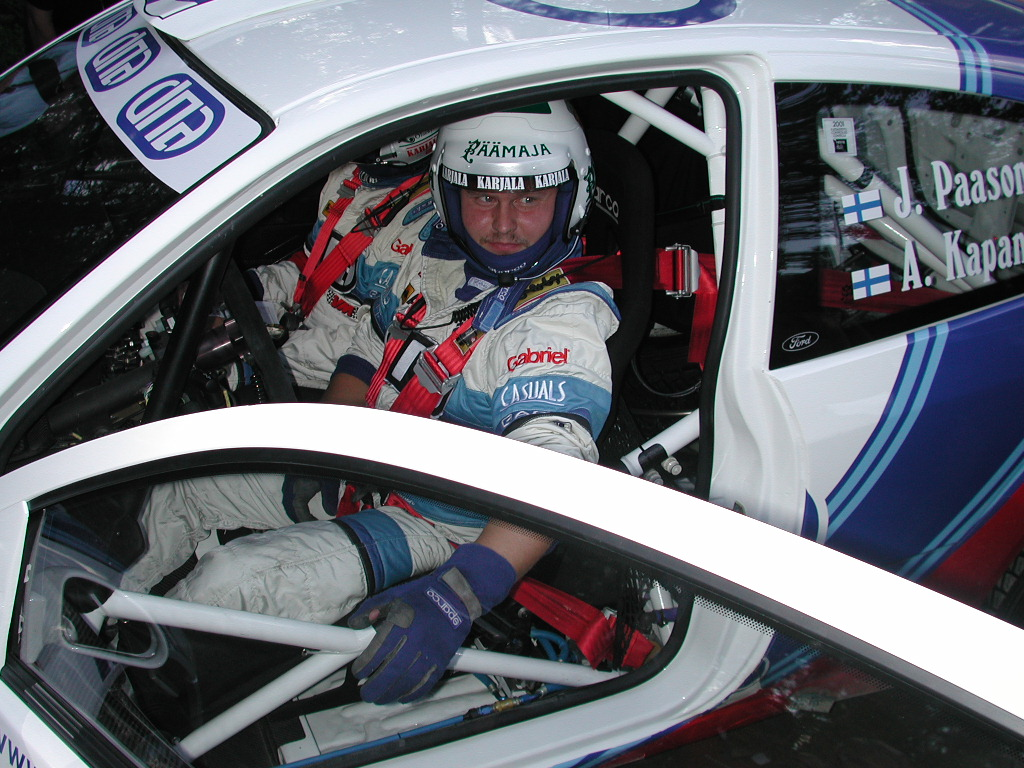
Participante dentro de un Ford Focus WRC. Se pueden apreciar varios elementos de seguridad: baquets, barras antivuelco, cinturones, casco, guantes y mono ignífugo

Al igual que en el resto de disciplinas de los deportes de motor los accidentes son algo frecuente. Conducir a altas velocidades por caminos estrechos y llenos de peligros como árboles, muros o barrancos es la principal causa de percances que en ocasiones llevan a accidentes mortales. A diferencia de los circuitos las carreteras no están pensadas para competir ni cuentan con elementos de seguridad como escapatorias, muros de neumáticos ni comisarios con extintores en cada curva. La meteorología es también un factor clave, puesto que influye en el estado del suelo y puede provocar la aparición de múltiples trampas o zonas peligrosas. En otras ocasiones es el fallo humano o un fallo mecánico, ya sea un pinchazo o una avería mecánica, el que provoca el accidente. La evolución de los vehículos de carreras ha hecho que cada día sean más veloces y que aumentan la velocidad media tanto en los tramos como en el paso por curva. En el pasado las diferencias entre los finalistas de un rally eran de minutos pero con el tiempo estas se han reducido a tan solo segundos e incluso en décimas de segundo, por lo que los pilotos deben atacar y rodar siempre al límite para optar a la victoria. La Federación Internacional ha intentado en muchas ocasiones limitar la potencia de los vehículos pero la aparición de la electrónica ha posibilitado, con la misma potencia, alcanzar mayor velocidad. A pesar de todo esto y por fortuna, los accidentes son menos graves de lo que se podría esperar. La razón de esto es que se ha mejorado mucho la seguridad de los coches. Las jaulas de seguridad que protegen a los pilotos en caso de vuelco y evitan que el vehículo se deforme, incluso en impactos contra árboles o muros, los cinturones de seguridad de cinco puntos, o el equipaje con ropa ignífuga y los cascos han ayudado y protegido enormemente en evitar accidentes graves o mortales.

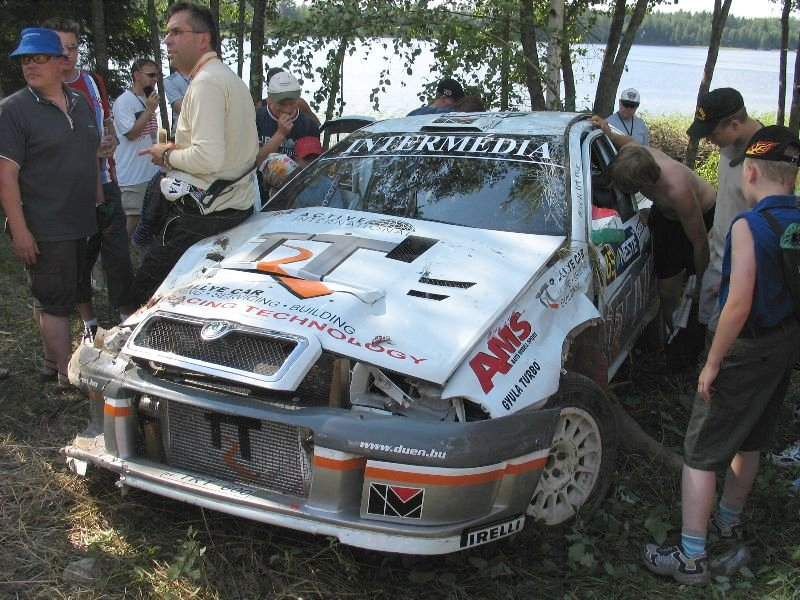
Los accidentes son algo muy frecuente en los rallies.

La seguridad siempre ha sido uno de los mayores retos de los rallies tanto para los propios pilotos como para los cientos de aficionados que se sitúan a lo largo de los tramos. Al ser una disciplina que no se celebra en circuitos, la presencia de espectadores situados en los alrededores de los mismos tramos entraña un riesgo mayor que en otro tipo de carreras. Con los años, al verse reducido el número de tramos y su kilometraje, el público se encuentra más concentrado, sobre todo en las carreras de Europa y en particular las de asfalto, ya que la implantación del formato de fin de semana ha permitido la presencia masiva de público. En las primeras décadas del siglo XX esto no era así. Al no existir los tramos cerrados el riesgo era mayor puesto que cualquier viandante o peatón podía verse involucrado en un accidente sin quererlo. Con los años se ha intentado incrementar el control del público y la normativa que vela por su seguridad. La federación internacional obliga a todos los organizadores a redactar un plan de seguridad que esta debe aprobar. En él se establecen todas las disposiciones de obligado cumplimiento como la presencia de fuerzas de orden público, comisarios provistos de emisoras de radio y servicios médicos al principio y al final del tramo. El plan debe incluir planos de seguridad de cada tramo que incluye la situación de cada control correspondiente a cada comisario, ambulancias, etc y debe constar un plan de evacuación para los posibles heridos que active la alerta en los hospitales de la zona. De los comisarios que trabajan en el tramo uno de ellos es el director de seguridad que cuenta con un vehículos intervención rápida (entre ellos el coche R) equipado con un médico, un auxiliar, extintores y radio. En algunas pruebas como en las del campeonato del mundo, también se exige la presencia de un helicóptero dotado de un equipo médico para posibles evacuaciones. Para el público también existe una serie de normas que los organizadores deben adoptar. Por un lado deben acotar cada kilómetro de tramo, con vallas, cintas, señales, etc., de manera que ningún espectador se encuentre demasiado cerca del paso de los corredores, y por otro deben informarles a través de folletos y anuncios en radio o en internet sobre cómo debe actuar para el buen funcionamiento del rally. Una vez cerrada la carretera está prohibido circular por ella tanto a pie como en cualquier vehículo y mucho más durante la propia carrera. Antes del primer participante la organización circula con una serie de vehículos conocida como caravana de seguridad y está compuesta por varios comisarios que vigilan que todo esté debidamente cerrado y controlado. Uno de estos vehículo es el conocido como coche coche cero. También circula un vehículo de la policía o de tráfico que da el permiso para la celebración en última instancia. Durante la carrera si sucediese un accidente los organizadores deben neutralizar la prueba y acceder con los servicios médicos si fuese necesario tanto a pilotos como espectadores así como de no reanudar la carrera si no está en condiciones de seguir disputándose por lo que se cancela y el resto de participantes que no completaron el tramo deben continuar hacia el siguiente. En algunos países como Australia, Finlandia o Reino Unido el acceso a muchas pruebas es de pago por lo que es más sencillo para los organizadores acotar y controlar el número de aficionados.

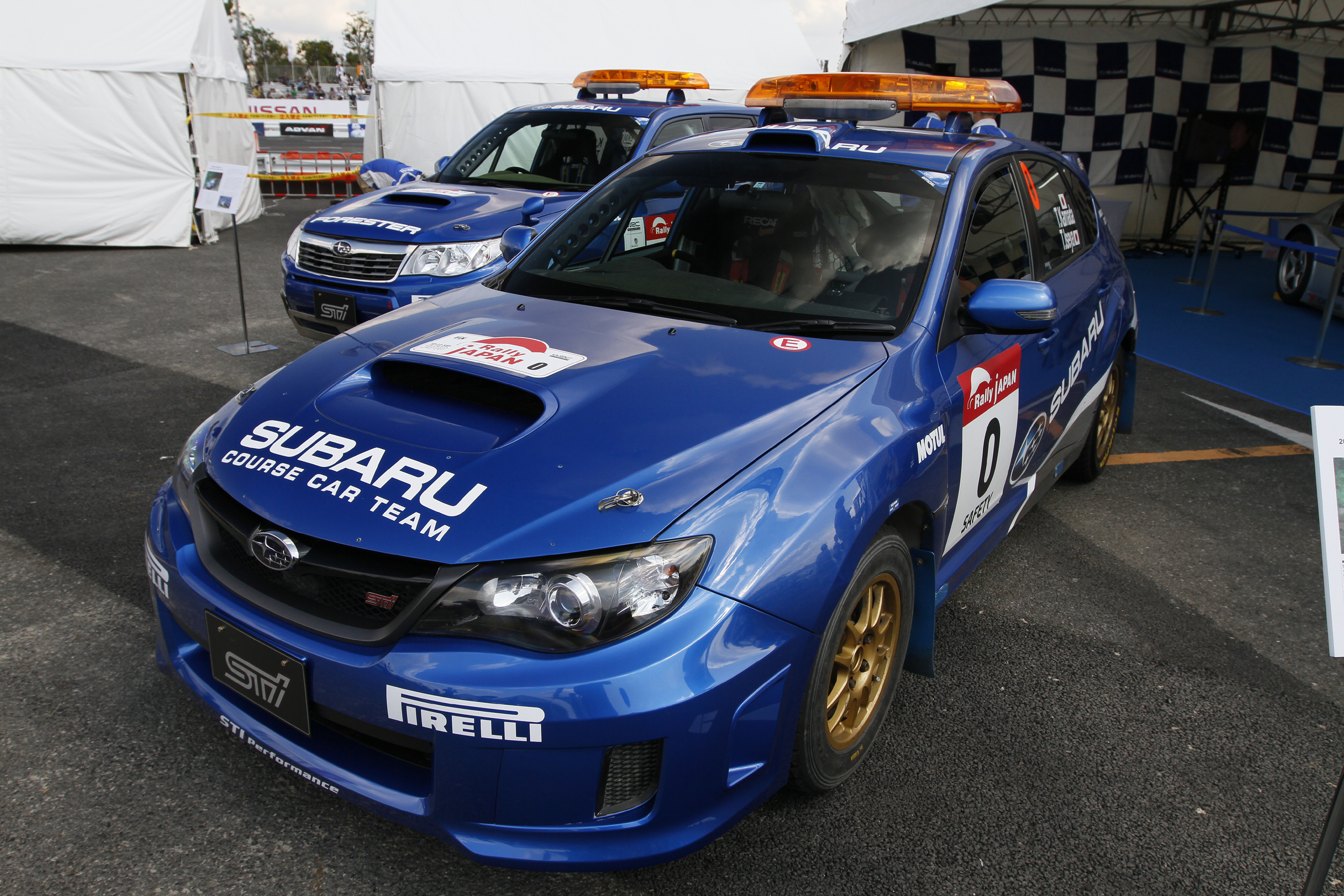
Un Subaru Impreza rotulado como coche cero en el Rally de Japón de 2010.

Además del público presente la seguridad también se busca para los pilotos. Los vehículos de rally están dotados de una serie de elementos que ayudan a proteger a sus ocupantes. Mientras que en los automóviles de serie es frecuente encontrar elementos de seguridad activa, como el ABS, el ESP o el control de tracción, en los de carreras no solo no están sino que estos serían contraproducentes. En los rallies las situaciones de riesgo están presentes desde el minuto cero y estos se asumen de manera deliberada. Las ayudas podrían impedir por ejemplo una frenada al límite o un derrape provocado. En la seguridad pasiva sucede lo mismo. Los elementos que protegen en los vehículos de serie como los cinturones de seguridad o los airbags, no están presente en los de carreras puesto que llevan otros medios que el reglamento obliga. Por un lado el chasis está reforzado con un entramado de barras llamado jaula de seguridad, que envuelve a los ocupantes, los protege frente a golpes y evita que el coche se deforme en caso de vuelco. Los pilotos al mismo tiempo van sentados en unos asientos llamados baquets que los sujetan y envuelven ayudados por los arneses de seguridad de cinco puntos. El arnés va anclado a la altura del abdomen en una única hebilla que en caso de accidente permite desabrochar con solo presionar un botón y en consecuencia una rápida salida del vehículo. La indumentaria de los pilotos también cuenta con un apartado de seguridad. Las prendas que visten son monos ignífugos, recubiertos por un compuesto de nómex que soporta altas temperaturas, hasta 700 grados durante varios segundos. Por último los guantes y botines también son ignífugos, y los cascos, que están fabricados en fibra de vidrio o kevlar, muy resistentes y ligeros.

## Participantes
Los rallies son un deporte individual que se disputa en equipo. Los participantes de un rally están compuestos por un vehículo, un piloto y un copiloto. El piloto es el encargado de la conducción y el copiloto es quien describe al primero las características del tramo, adelantándole las características de la carretera con el objeto de pasar lo más rápido posible por ella.
Antiguamente todos los participantes en rallies eran puramente aficionados que competían por placer. En los años cincuenta los pilotos eran privados y corrían haciéndose cargo de todos los gastos. Uno de los primeros pilotos que compitió cobrando fue el sueco Erik Carlsson que corrió para la marca Saab en los años cincuenta. En los sesenta el equipo de Stuart Turner, el BMC, formó el primer equipo oficial de la historia contratando a varios pilotos finlandeses así como a mecánicos. En la actualidad los equipos oficiales compiten casi exclusivamente en el Campeonato Mundial, mientras que los pilotos privados copan el resto de los campeonatos continentales y nacionales.

### Piloto

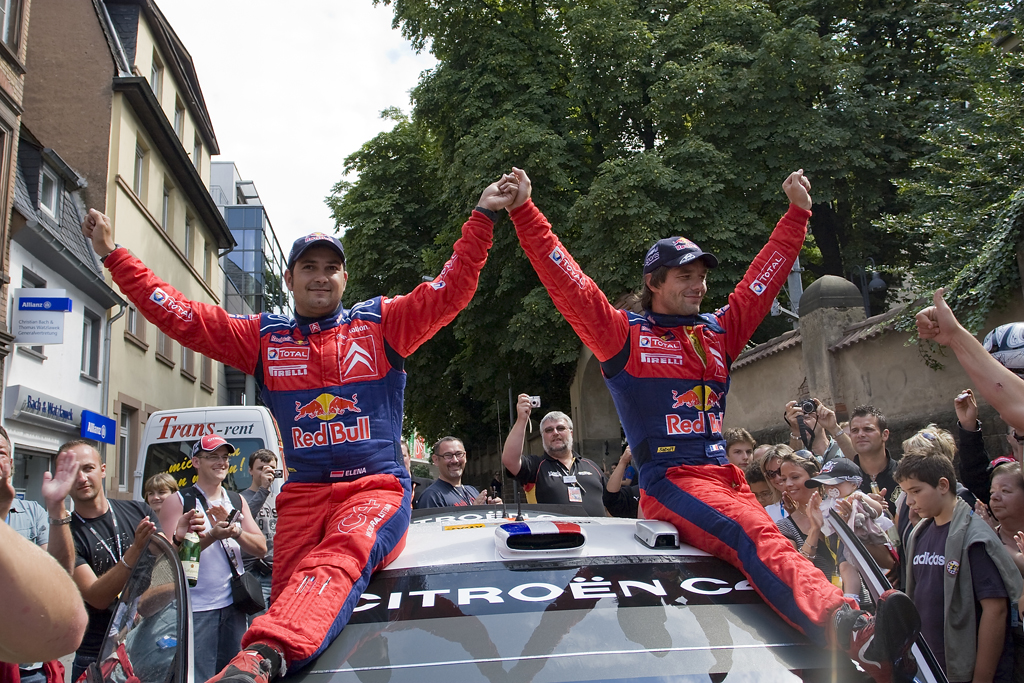
El francés Sébastien Loeb y su copiloto monegasco Daniel Elena ostentan todos los récords del campeonato del mundo.

El piloto es la persona que conduce el coche durante un rally. Para ser piloto solo se necesitan dos cosas: saber conducir (por lo que debe ser mayor de edad) y disponer de una licencia de piloto expedida por la federación competente. Cualquiera puede, cumpliendo estos dos requisitos, ser piloto. Otra cosa es disponer del talento necesario para ser rápido y conseguir victorias y por supuesto de la financiación necesario para competir al más alto nivel. Esta condición supone, que los rallies sean de los pocos deportes donde un piloto novel, en su debut, pueda correr contra el mismísimo campeón del mundo. La labor de un piloto debe ser por tanto, conducir un vehículo por una carretera lo más rápido posible y aunque pilotar un coche de rally es fácil, otra cosa es saber llevarlo deprisa. Hacerlo rápido y sobre cualquier superficie está al alcance de unos pocos, debido a que la conducción varía en función de si se hace sobre asfalto, tierra o nieve. En asfalto seco y con agarre se impone una conducción tipo «circuito» donde se debe ser preciso y tomar las curvas reduciendo al máximo el ángulo para pasarlas lo más veloz posible. En las curvas con un ángulo muy cerrado es común el uso del freno de mano para posicionar el coche y hacerlo deslizar de la parte trasera, lo que permite colocar el coche sin apenas moverse del sitio y salir de la curva sin perder apenas velocidad. En superficies deslizantes como la tierra o la nieve la técnica cambia totalmente. Lo ideal es combinar el sobreviraje (producido intencionadamente) con el contravolante. Antes de llegar a la curva se hace deslizar la parte trasera del coche para colocarlo a la entrada y acelerar dentro de la curva para poder salir de ella lo más rápido posible. En esta técnica se combina un sutil juego de gas, freno y contravolante. El uso de estas prácticas es muy común en los países nórdicos muy acostumbrados a ellas además de ser los creadores de otras técnicas como el llamado «pie izquierdo». Esta consiste en frenar con el pie que normalmente se usa solo para embragar, durante una curva lo que permite mantener el derecho en el acelerador y no perder aceleración. Los pilotos finlandeses fueron los primeros en dominar esta técnica que luego se importó al resto de países cuando se generalizaron las cajas secuenciales.

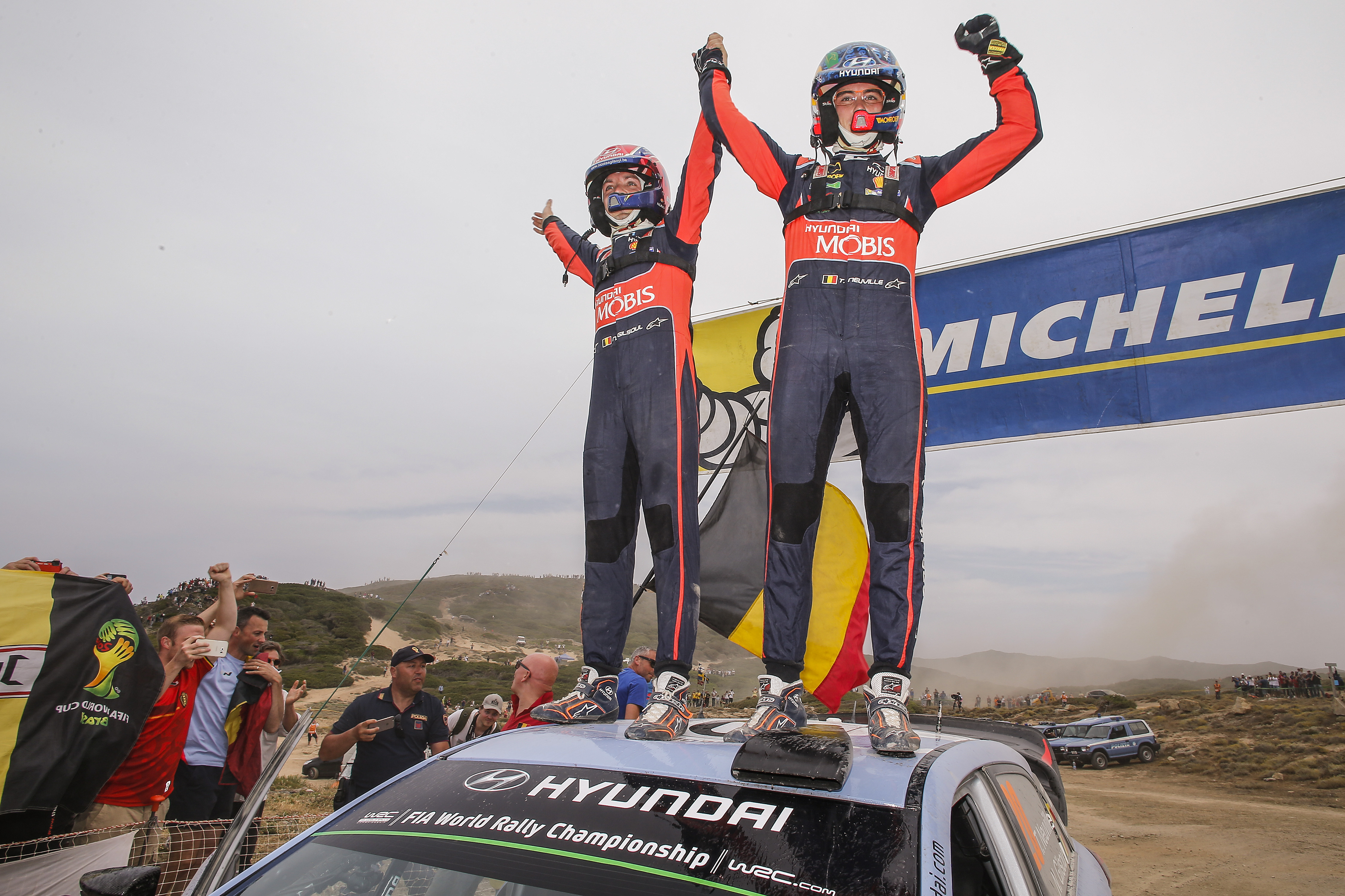
Los belgas Thierry Neuville y Nicolas Gilsoul, en un gesto habitual, celebran la victoria subidos a su automóvil en el Rally de Cerdeña de 2016.

En rally se suele diferenciar entre piloto oficial y piloto privado. El primero es aquel compite dentro de un equipo oficial, es decir, una marca que lo contrata (por lo que percibe un sueldo) y le dispone todo el material y personal necesario para correr, desde el coche a los mecánicos, y toda una larga lista de personal que se encargan de que el piloto solo se concentre en conducir. En un equipo privado por el contrario, es el propio piloto el que tiene que sufragar con todos los gastos que conlleva competir. Para ello debe buscarse por sí mismo la financiación necesaria, generalmente a través de patrocinadores, los cuales van siempre rotulados en el vehículo. Todos los pilotos de rally comienzan siendo privados, y solo cuando una marca se fija en ellos puede llegar a alcanzar un asiento en un coche oficial. Los pilotos privados, por tanto, son los que engordan las listas de inscritos de la mayoría de pruebas regionales, nacionales e incluso internacionales, mientras que los pilotos oficiales se centran en los campeonatos más importantes con el objetivo siempre de ganarlos. Existe también la figura del piloto especialista que es aquel que sin tener las habilidades necesarias para ganar por ejemplo, el campeonato del mundo, si dispone del talento para imponerse sobre una superficie concreta o en una determinada carrera. Estos pilotos por el conocimiento de una prueba por su especialización en una superficie les permiten optar a la victoria frente a pilotos superiores mientras que fuera de estos casos no obtiene ningún protagonismo. Algunos ejemplos de pilotos especialistas son: Gilles Panizzi obtuvo varias victorias sobre asfalto en el mundial mientras que en tierra nunca pasó el quinto puesto; Shekhar Mehta ganó cinco ediciones del Rally Safari sin embargo nunca aspiró a ganar el campeonato del mundo y el sueco Mats Jonsson logró, sus dos únicas victorias en el mundial, en el Rally de Suecia. A lo largo de la historia las marcas siempre han echado mano de pilotos locales que por su experiencia en determinadas pruebas les permitía asegurar cierto resultado. Esta tendencia fue desapareciendo poco a poco en los años noventa con la llegada de pilotos completos, capaces de lograr buenos resultados en todo tipo de superficies, caso de Carlos Sainz y Didier Auriol. La homogeneización de las pruebas del mundial, cada día más cortas y con los mismos tramos cada año, ha permitido la neutralización de la ventaja de los pilotos locales.
La agenda de un piloto profesional no se limita a los días en que compite. Ser piloto oficial conlleva una serie de obligaciones contractuales más allá de lo deportivo que van desde sesiones de test y entrenamientos a actos de promoción y eventos extradeportivos. Aunque los grandes equipos que compiten en el campeonato del mundo pueden tener pilotos probadores son los propios pilotos son los que ponen a punto sus vehículos por lo que estos pasan más horas dentro de sus coches que los días de carreras. Además de los asuntos meramente deportivos los pilotos y a pesar de que muchos no sean de su agrado deben participar en eventos de promoción tanto para la marca como para los de sus patrocinadores personales. En total un piloto profesional pueden pasar más de 200 días al año fuera de casa por lo que es habitual que algunos se lleven consigo a sus parejas. Hasta los años ochenta tenían menos obligaciones contractuales y participan en menos carreras (aunque algunos las alternaban con pruebas de campeonatos inferiores e incluso de otras disciplinas como los circuitos) aunque por el contrario las pruebas eran más largas y se pasaban más horas al volante.

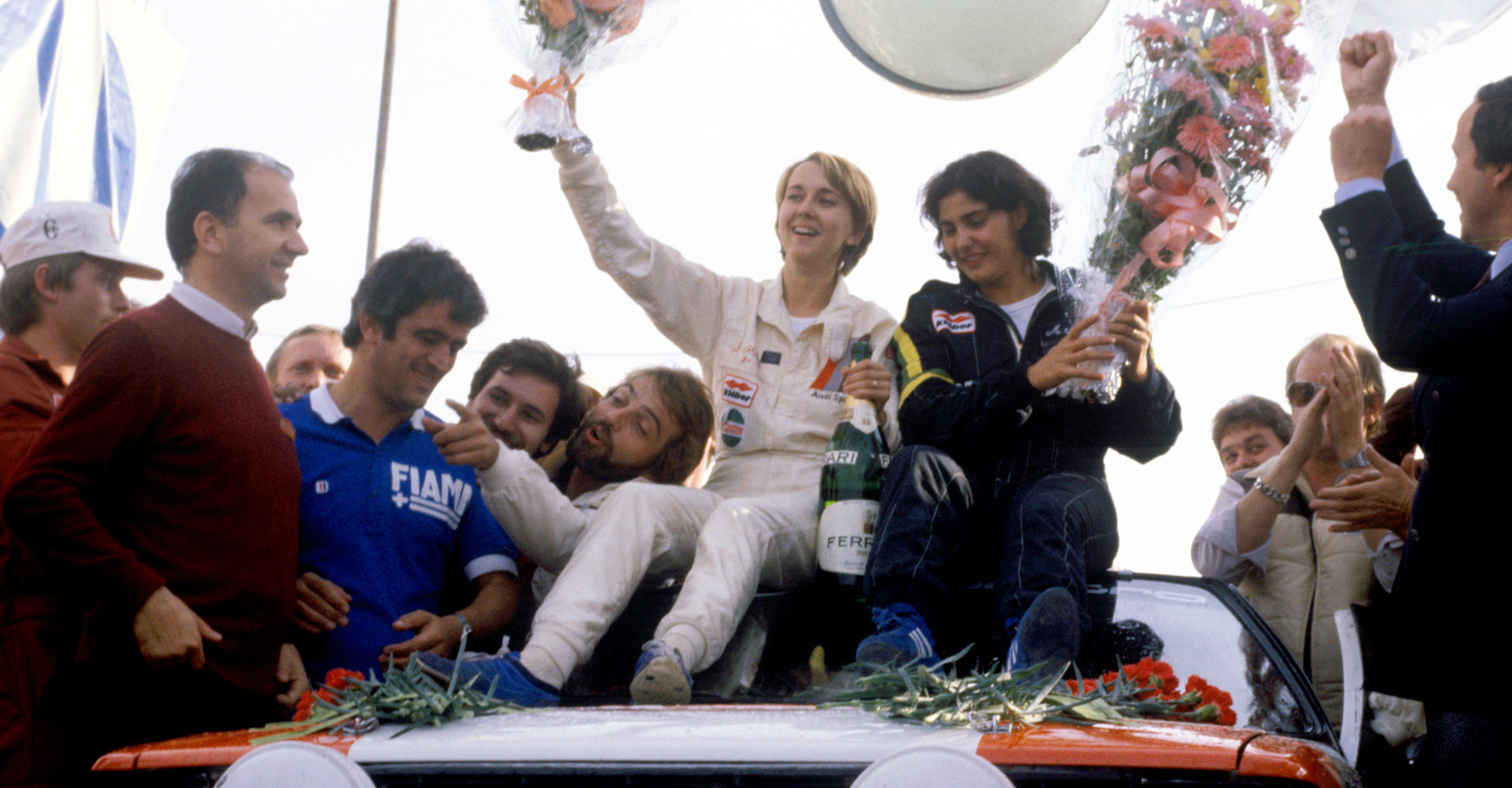
La pareja femenina formada por Michèle Mouton y Fabrizia Pons fue la más exitosa en el campeonato del mundo de rally: lograron cuatro victorias y varios podios. En la imagen celebrando el triunfo en el Rally de San Remo de 1981.

Tradicionalmente se ha acusado siempre al automovilismo de ser un mundo machista, sin embargo, y a diferencia de otros deportes, los rallies son uno de las pocas disciplinas donde las mujeres pueden competir en igualdad de condiciones y además, ganar. Ya desde los años cincuenta la presencia de las mujeres ha sido, aunque escasa, algo habitual. Uno de los primeros nombres destacados fue la de la británica Pat Moss, hermana del piloto de F1 Stirling Moss, que ganó varias carreras en su época. Posteriormente destacaron la italiana Antonella Mandello, la alemana Isolde Holderies, la británica Louise Aitken Walker o la sueca Pernilla Waldridson. La más destacada fue sin duda la francesa Michèle Mouton que se convirtió junto a su copiloto también mujer, Fabrizia Pons, en la primera fémina en lograr victorias en el mundial, además del subcampeonato en 1982. Como copilotos además de la mencionada Pons, destacaron la francesa Michèle Espinos «Biche», la sueca Tina Thorner, la venezolana Ana Goñi o la austriaca Ilka Minor.

### Copiloto
El copiloto es la persona que acompaña al conductor dentro del coche durante un rally. Al piloto se le atribuye a veces todo el mérito de ganar, el dinero e incluso la fama, sin embargo la realidad es distinta. En ellos recae mucha responsabilidad, puesto que aunque no pueden hacer ganar al piloto y pueden hacerlo perder con solo una nota mal cantada. Al asiento del copiloto se le conoce como el asiento del miedo. Su principal función es «cantar» las notas que contienen código nemotécnico que describe las características de la carretera. Estas anotaciones se tomaron días antes de la carrera durante los reconocimientos, durante los cuales, el piloto describe todas las curvas, su grado, rectas, rasantes y todo aquello que considere oportuno para que el copiloto las anote en un bloc. Una vez en carrera este debe leerlas lo más rápido y claro posible, entonando aquellas que considere más relevantes y siempre con anticipación por lo que debe tener un ojo en las notas y otro en la carretera para no perderse. Además de esta labor al copiloto le corresponden otras tareas. Mientras el piloto se ciñe en conducir el copiloto debe encargarse de todo lo demás. Planifica los entrenamientos, está en contacto con la organización, verifica los tiempos de entrada y salida de los parques y de los controles horarios y sobre todo porta toda la documentación durante la carrera que consta del carnet de ruta, libro de ruta y por supuesto de las notas. Las funciones de un copiloto no terminan ahí. Debe controlar la radio, los cronómetros, el trip master (en el caso de llevarlo), el móvil además de vigilar algunos de los componentes del coche como la temperatura del agua, la presión del aceite o el nivel de combustible. Dentro del coche el copiloto ejerce una labor importante puesto que él es el cerebro del equipo, puesto que lleva el control de la carrera, el estado de sus rivales y en muchas ocasiones ejerce de psicólogo, puesto que también anima al piloto, todo para que solo se centre en conducir. La compenetración entre piloto y copiloto debe ser por tanto esencial y es habitual que un piloto cambie de compañero a lo largo de su trayectoria si no se siente a gusto. Quizá por esta razón es muy común encontrar parejas de hermanos compitiendo en rally o incluso familiares. Varios ejemplos de ello son, los hermanos Panizzi, que corrieron en Francia y el campeonato del mundo, los hermanos Vallejo en España o el campeón del mundo Marcus Grönholm que llevó durante su carrera a su cuñado como copiloto.

### Equipo

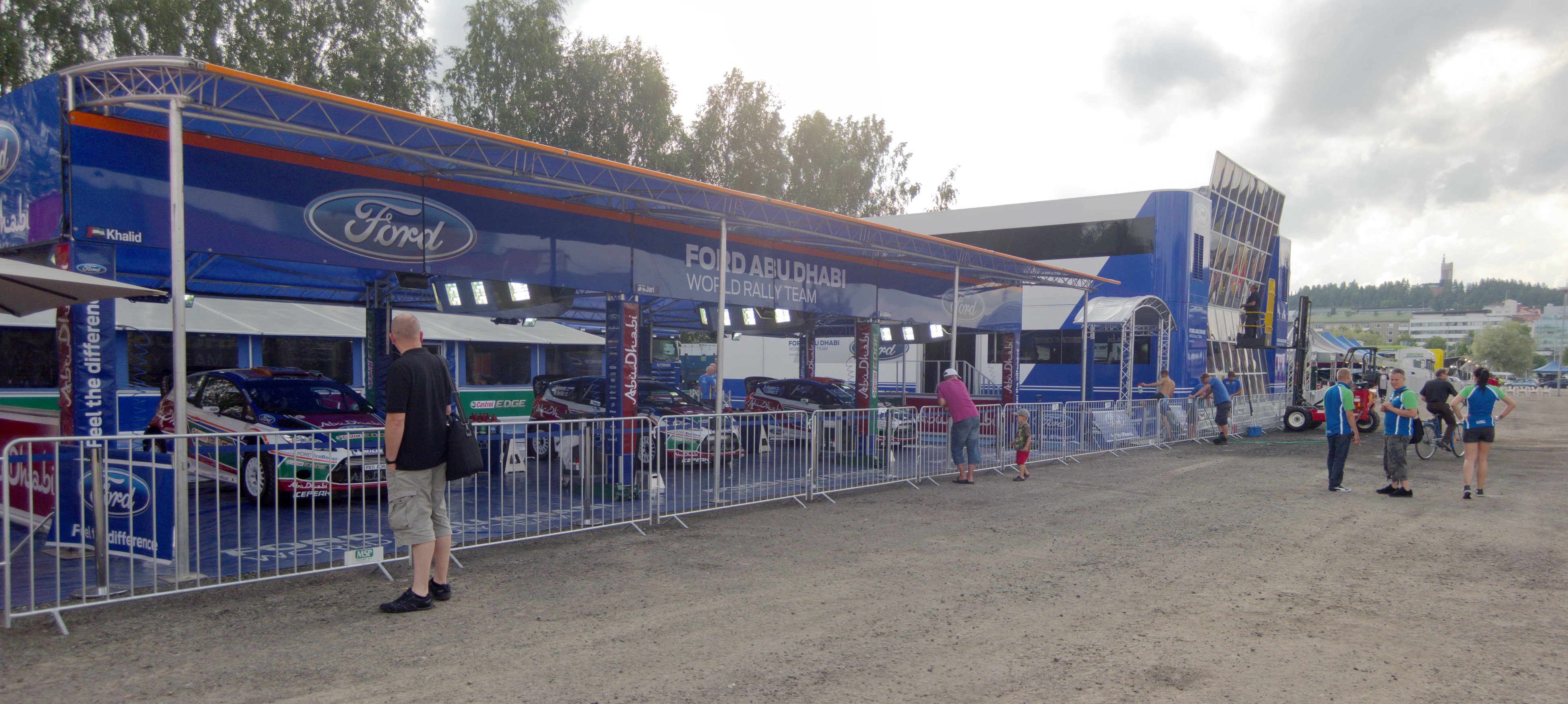
Asistencia del equipo Ford en el campeonato del mundo.

Un equipo de rally está integrado básicamente por un piloto, un copiloto y un coche de competición. En los equipos amateurs esto suele quedarse en eso pero en equipos mayores como los oficiales, suele haber un amplio personal que trabajan tanto, cuando hay carreras como cuando no, y en los parques de asistencia al lado de los pilotos o en despachos a miles de kilómetros de distancia. Para una prueba del mundial una marca puede llegar a desplazar a unas sesenta personas entre las que destacan: un jefe de equipo, que se encarga de dirigir todo el equipo; un jefe de operaciones. que coordina los aspectos logísticos y un jefe técnico que se encarga de los coches de competición y tiene a sus órdenes a ingenieros y mecánicos.
Cada coche (normalmente dos por equipo, aunque algunos años la federación internacional llegó a permitir tres) tiene asignado un ingeniero jefe que decide los reglajes del mismo, un ingeniero electrónico y un jefe de mecánicos que supervisa de cinco a siete mecánicos. Los equipos oficiales cuentan también con ingenieros especialistas que se ocupan de elementos concretos, un experto en comunicaciones y un ingeniero informático que se encarga de la toma y gestión de datos. Por último y no por ello menos importante también cuentan con administrativos, personal de marketing, prensa y relaciones públicas, cocineros, médicos, conductores, fisioterapeuta e incluso un responsable de pilotos que atiende todas las necesidades de los mismos. En total un equipo del mundial puede llegar a movilizar a unas 60 personas por carrera y veinte vehículos (camiones, furgones, etc.).
Las marcas de automóviles suele disponer de un amplio personal que no se desplaza a las carreras que conforman los departamentos de competición, como los ingenieros que desarrollan los coches desde cero, los equipos que preparaban los test y más personal como administrativos, relaciones públicas, mecánicos, etc. con lo que un equipo puntero del campeonato del mundo puede llegar a tener en nómina a unas 300 personas.
El impacto mediático de las pruebas del campeonato del mundo es alto y por ello las marcas se interesan en aparecer aunque el coste para ellas es alto. El presupuesto de un equipo oficial por temporada oscila entre los 30 y 50 millones de euros aunque puede llegar a los 60. Para sufragar estos gastos las marcas acuden a los patrocinios. El principal patrocinador puede llegar a cubrir el 25 % del presupuesto que sumado a otros menores, alcanzar el 40%. A los gastos de desarrollo de los vehículos hay que sumar los derivados lógicos de la competición que se distribuyen entre las nóminas de empleados, gastos de desplazamientos, material y por último el sueldo de los pilotos. Estos conllevan una parte importante del presupuesto que en los ochenta se incrementaron notablemente y en los noventa llegaron a alcanzar cifras millonarias. Uno de los fichajes más caros fue el del escocés Colin McRae en 1999 por Ford, que le ofreció cinco millones de dólares por temporada.
La primera marca que formó un equipo oficial exclusivamente para rallies fue Renault. Este hecho fue el primer paso para la profesionalización, si bien no llegó hasta años después. El siguiente paso lo dio Stuart Turner a principios de los años 1960 cuando creó el primer departamento de rally profesional en la British Motors Corporation. Turner formó un equipo que contaba con mecánicos, pilotos profesionales y una estructura con furgones, realizaba sesiones de test y entrenamientos e incluso creó la figura de los ouvreurs para reconocer los tramos antes de las carreras. Fue el primero en fichar pilotos extranjeros, entre los que se encontraban los finlandeses Timo Mäkinen y Rauno Aaltonen, que contrataba por lo que percibían un sueldo, si bien este distaba mucho en comparación con la actualidad. En los años setenta con la incorporación de los patrocinadores las marcas reestructuraron sus departamentos, lo cual ayudó a que los pilotos vieran un aumento de sus ingresos, que por aquel entonces todavía realizaban contratos eventuales, un piloto firmaba con un marca para una carrera y tras esta podía correr la siguiente con otra distinta. Un ejemplo de ello es que el primer campeón del mundo, el sueco Björn Waldegård corrió toda la temporada con Ford, pero realizó dos pruebas con Mercedes. El paso final hacia la profesionalismo llegó a finales de los años 1980. Con la aparición de los grupo B muchas marcas se implicaron de manera muy seria y asentaron las bases de los grandes equipos con grandes estructuras, muy organizadas y que mueven a centenares de personas en algunos casos. A partir de los años noventa los pilotos comenzaron a percibir sueldos millonarios y a establecer contratos exclusivos.

#### Jefe de equipo

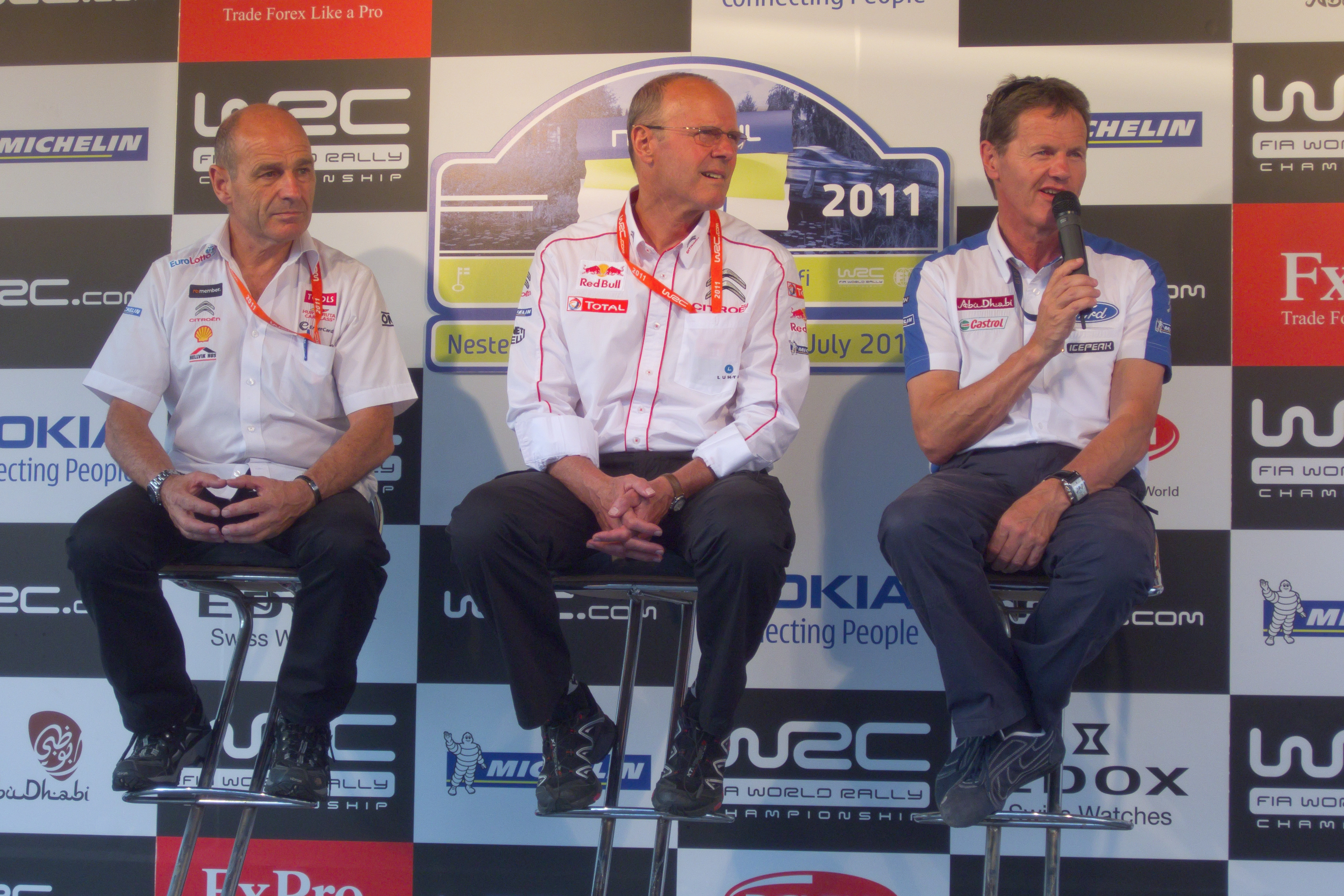
Ken Rees, Olivier Quesnel y Malcolm Wilson durante una rueda de prensa. Quesnel fue director de Citroën y Wilson del equipo Ford.

El jefe de equipo es el principal cerebro y en él recaen todas las responsabilidades, así como los derechos para tomar decisiones. Debe ser capaz de coordinar a un gran grupo de personas, tener dotes de mando y conocer bien la especialidad. En los grandes equipos su tarea la delega entre los el jefe técnico y el jefe de logística. Tienen además, siempre la última palabra y son los únicos que pueden dar órdenes de equipo que en ocasiones se ven obligados a dar instrucciones, que perjudican a un piloto en concreto, en beneficio de la marca. Algo muy habitual en los jefes, muchos de ellos fueron antes pilotos o copilotos. A lo largo de la historia del campeonato del mundo ha habido muchos casos. Los copilotos David Richards y Jean Todt terminaron liderando los equipos Subaru y Peugeot respectivamente que curiosamente también fueron rivales como jefes de equipo en la Fórmula 1, Todt en Ferrari y Richards en Bar-Honda y en Benneton-Renault. Por otro lado gente como el sueco Ove Andersson en Toyota, Guy Frequelin en Citroën, Jean Pierre Nicolas en Peugeot o Andrew Cowan en Mitsubishi son ejemplos claros de jefes que antes fueron pilotos, en muchos casos, de éxito, en el pasado.

#### Ingenieros
La incorporación de la gestión electrónica a mediados de los años noventa produjo la llegada a los grandes equipos de ingenieros que en algunos casos procedían directamente de la Fórmula 1. Estos tienen una labor vital tanto en carrera como en el desarrollo de los vehículos desde cero. Con el apoyo de la informático diseñan primeramente todas las piezas del vehículo antes de hacerlas realidad para someterlas a pruebas y conocer cómo será su comportamiento en la realidad. Luego se construyen los primeros prototipos y más tarde llega el turno de los test que permite conocer la fiabilidad de cada pieza y en todo este proceso los ingenieros son los grandes responsables de que todo salga bien. Durante la competición también realizan una gran labor. Con un ordenador siempre a cuestas recogen datos de los coches que almacenan para luego cotejarlas y asesorar al piloto de los cuales son los reglajes más idóneos. En los grandes equipos los ingenieros pueden incluso a través de vía satélite modificar parámetros del motor mientras el coche está en pleno tramo.

#### Mecánicos

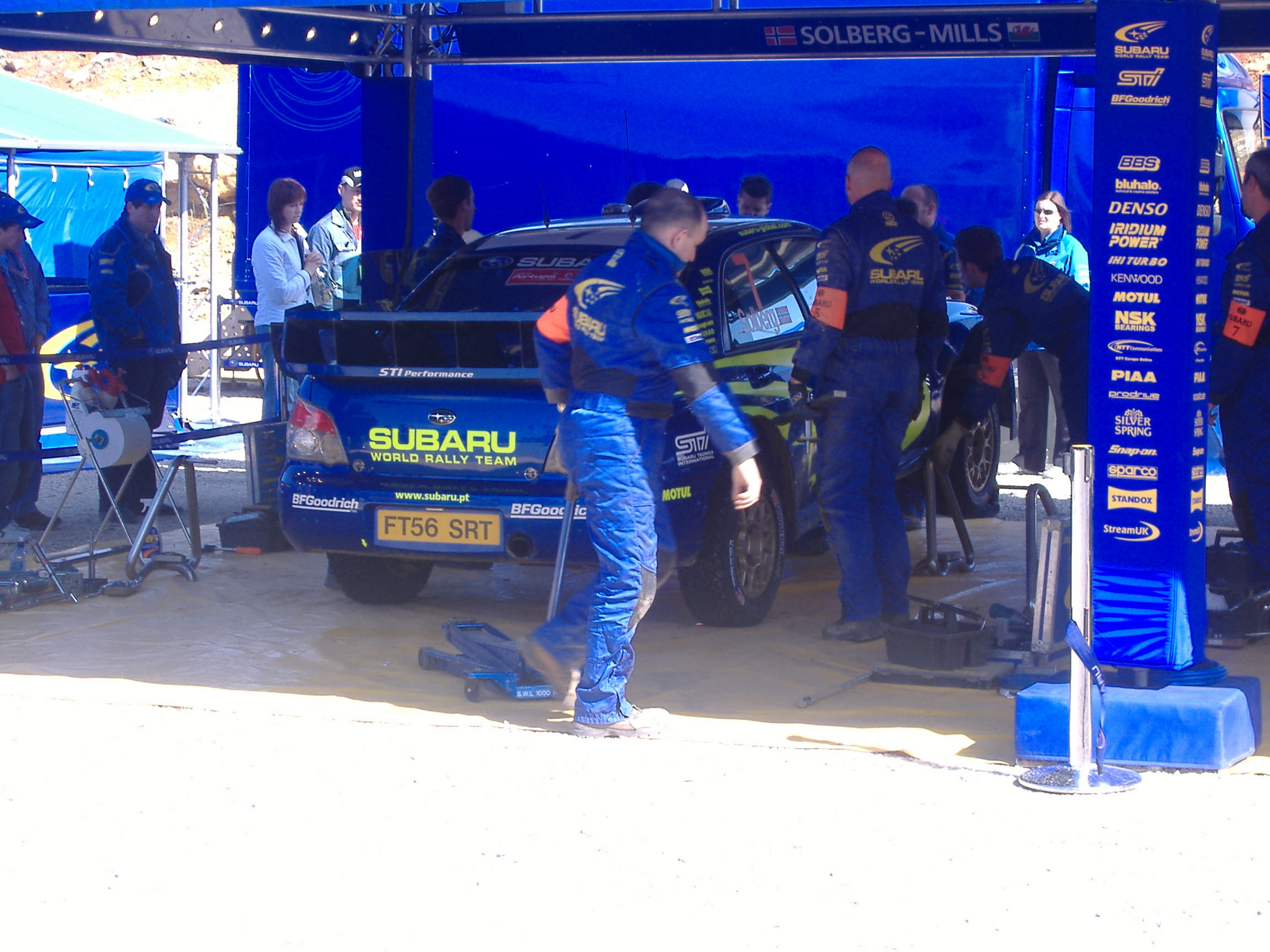
La labor de los mecánicos durante una asistencia puede ser esencial sobre todo cuando el coche ha sufrido un accidente y es necesario recomponerlo para que siga en carrera. En la imagen los mecánicos del equipo Subaru durante una asistencia.

Los mecánicos son las personas que se encargan directamente del mantenimiento de los coches de competición durante la carrera. Sus funciones consisten en atender a los coches durante las asistencias, supervisar todas las piezas y componentes, cambiar los neumáticos, sustituir las piezas necesarias y solucionar todas las averías que se presenten. Su tarea es rutinaria mientras que no haya un accidente. Cuando esto se produce se enfrentan a la difícil tarea de solucionar un problema en muy poco tiempo por lo que trabajan a contrarreloj cuando su labor es compleja, aun así los mejores mecánicos del campeonato del mundo pueden llegar a sustituir, por ejemplo una caja de cambios en diez minutos o un eje trasero completo en menos de quince. Su labor no termina ahí, puesto que durante el desarrollo de un vehículo pueden asesorar a los ingenieros en como colocar cada pieza para un acceso más rápido durante una asistencia. En los equipos oficiales, las marcas contratan a los mejores profesionales recién salidos de las mejores escuelas o procedentes de otros equipos. La formación de estos empieza desde muy joven y primero lo hacen en los departamentos de competición para luego participar en las carreras junto a mecánicos más preparados, primero en labores con menos responsabilidad como supervisar o en tareas de limpieza, para luego con la suficiente experiencia tomar parte en las reparaciones durante las asistencias. Muchos de ellos se especializan en un elemento concreto del coche, por lo cuando trabajan solo se encargan de ese parte. En los equipos oficiales además cuentan con mecánicos titulares y auxiliares todos ellos supeditados a las órdenes del jefe de vehículo y este del jefe de mecánicos.

## Vehículos

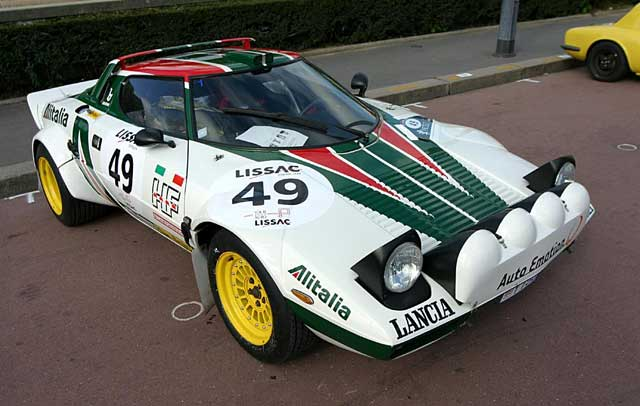
El Lancia Stratos fue el primer coche construido exclusivamente para rally. Homologado como grupo 4 consiguió el Campeonato del Mundo de marcas en 1974, 1975 y 1976.

Un coche de rally es un vehículo de serie que ha sido modificado para la competición. Estas modificaciones las establece la federación internacional (FIA) en una serie de regulaciones que se dividen en grupos y clases, por lo que dependiendo de la categoría a la que pertenezca serán mayores o menores. Aunque muchos elementos se comparten, como los de seguridad que son obligatorios para todos, el resto, sobre todo con relación al nivel de preparación, depende de la categoría a la que se someta. Cuanto mayor sea la preparación más competitivo será y consecuentemente, mayor será su coste. De esta manera los coches se clasificación por categorías aunque estas ha evolucionado enormemente a lo largo de la historia. Aunque todas ellas tuvieron su propia configuración existe un denominador común: la obligatoriedad de construir un mínimo anuales de unidades de su versión de serie para que el modelo de competición pueda ser homologado. Esto se hace por la sencilla razón de evitar que los coches de rally sean prototipos que en nada se parecen a los de serie, como sucede en la Fórmula 1. En las décadas de los cincuenta y sesenta los coches de rally eran turismos de serie con apenas preparación, y estas se realizaban con el fin de aumentar la robustez del mismo. Por tanto y al no existir una reglamentación las divisiones se establecían por clases según la cilindrada de los motores. 
En 1957 apareció el primer reglamento promulgado por la Comisión Deportiva Internacional que permitió sustituir piezas como la batería, frenos, faros, neumáticos, siempre de serie, con el fin de ganar fiabilidad. Años después en 1966, la federación internacional publicó el Anexo J, un reglamento que dividía a los coches de carreras, tanto de rally como circuitos, en grupos y clases según su grado de preparación. En esa primera normativa se establecían seis grupos diferentes y designados con números. El grupo 1 incluía vehículos de cuatro plazas de serie de los que se fabricara al menos 5.000 unidades anuales, el grupo 2 se permitía cierto grado de preparación y un mínimo de 1000 unidades, el grupo 3 y grupo 4 eran semejantes a los dos primeros pero destinados a los coches de gran turismo. Finalmente los grupo 5 y grupo 6 se destinaba a los prototipos. En rally los más exitosos fueron los grupo 2 y 4, especialmente este último que fue el gran dominador de la especialidad en la década de los setenta. La mayoría consistían en vehículo con una mecánica clásica: motor delantero, tracción trasera y con culata de cuatro válvulas por cilindro. En 1982 la FIA sustituyó la vieja por una nueva que se establecía por letras: grupo A, grupo B y grupo N. El primero sustituyó al grupo 2 y obligaba a construir un mínimo de 5.000 unidades, el segundo reemplazó al grupo 4 y el tercero al grupo 1. El más exitoso fue el grupo B que permitió el nacimiento de verdaderos prototipos muy potentes y a la vez peligrosos, debido a la falta de medidas de seguridad, con tan solo fabricar 200 unidades del coche de serie. Éstos consistían en vehículos de tracción a las cuatro ruedas, motores turboalimentados y chasis tubulares tan potentes como peligrosos que solo permanecieron en el campeonato del mundo cuatro años (1983-1986), pero marcaron el período, para muchos, más glorioso en la historia de los rallies. Tras su prohibición en 1986, el grupo A y grupo N se impusieron, que en el caso del primero obligaba a construir 5.000 unidades y el segundo eran básicamente vehículos de serie ligeramente modificados. El grupo A permitió años después, el nacimiento de otras categorías, como los World Rally Car, los Kit Car, los Super 1600 y los Super 2000. Los World Rally Car nacieron en 1997 y permitían construir un coche de rally con tracción integral y motor turbo sin que el de serie lo tuviera. El resto de categorías convivieron en el mundial junto a los WRC, incluso llegando a discutirle la victoria en el caso de los Kit Car, pero que tuvieron mejor acogida en las competiciones continentales y nacionales.
Aunque existe una categoría, los rallies ecológicos, donde compiten exclusivamente vehículos híbridos y eléctricos, cada vez más se habla de la introducción de los motores híbridos en la máxima categoría. En 2018 el presidente de la FIA, Jean Todt, afirmó que: «de forma que cada vez es más pausible la hipótesis de la aplicación de la tecnología híbrida a los motores de los rallies». La primera marca en desarrollar un vehículo de estas características fue Citroën que en 2008 presentó el Citroën C4 WRC HYmotion4, una versión híbrida basada en su homólogo World Rally Car con el que llegaron a realizar algunos test.
Existen casos excepcionales, por diversas razones, de vehículos que no entran en la denominación de turismos que han competido en pruebas de rally. Por ejemplo, en el Rally de Montecarlo de 1934, unos de los participantes conducía un autobús, concretamente un modelo Citroën U45. En el rally de Safari de 1983 compitieron dos camionetas o pickup (Peugeot 504 y Nissan 1200) y más recientemente la marca francesa Peugeot desarrolló el Peugeot 307 WRC sobre un modelo de calle descapotable, el Peugeot 307 CC (coupé cabrio), aunque lógicamente con techo para adaptarse a la normativa.

### Desarrollo

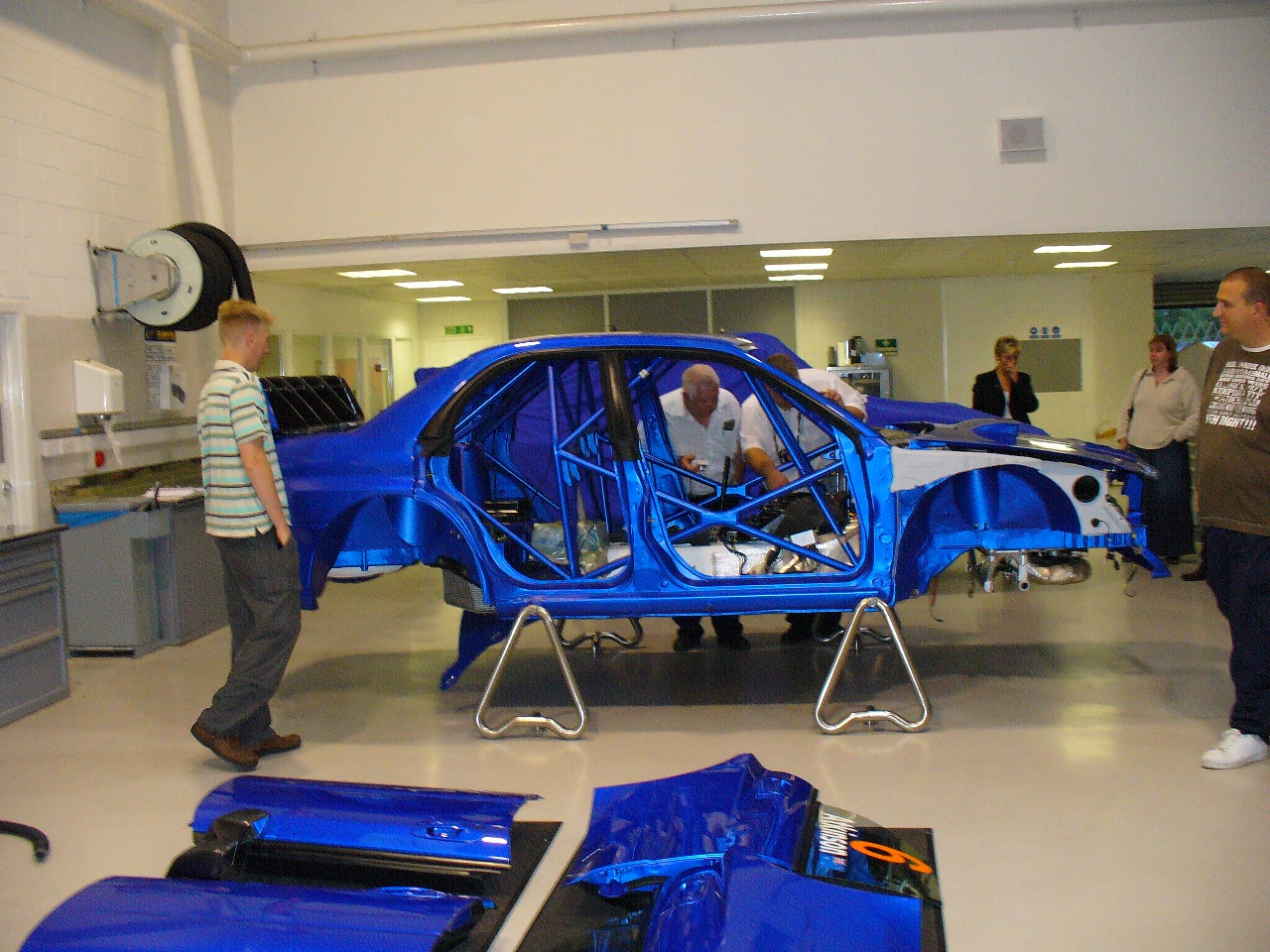
Técnicos preparando un Subaru Impreza WRC.

Desarrollar un vehículo conlleva una larga tarea que en algunos casos puede durar hasta 24 meses como los World Rally Car. El primer paso es escoger el modelo de serie que la marca posee y donde el departamento de marketing suele tener algo que decir. A continuación se empieza a diseñar en el ordenador como será el coche siempre partiendo del modelo de serie puesto que muchos elementos no se pueden modificar. En el siguiente paso los ingenieros deben colocar el arco de seguridad en el chasis. Este se sitúa sobre una superficie de mármol donde se establecen las cotas del vehículo antes de proceder a su despiece. A continuación se extraen todos los paneles de la carrocería y se corta el chasis. Luego se coloca el arco de seguridad, se vuelve a soldar todo el chasis y se colocan todos los elementos, tanto de la carrocería como los mecánicos. Se suele colocar de piezas a tamaño real fabricadas en lab un tipo de espuma de alta densidad a modo de simulación. En este punto los mecánicos que trabajan durante las asistencias aportan su opinión sobre cuál es el lugar más adecuado para situar cada pieza, puesto que en caso de urgencia debe sustituirse lo más rápido posible. Una vez definida la carrocería se construyen un modelo a escala 1/3 para someterlo a un estudio aerodinámico en el túnel de viento. Los ingenieros trabajan tanto la parte que permite dar mayor agarre y velocidad al coche, como los alerones, como de la refrigeración. Por otra parte existen elementos que las marcas encargan a proveedores externos como los frenos, el turbo, los diferenciales o los amortiguadores puesto que no se conservan del modelo de serie. El último paso es llevar a cabo los primeros test donde los equipos prueban configuraciones sobre tierra y asfalto y en donde se suele romper todas aquellas piezas susceptibles de hacerlo y que luego hay que sustituir, mejorar o cambiar de ubicación. En esta parte también se comprueban los neumáticos. Este proceso puede durar medio año y una vez finalizado el coche ya se encuentra listo para ser homologado por la FIA que debe dar el visto bueno antes de ser llevado a la competición.

### Homologación

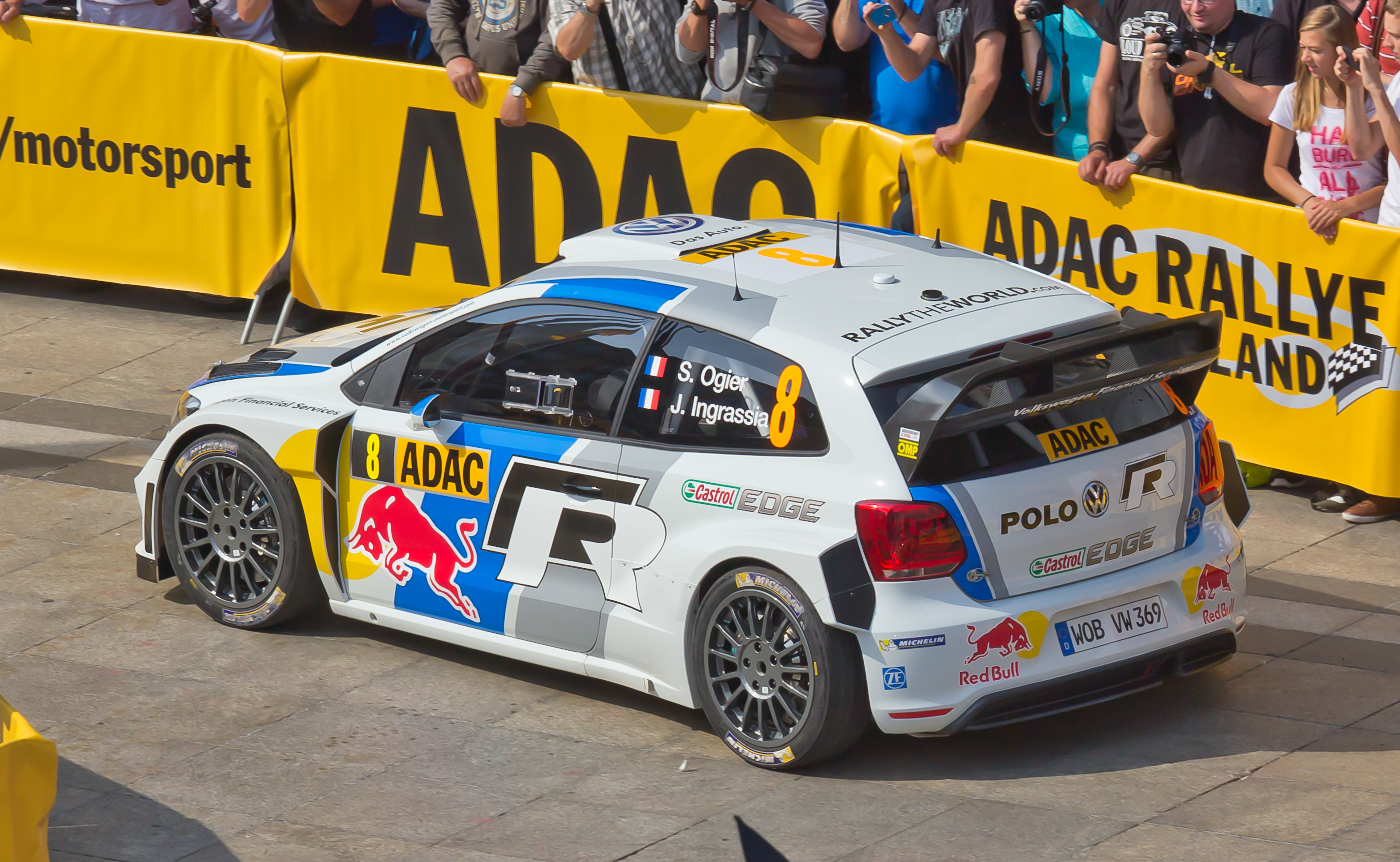
El Volkswagen Polo R WRC es un ejemplo de vehículo homologado en la categoría World Rally Car.

Homologar un coche significa legalizarlo para su uso en competición. Esta tarea compete a la FIA y los constructores son los autorizados a llevarla a cabo, debido a que son los únicos que pueden garantizar que dicho auto cumpla con las normativas y de que se han fabricado las unidades mínimas requeridas. Una vez que un constructor haya desarrollado el vehículo que desea homologar, este debe presentar ante un grupo de miembros de la FIA compuesto por varios inspectores y representantes de alguna marca de la competencia: un modelo del chasis desnudo del coche de calle, una carrocería del modelo de competición, veinte unidades de todas las piezas modificadas y un certificado que garantiza la fabricación de las unidades sacadas al mercado. Estas unidades mínimas varían en función de la categoría en la que se va a homologar el coche, por ejemplo, para un World Rally Car se exigen 5.000 anuales. Una vez la marca obtiene la aprobación de la FIA el coche ya se encuentra documentado y su homologación se mantendrá hasta que esta caduque. Normalmente esta puede tener una vigencia de hasta quince años, pero una vez esto suceda, el coche ya no podrá participar en competiciones de rally, salvo en pruebas regionales que lo permitan o, llegado el momento, en rally de históricos. Con la homologación conseguida la marca no puede utilizar ninguna pieza en el coche que no haya sido aprobada en la misma puesto que si lo desea debe volver a pasar de nuevo por el mismo procedimiento. Para ahorrar costes las marcas homologan varias piezas de una sola vez en las llamadas «evoluciones». Además de los modelos que la marca utiliza en competición también homologa aquellos como el grupo N que pueden ser usados por pilotos privados. Pasando por el mismo procedimiento solo debe acreditar que se han fabricado las unidades requeridas y a partir de ahí un piloto puede, partiendo de la normativa del grupo A o N, prepararlo para correr sujetándose al reglamento durante las verificaciones previas a las carreras.

### Coste

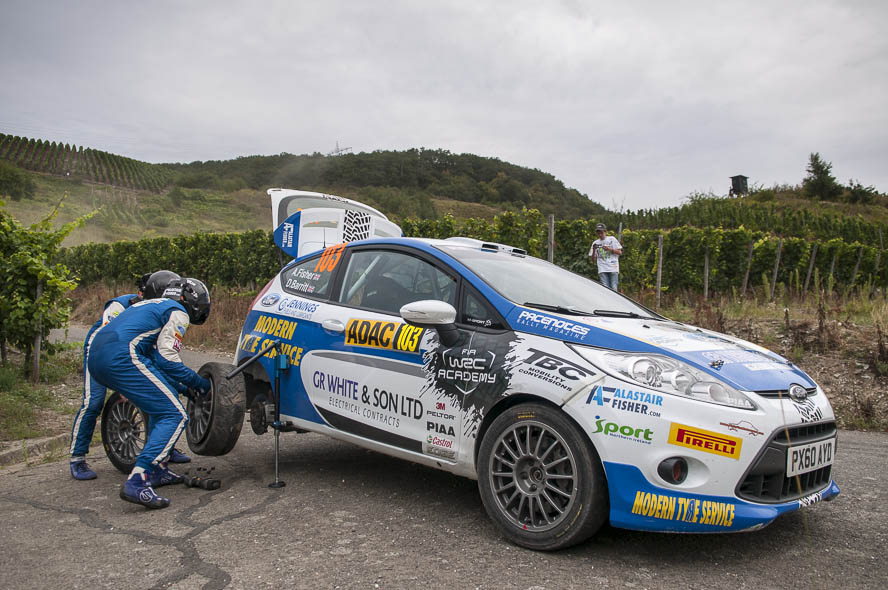
Piloto y copiloto sustituyendo una rueda durante un tramo.

Un coche de rally es un prototipo construido de manera artesanal puesto que es diseñado y desarrollado por una marca y se fabrican muy pocas unidades y nunca de manera masiva como los vehículos de serie, especialmente si se trata de los pertenecientes a la categoría de los World Rally Car. Esto hace que además sean exclusivos y al aplicárseles generalmente las tecnologías más avanzadas los convierten en vehículos muy caros y costosos de fabricar. El precio de un WRC puede rondar los 600.000 €, lo mismo que un superdeportivo de serie. Lo más caro es la electrónica, que puede alcanzar los 200.000 €, teniendo en cuenta la multitud de sensores (hasta el centenar), la centralita, los diferenciales y el cableado que deben soportar altas y bajas temperaturas, polvo y agua. El motor puede costar unos 90.000, donde se tiene en cuenta tanto la construcción como la puesta a punto, la transmisión con un precio similar a los de serie y la carrocería que puede alcanzar los 60.000. Esta última se encarece principalmente por las horas de trabajo que conlleva cortar y luego soldar alrededor de la jaula de seguridad. El resto de elementos de un coche de rally tienen precios más asequibles y similares de los de serie, como las llantas (350 €), parachoques (500 €), frenos (14 000 €) o intercooler (2.500 €). La principal razón del alto coste de un vehículo de rally es el trabajo que constituye desarrollarlo, puesto que todas las piezas son diseñadas exclusivamente para la competición y no pueden aprovecharse luego para los vehículos de serie. Los ingenieros trabajan en cada pieza por separado y, en muchas ocasiones, artesanalmente puesto que suelen conllevar un desarrollo especial. Los fabricantes construyen unidades muy limitadas, por ejemplo Citroën construyó solo 40 unidades del Citroën Xsara WRC con sus correspondientes recambios, desde 2002 a 2006. Además de los oficiales los pilotos privados también pueden disponer de los WRC, alquilándolos a unos precios que rondan los 300.000 y 500.000 €. Además de los World Rally Car existen otras categorías de vehículos menos competitivos pero con precios más bajos. Los Super 2000 rondan los 200.000 €, con menos electrónica que los WRC, o los del grupo N, vehículos más asequibles y con menos preparación, que cuestan entre 90.000 y 100.000 €. Un ejemplo de éstos es el Mitsubishi Lancer Evo VIII, que a modo de comparativa, su versión de calle ronda los 40.000 €.

### Habitáculo

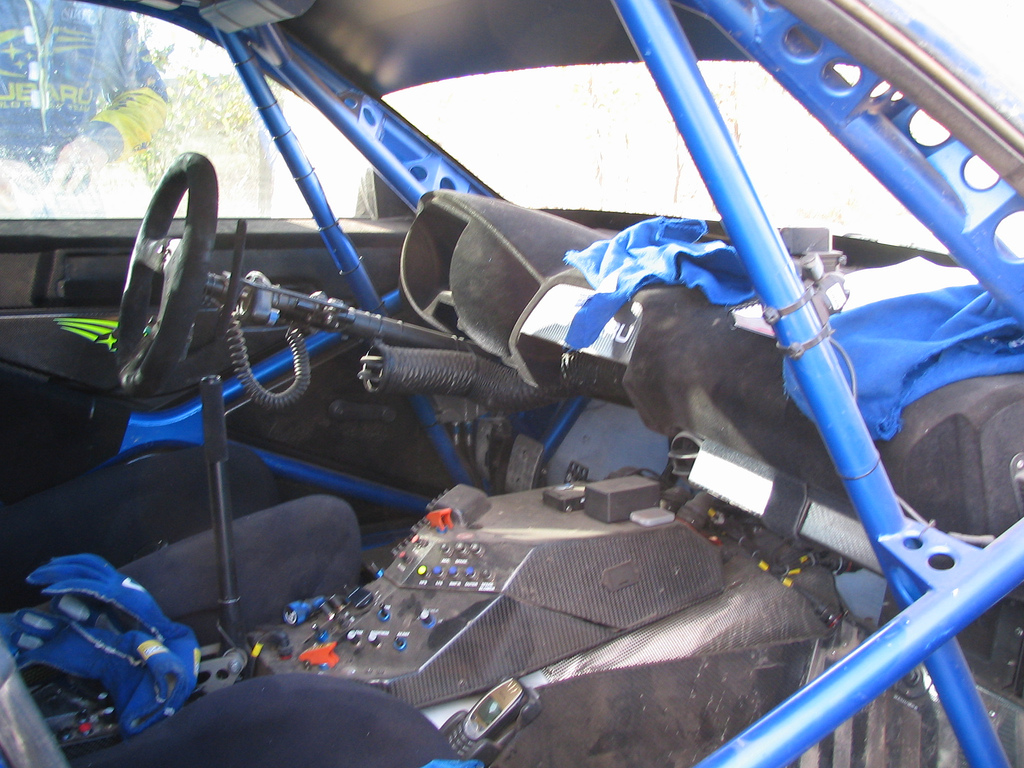
Interior de un Subaru Impreza WRC.

El habitáculo en un coche de rally nada tiene que ver con los modelos de origen. Exceptuando en las categorías como el grupo N, que son muy similares a los de serie, por lo general el interior de un coche de rally está concebido eliminando todos los elementos que se consideran superfluos, así como el confort es algo que no se tiene en cuenta. El reglamento obliga a que el salpicadero tenga la misma forma que en el de serie, sin embargo en los vehículos de mayor categoría como los World Rally Casólote solo imita su forma. Está fabricado en fibra de carbono para ganar en ligereza, pintado de colores negro o gris mate para evitar reflejos y los mandos que aloja son totalmente diferentes a los del modelo de origen. Elementos como botones que accionan los faros antiniebla o el equipo de sonido desaparecen para dejar paso a otros que regulan parámetros del coche y que están al alcance del copiloto puesto que el piloto debe concentrarse en pilotar. De esta manera el copiloto puede encender las luces, poner los intermitentes de emergencia o sonar la bocina que en muchos casos está a los pies. El piloto tiene delante una pantalla con varios parámetros, principalmente el que indica la marcha con un indicador que marca el momento ideal para cambiar. El resto de testigos están de nuevo a la vista del copiloto como la presión de aceite, la temperatura del agua o la presión del turbo. Los instrumentos del acompañante del conductor no terminan ahí puesto que lleva a su lado una radio, un trip master, un teléfono móvil o un juego de cronómetros. Ambos ocupantes van sentados en sendos asientos situados lo más bajo y retrasado posible sobre todo el del copiloto que apenas ve la carretera. Esto se hace para rebajar el centro de gravedad del coche y centrar el peso. En cuanto al piloto además del volante, más ligero, más sencillo y elementos como el airbag, dispone de la palanca de cambios y del freno de mano (En algunas temporadas, la FIA permitió en el mundial el uso de levas tras el volante en los World Rally Car, que permitía cambiar más rápido). En el caso de la palanca de cambios, en los vehículos de mayor categoría disponen una palanca con cambio secuencial que permite cambiar con solo engranar una posición para subir y otra para bajar de marcha. El resto de elementos del habitáculo como los tapizados, los tejidos que recubren el techo, alfombrillas, así como los elevalunas, los airbags o los elevalunas eléctricos desaparecen, aunque algunos de estos elementos sí pueden verse en los vehículos con menor preparación como los del grupo N. Por último, además de los elementos de seguridad como los baquets o los arneses de seguridad de seis u ocho puntos, se incorporan un interruptor que corta el suministro eléctrico y el de la gasolina y extintores automáticos y manuales que son accionables por ambos ocupantes.

### Vida y jubilación
La vida de un coche de rally independientemente de su categoría suele ser corta. Una vez las marcas deciden dejar de competir con ellos, ya sea porque lo ha sustituido por otro o porque esta abandonó la competición, los venden o alquilan a pilotos privados. Éstos, a su vez, los cambian cuando deciden adquirir uno mejor, por lo que los coches suelen pasar por varias manos hasta que el exceso de kilometraje aconseje su jubilación si antes un accidente no acabó con él. Con todo existen otras razones por la que un coche de rally pueden dejar de competir. En el caso de los del grupo N, que pueden tener una vida entre siete y diez temporadas, dejan de competir cuando se les caduca la homologación, es decir, el fabricante dejó de sacar a la venta la versión de serie por lo que el de carreras solo puede competir tres años más. Luego no pueden correr en pruebas de rally, salvo en categorías inferiores como en algunos rallies regionales donde tienen un reglamento más permisivo. En cuanto a los vehículos oficiales utilizados por las marcas, como los World Rally Car, su vida es incluso más corta. Después de competir durante dos o tres temporadas éstos terminan en los museos de las propias marcas o en manos de pilotos privados que pueden permitirse el lujo de adquirirlos y mantenerlos. Éstos los utilizan para competir en el mundial o en campeonatos nacionales que pronto dejan de ser competitivos y se devalúan por lo que son jubilados y terminan en manos de coleccionistas puesto que todavía son jóvenes para correr en rallies de históricos. Esta modalidad nació a finales del siglo XX y permitió que muchos modelos viejos volviesen a la competición, tanto de los años ochenta, setenta como sesenta o cincuenta. Debido al escaso interés de los coleccionistas que prefieren comprar un modelo para poder conducirlos por las vías públicas muchos coches de rally terminan en manos de los propios pilotos, que en algunos casos las propias marcas regalan a modo de obsequio por haber logrado alguna victoria o éxito importante.

#### Publicidad y placa
Al igual que en otras competiciones automovilísticas los vehículos que compiten en rally llevan en su carrocería publicidad y un dorsal, además de una placa, un elemento distintivo de los rallies. La placa es una pegatina que lleva incluido el nombre del rally en el que participa y el dorsal. El uso de esta placa se remonta a la primera edición del Rally de Montecarlo, en aquella ocasión los participantes partieron de diferentes ciudades de Europa con destino a Montecarlo, llevando la placa que los identificaba como participantes de la carrera y que luego se hizo popular y terminó empleándose en todas la pruebas de rally del mundo. Inicialmente eran metálicas, similares a las matrículas de los coches, pero con el tiempo se han ido transformando en pegatinas. En la actualidad cada vehículo dispone de tres placas: dos laterales, en las puertas, y una en el frontal sobre el capó. 
Aunque la publicidad en los automóviles es el principal medio económico del que pilotos y equipos se nutren para financiarse, esto no siempre ha sido así. En la década de los años 1950 algunas pruebas como el Rally Cataluña, los vehículos participantes no solo no llevaban publicidad sino que además estaba prohibido, ya que se veían como puras manifestaciones deportivas sin afán de lucro.

## Impacto

### Medios de comunicación

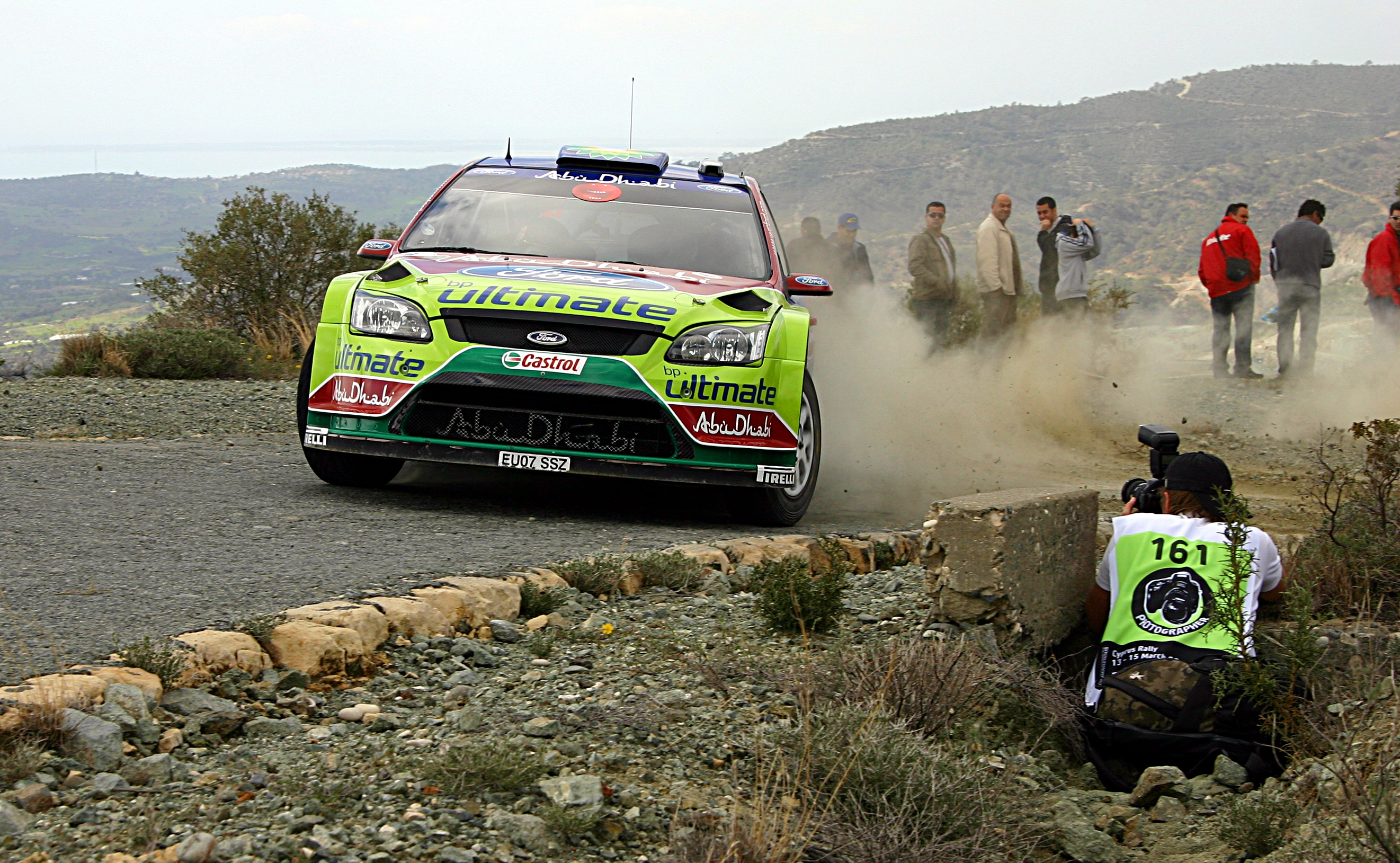
Los fotógrafos en ocasiones asumen verdaderos riegos para asegurarse una buena toma.

Como todo acontecimiento deportivo los rallies tienen su repercusión en los medios de comunicación. El impacto que pueda suponer una carrera en los medios es vital para la economía de los organizadores, equipos y pilotos que basan sus presupuestos en las aportaciones de los patrocinadores y estas solo se justifican si existe un importante impacto mediático. La prensa por tanto ha tenido por tanto un papel destacado en el desarrollo de los rallies y a su vez, la labor de los periodistas ha sido facilitada gracias a la evolución de la tecnología aplicada a la transmisión de datos e información. Un periodista que desea cubrir por ejemplo, el campeonato del mundo, debe primero acreditarse, es decir, solicitar a la FIA un pase que le permita acceder a todas las salas de prensa de cada prueba. En otras ocasiones el medio interesado, si solo desea cubrir una prueba concreta, es a la organización a quien se dirige para poder acreditarse. Una vez dentro, los periodistas disponen de zonas de trabajo, como una sala acondiciona de terminales de conexión a ordenadores y teléfonos así como tiempos reales y zonas donde se encuentran con los pilotos que permiten entrevistarlos. Por su parte, los fotógrafos tienen una mayor prioridad. Uniformados con un peto que los acredita, pueden acceder a las zonas de asistencia y moverse con libertad dentro de los tramos. En el pasado esto era bien distinto. Los periodistas se movían a lo largo de la carrera y seguían a los pilotos a pie de tramo y una vez acabado el día tenían que localizar un teléfono para enviar la crónica a la redacción. La tecnología ha permitido facilitar la labor y disponer de los cronos en tiempo real aunque esto a su vez, ha supuesto también la muerte del periodismo en su estado puro: buscar la noticia o encontrarse de cara con una exclusiva.

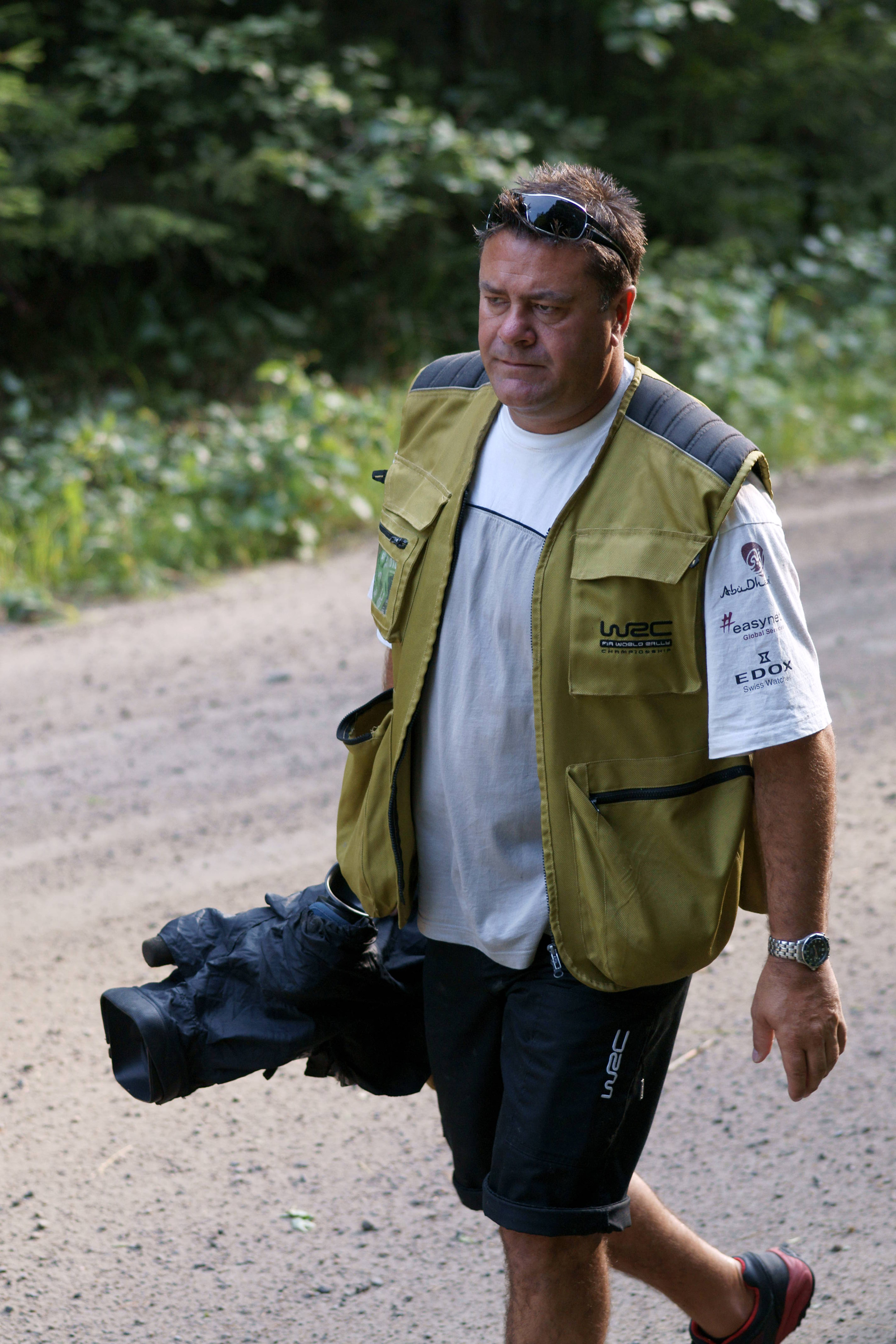
Operador de cámara durante el Rally de Finlandia.

Las televisiones son un medio aparte. A pesar de la espectacularidad de la especialidad, acentuada cada día con la incorporación de cámaras en los interiores de los coches, microcámaras en los laterales o a ras de suelo, cámaras fijas situadas en los tramo o ubicadas en helicópteros, no cuenta con el atractivo desde el punto de vista televisivo. Al no existir un enfrentamiento cara a cara y el poco interés del directo hacen que los rallies no cuenten con la repercusión como pueden tener otros deportes de motor. En el campeonato del mundo los derechos de imagen los gestionan empresas privadas, que primero graban, luego producen y después venden a las cadenas que están interesadas. La empresa ISC (International Sportsworld Communication) tuvo durante muchos años estos derechos. La retransmisión en directo siempre ha sido la parte más difícil y compleja. Algunos medios, como Canal + en España, han llegado a realizarlo mediante un equipo dotado de muchas personas y medios, pero con relativo éxito. Al gran coste que conlleva hay que sumarle a que algunas cámaras como las de los helicópteros no transmiten sensación de velocidad y la de los coches si son largas terminan por aburrir, además si se sigue a un piloto en concreto el resto se ignora, ya que en un tramo pueden estar corriendo los favoritos al mismo tiempo. Con la incorporación de Internet, que permite recibir los tiempos en directo, y el poder disfrutar un resumen por televisión de las mejores imágenes década jornada ha dejado de lado todos los intentos por disponer de rallies en directo.

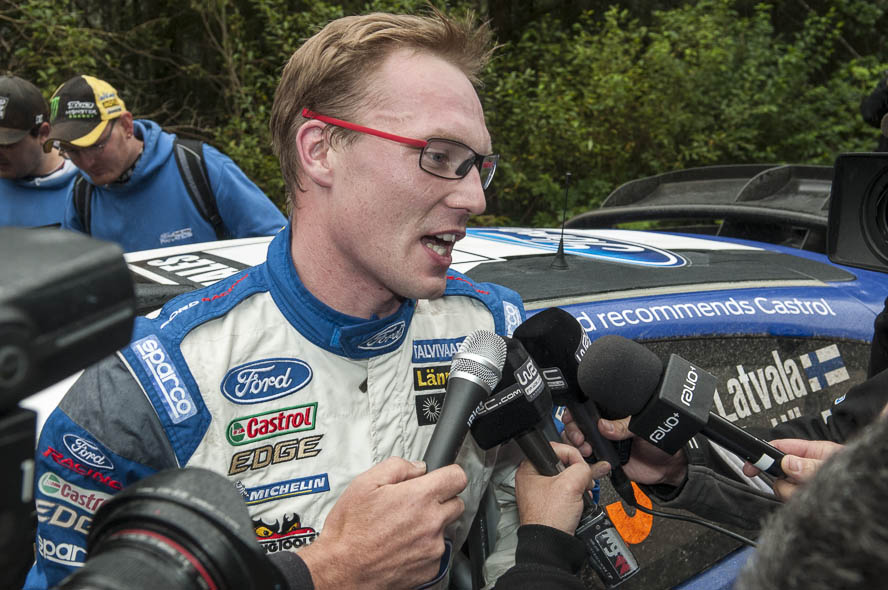
Es muy común realizar entrevistas a final de tramo durante la competición.

La escasa presencia de este deporte en televisión en ocasiones ha sido objeto de crítica por parte de los aficionados que suelen denunciar el escaso interés que muestran los medios, que solo retransmiten noticias cuando se trata de tragedias como accidentes o muertes.
La radio es un medio donde es más habitual encontrar programas que retransmiten pruebas de rally en directo. En el Campeonato del Mundo, existe una cadena llamada World Rally Radio, que retransmite las pruebas del campeonato en directo para todo el mundo a través de internet.
En los últimos años los servicios de streaming están posibilitando la retransmisión en directo de los rallies. En 2011 el Rally de Francia - Alsacia, fecha del calendario mundialista, fue retransmitido íntegramente en vivo a través de internet con resultados óptimos para los organizadores que pronosticaron futuras retransmisiones similares. En el año 2018 promotores del campeonato del mundo ofrecieron una cobertura en directo de todas las pruebas del calendario con tramos en directo, cámaras onboard y por primera vez con el uso de drones que permiten tomar imágenes hasta entonces imposibles.

### Promoción

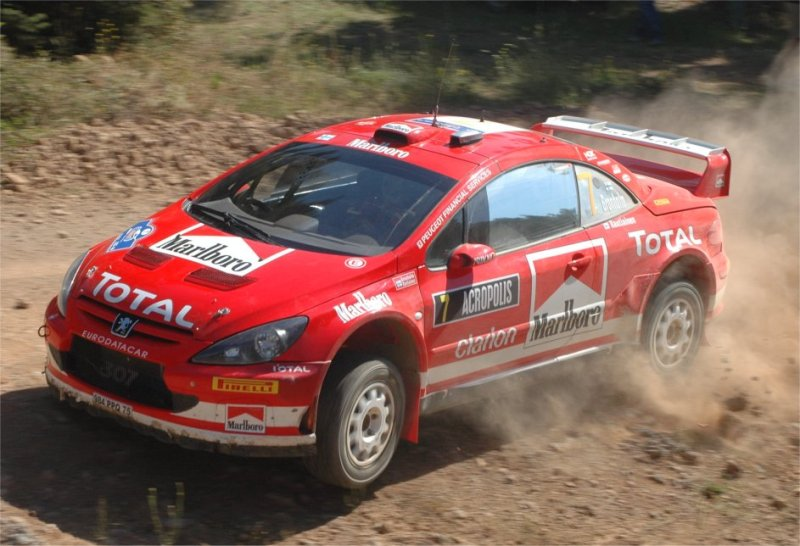
Los equipos cuentan con diversos patrocinadores como el Peugeot 307 WRC de la imagen: Marlboro, Total y Pirelli.

Los rallies se mantienen, económicamente hablando, en gran medida gracias a los patrocinios. Tanto los organizadores como los equipos se sirven de este medio como principal fuente de ingresos. Las empresas que promocionan sus productos o servicios a través de estos patrocinios buscan la mayor repercusión posible y es, gracias al tirón mediático que los equipos consiguen en televisión, periódicos y otros medios, la mejor manera de publicitarse. Los éxitos deportivos e incluso el mero hecho de participar, supone para los fabricantes de automóviles el mejor escaparate para sus modelos. Esto supone un argumento tanto para el que vende como para que el que compra, puesto que la similitud entre el coche de competición y el de serie hace que los rallies sean más perceptibles que, por ejemplo, la Fórmula 1.
La prohibición de la publicidad de marcas de alcohol y tabaco en algunos países durante a mediados de la década de los años 2000 ha afectado también a los rallies puesto que algunas marcas perdieron a sus principales patrocinadores, caso de Peugeot que contaba con Marlboro. En España desde el año 2012 se prohíbe la publicidad en recintos deportivos de bebidas alcohólicas de más de 20 grados.

### Evolución tecnológica y aplicación en modelos de serie
Los rallies son desde siempre un banco de pruebas perfecto para los fabricantes de coches que se sirven de ellos para probar tecnologías nuevas, a la vez que las promocionan, y después las aplican en sus modelos de serie. En los años cincuenta aparecieron tecnologías como los discos de frenos, los faros halógenos, los neumáticos radiales, etc. También la electrónica, los neumáticos, los sistemas de control de tracción o la transmisión secuencial son algunos ejemplos de elementos que se han desarrollado en este deporte y que terminaron en los coches de serie. Algunos ejemplos de vehículos que introdujeron tecnologías novedosas o exitosas fueron por ejemplo: el Audi Quattro, el primer vehículo en la historia de los rallies en contar con tracción a las cuatro ruedas. Debutó en 1981 y su éxito en el campeonato del mundo fue tal, que obligó a otras marcas a adaptar esta tecnología y desde entonces, salvo contadas ocasiones, todas las victorias en las pruebas del mundial corresponden a vehículos con tracción integral. El Toyota Corolla WRC introdujo en 1997 los diferenciales electrohidráulicos, (sistema que permite al vehículo transmitir la potencia de una rueda a otra cuando esta ha perdido tracción) que luego se generalizaron en el resto de vehículos de competición. Posteriormente el Peugeot 206 WRC aprovechó el sistema de diferenciales activos de tipo electrónico, tecnología que le daba cierta ventaja en pruebas de rally sobre asfalto.
En la década de los ochenta con la entrada de la normativa de grupo B, se introdujeron materiales ligeros de tipo composite (kevlar, grafito, fibra de carbono) para la fabricación de las carrocerías así como la entrada de los diferenciales centrales tipo Torsen y los diferenciales viscosos. Esta categoría también permitió la mejora de muchos elementos mecánicos como los embragues electrónicos pero sobre todo se mejoró la electrónica, que ayudaba a dar más caballos de potencia, en gran parte ayudado también con las mejora en los turbocompresores.
Los vehículos de la categoría World Rally Car, introducida en 1997, incorporaron también importantes novedades en la competición. Los modelos Citroën C4 WRC y Ford Focus RS WRC utilizaron entre 2007 y 2010 una caja de cambios secuencial que se accionaba a través de levas situadas tras el volante, que permite el cambio de marchas más rápido. En lo tocante al sistema de frenado, marcas como Brembo han trabajado para las marcas del campeonato del mundo donde han introducido novedades como por ejemplo, un sistema de arrastre tipo «spline» (engranaje de rueda dentada de aluminio) ya utilizado en circuitos, que permite transmitir el par de frenado mejor que los sistemas tradicionales. Por otro lado se han utilizado en las pastillas de freno en función de la normativa vigente, tanto sistemas de ventilación por líquido como sistemas de ventilación por aire con tomas de aire redireccionadas. En lo tocante a las pinzas de freno se utilizan tradicionalmente pinzas de aluminio por su robustez y ligereza aunque también se estudian nuevas aleacciones que mejoran la resistencia y permiten reducir peso.
Otras tecnologías novedosas en los rallies son: las luces de tipo led, tecnología ya aplicada en los modelos de serie, pero que se probó por primera vez en un vehículo de carreras en un Ford Fiesta R2 durante el Rally de Valls en 2013 y los motores híbridos, tecnología todavía no implantada, donde Citroën fue una de las primeras marcas en desarrollar un proyecto con modelo de competición que combina un motor de gasolina con una batería de litio. Otros combustibles diferentes a los derivados del petróleo son el acohol, usado por ejemplo en los Fiat 147 en el Rally de Brasil, vehículos populares en este país y alimentados con alcohol derivado de la caña de azúcar o el gas, material empleado en 2014 por el piloto italiano Giandomenico Basso que venció en una prueba de Italia con una versión del Ford Fiesta R5 propulsado a gas.

### Videojuegos

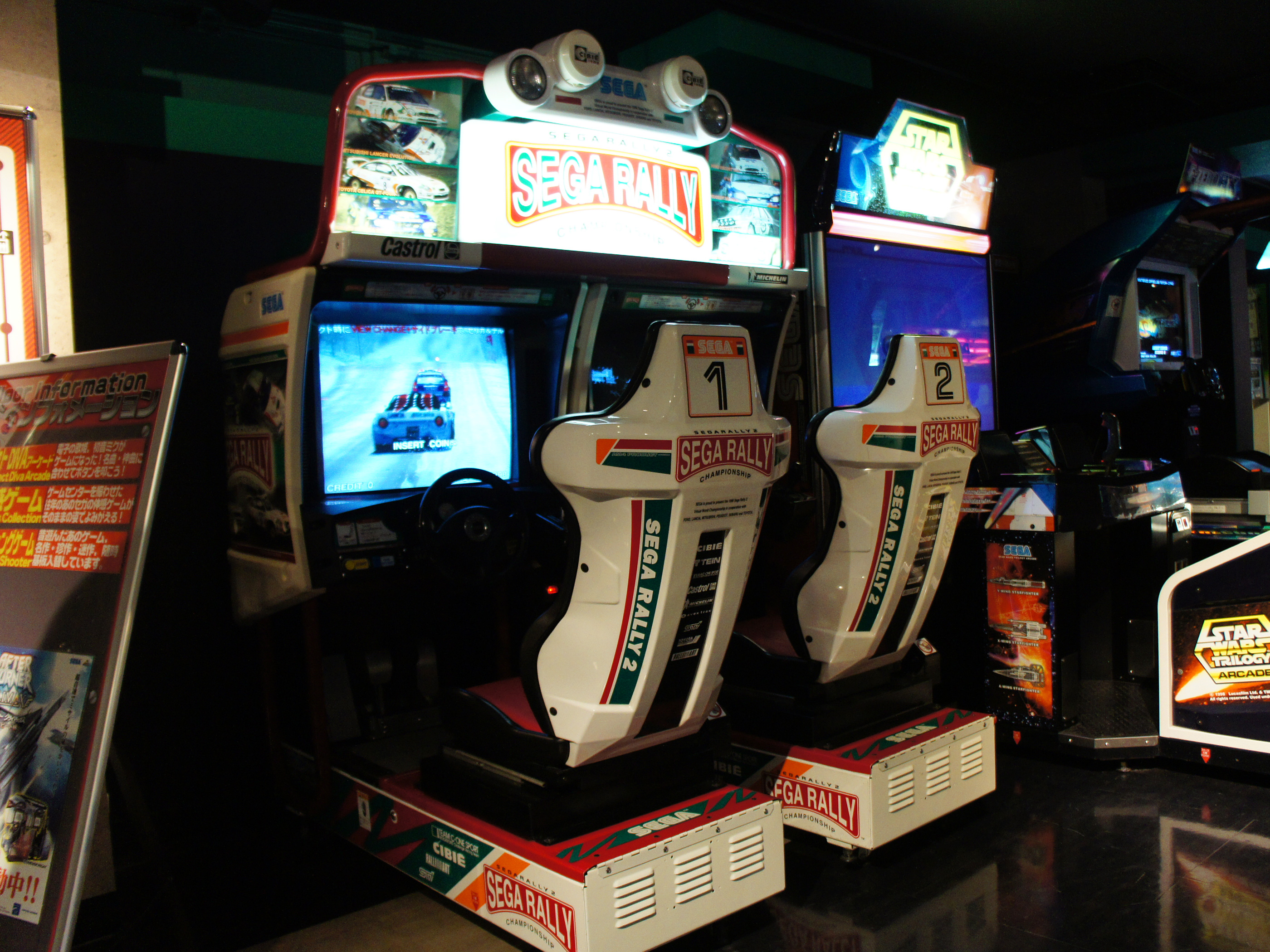
El Sega Rally fue uno de los primeros videojuegos de la década de los noventa primero como plataforma para recreativas y luego para su uso en el hogar.

En los videojuegos los rallies han encontrado un filón tanto mediático como comercial. Por su espectacularidad, su variedad y el realismo de los gráficos que ofrecen los videojuegos de esta especialidad han tenido mucho éxito, que ofrece la posibilidad a sus usuarios de competir en carreras reales y con los coches y pilotos favoritos. En el desarrollo de este tipo de entretenimiento participan las propias marcas, que ceden gustosamente sus derechos a cambio de un porcentaje de los beneficios además de colaborar en el mismo. La propia ISC, que se encargó de los derechos visuales del mundial, junto a Sony desarrolló su propia serie de videojuegos que se convirtió en líder del sector por delante incluso de videojuegos basados en la Fórmula 1 con unas ventas de veinte millones de copias anuales en todo el mundo. En otros casos son pilotos reconocidos, como los británicos Colin McRae y Richard Burns, los que han cedido su nombre a dos de las generaciones de videojuegos de rally con mayor reconocimiento. El éxito de los videojuegos de rallies no termina ahí. En internet existen toda una lista de webs y foros donde los aficionados en encuentran tanto para compartir experiencias, trucos como competir on-line. Algunos de los videojuegos más reconocidos y con más éxito son la saga de los World Rally Championship, Colin McRae Rally, Richard Burns Rally, Sega Rally o V-Rally.

### Publicaciones
Entre las publicaciones en inglés más destacadas se encuentran las publicadas por el periodista británico Martin Holmes desde 1978. Un primer anuario bajo el nombre Rallying '78, editada por The Haynes Publishing Group y desde 1979 World Rallying publicada por varias editoriales. Destaca también el anuario Rallycourse lanzada al mercado desde 1982 por la revista Autocourse y los anuarios Rally Yearbook, Rallyworld o The Official Yearbook 2005. En español destaca Rally a rally publicado por los periodistas Pipo López y Javier Bueno. Existen diversas biografías sobre pilotos como el caso de Colin McRae, del que se publicó una biografía en 2001 editada por Ebury Press / Random House, bajo el título The Real McRae, con prólogo del piloto Tommi Mäkinen, en la que se narra su trayectoria hasta esa fecha. Sobre el Campeonato del Mundo se han publicado en inglés, entre otros, Rallying, 21 years of WRC, Guinness Book Rallying, Rallying!, Rally y Complete book of WRC.
Dentro de los cómics destaca la popular serie Michel Vaillant creada por el dibujante francés Jean Graton ambientada principalmente en la Fórmula 1. A modo de imitación salieron tiras como la publicada en la revista Tintín entre 1976 y 1980, Alain Chevallier de los autores André-Paul Duchâteau y Christian Denayer. Entre 1972 y 1975 por encargo de Michelin salen otras tiras en la misma revista entre las que destacó la llamada Le Rally de l'Enfer. En Uruguay destaca la obra de Víctor Braxator Las Travesías de Fitito donde dos personajes se ponen a los mandos de un Fiat 600 y en España el guionista Sesén publicó en 1972 El Rally de los 5 continentes e ilustrado por José María Fernández Bielsa. Para el mercado franco belga y en tono humorístico se publicó en el año 2000 Rallye Raid Calagan con autoría de Jean-Pierre Fontenay, Pat Perna y Fane y ambientado en el mundo de los rallies. Posteriormente en 2011 se publicó Les Filles de l’oncle Bob  (en España Las chicas del tío Bob) obra de Emilio Van der Zuiden y Patrick Gérard Bissinger «Metapat» donde se narra las aventuras de un equipo femenino que participa en el rally de Montecarlo.

### Cine
Algunas películas han llevado a la gran pantalla el mundo de los rallies. Una de las primeras en hacerlo fue el largometraje «Monte Carlo or bust» conocida también como «El rally de Montecarlo y toda su zarabanda de antaño», fue producida en 1969 y dirigida por Ken Annakin. Es una comedia ambientada en las primeras ediciones del Rally de Montecarlo. En el largometraje británico del cineasta Jerome Courtland de 1973 titulada «Diamonds on Wheels» (Diamantes sobre ruedas), los personajes principales se ven involucrados en el robo de una joyas durante la celebración de un rally. En 2018 se rodó «Over Drive», película del director japonés Eiichirô Hasumi que recrea el ambiente del campeonato del mundo de rally.
En 2015 el director Nick Rowland, realizó un cortometraje de 26 minutos llamando «Group B», ambientado en la época de los años 1980 y donde el protagonista se pone al volante de un MG Metro 6R4.
Además del cine también se han producido documentales sobre pilotos como el campeón del mundo de 1981, Ari Vatanen del que se realizaron dos: uno en 1980 llamado «The Vatanen Touch» y otro en 1990 publicado como la segunda parte, «The Vatanen Touch Too». Sobre el piloto escocés Colin McRae la BBC realizó uno de una hora de duración llamado «Racing Legends: Colin McRae». El director austríaco Helmut Deimel realizó un documental llamado «Riding Balls of Fire - Group B» (Montando bolas de fuego - grupo B) que muestra el período de los grupo B entre 1983 y 1986.

### Merchandising, coleccionismo, radiocontrol y slot

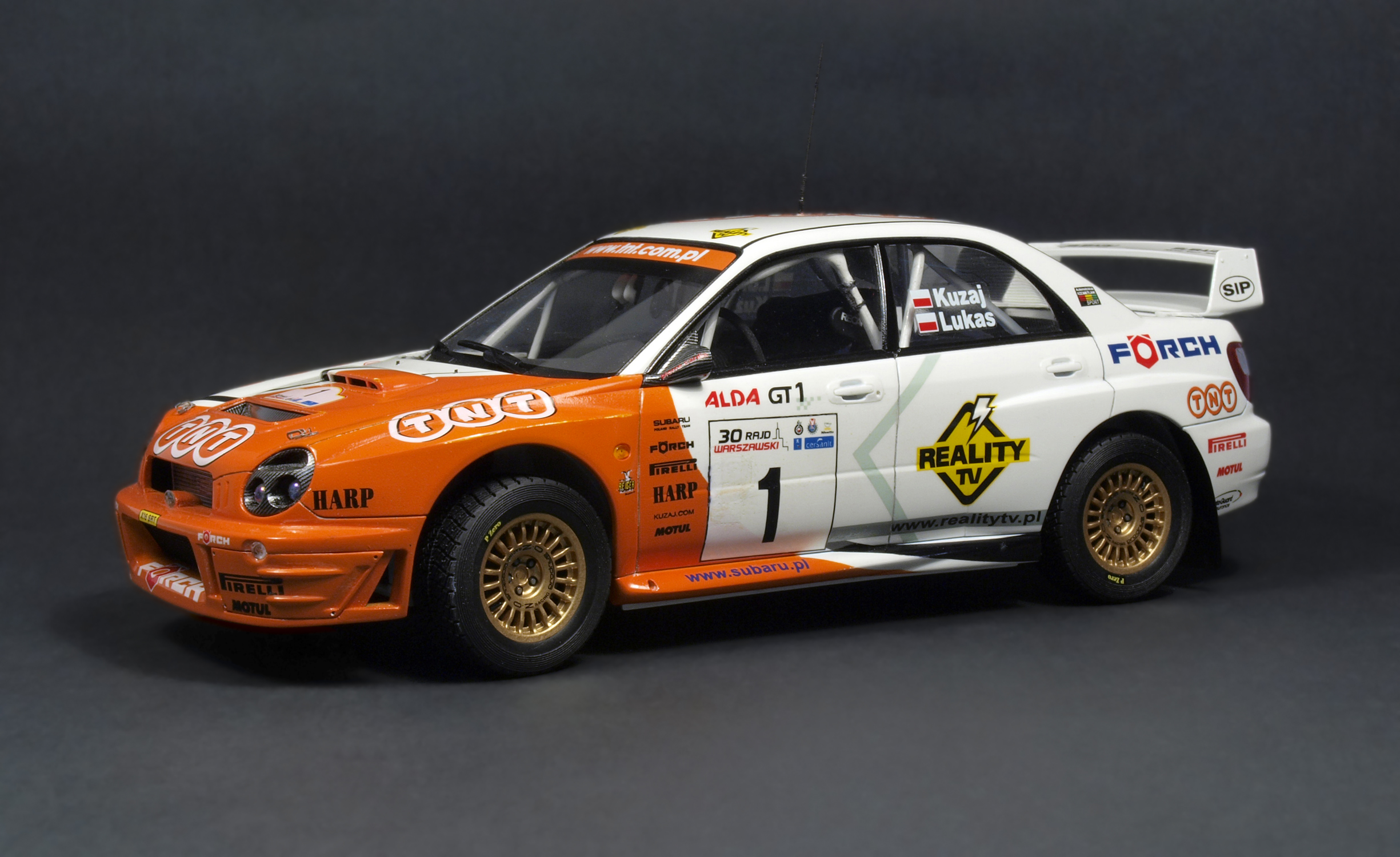
Modelo a escala hecho a mano de un Subaru Impreza WRC.

Las marcas y empresas que participan en rallies también obtienen beneficios a través de la venta de productos derivados de la competición desde los clásicos soportes de merchandising, como gorras, camisetas, etc. hasta productos relacionados con los vehículos: piezas de repuesto, elementos decorativos, de seguridad, etc.
Los modelos a escala son otro de los ámbitos donde el mundo del rally ha dejado su huella. En este ámbito, contamos con las modalidades de coches radiocontrol a escala de rally, y los coches de slot imitando también a coches rally. 
Algunos de los modelos a escala más típicos han sido la colección "The Rally Legends" de marca del mismo nombre, que abarca modelos como el Fiat 500 Abarth Asseto Corsa, el Ford Escort RS 1800 o el Lancia Stratos Alitalia, modelos todos ellos basados en coches del mundo del rally.
A menudo los modelos a escala se crean a imagen y semejanza de un modelo usado por un piloto concreto en un campeonato de rally puntual, y son identificados en su nombre no solo por la marca y modelo de coche, sino también por el conductor que tuvo al volante, aportando en ocasiones información sobre las victorias o trayectoria del piloto y coche en cuestión. Algunos de estos modelos son, por ejemplo, el Citroën C4 WRC Robert Kubica de Ninco o el Citroën DS3 WRC "Loeb-Elena" de la marca Scalextric. 
La cantidad de modelos es casi tan grande como modelos reales compiten en los grandes premios del rally, debido a que la pasión por el radiocontrol y slot suelen ir de la mano del interés del usuario por los coches y carreras en sus diferentes modalidades. La cantidad de detalle que estos modelos aportan, tanto en la carrocería como pegatinas y complementos suele dejar bastante satisfechos a la mayoría de aficionados al radiocontrol y al slot, que disfrutan de su pasión con coches históricos a escala de gran realismo.

### Críticas
Los rallies como deporte no han estado exentos de críticas tanto internas como externas. Ya desde las primeras décadas del siglo XX, cuando todavía no contaban con el formato de tramos cerrados, provocaron la ira de muchas autoridades que no veían con buenos ojos permitir su celebración, sobre todo cuando se produjeron las primeras víctimas mortales. Ya en 1968 el periodista español José María Casanovas resaltaba la peligrosidad que estaban tomando y alertaba del peligro de «convertirse en pruebas de velocidad para suicidas» y que a larga estos pudieran ocasionar «accidentes funestos».
Algunas pruebas como el Rally Dakar también han suscitado polémicas por las víctimas mortales que ha causado a lo largo de su historia, tanto de los propios participantes como de ciudadanos ajenos a la misma. El uso de algunos parajes protegidos,  también ha sido objeto de crítica por parte de organizaciones ecologistas. Otro elemento importante es el uso de carreteras públicas, puesto que provoca el malestar de los habitantes de las localidades por donde la carrera pasa, que ven como son cortados los accesos a sus propiedades con la consiguiente incomodidad. Esto es más proclive en pruebas que transcurren en zonas muy habitadas, como las pruebas de asfalto del sur de Europa y menos en aquellas que se desarrollan en zonas más aisladas o desérticas.
Al automovilismo en general también se le critica por llevar el deporte a países donde se cuestionan o no se respetan los derechos humanos.

## Tipos
Se pueden establecer varios tipos o variantes de rally con base en diferentes criterios:

### Por superficie

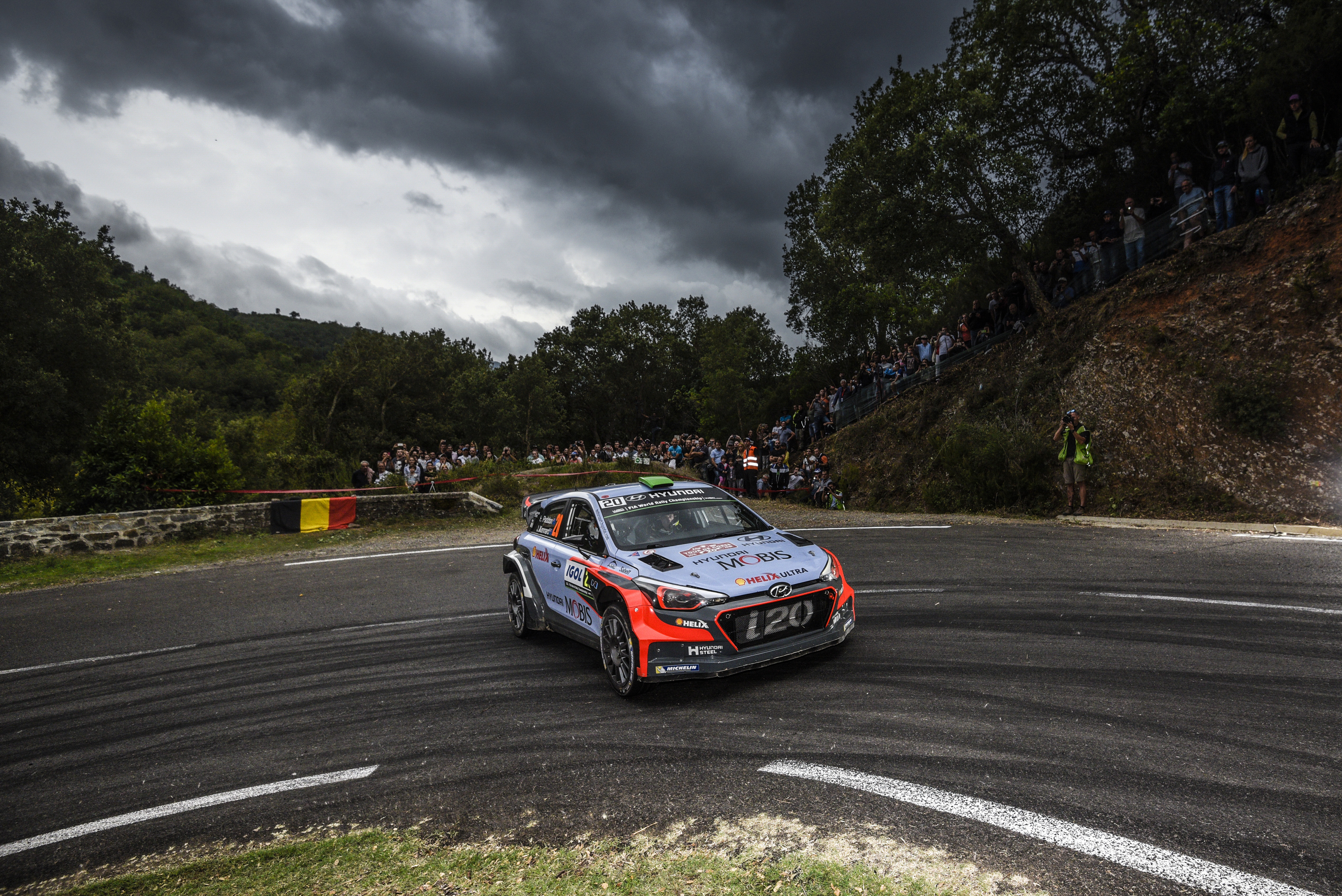
El Rally de Córcega (Tour de Corse) es una de las pruebas sobre asfalto más importantes del campeonato del mundo.

- Asfalto: en la mayoría de los países del sur de Europa como España, Francia o Italia se disputan sobre asfalto, siendo habitual realizar campeonatos independientes sobre esta superficie y sobre tierra. En España por ejemplo se celebra el certamen sobre asfalto y el certamen sobre tierra, ambos totalmente distintos. Cabe destacar además las diferencias que existen entre las pruebas disputadas sobre esta superficie. No es lo mismo, tanto en el pilotaje como en el comportamiento del vehículo y sobre todo el desgaste que sufre el neumático, un tramo con asfalto más liso y limpio, que otro que cuenta con un firme roto y sucio. Además algunos asfaltos son más abrasivos que otros y desgastan más rápido los neumáticos.[28]
- Tierra o grava: más habitual en el norte y centro de Europa (Inglaterra, Finlandia o Grecia) y el resto del mundo. Los rallies de tierra que tienen el mismo formato y la misma normativa que los de asfalto, pero algunos suelen tener una peculariedad que los distingue del resto: los tramos son secretos. Esto significa que no se hacen los reconocimientos hasta el mismo día de la carrera, y solamente una o dos veces, a diferencia de lo habitual donde se reconocen los tramos días antes y permitiendo hasta tres pasadas. La explicación de que los rallies de tierra sean secretos, tiene su origen en Inglaterra, que a mediados de los años cincuenta se buscó una alternativa a las carreras que se realizaban en carretera abierta, con el consiguiente peligro, por lo que se buscó una buena alternativa: competir en caminos de tierra privados. Esta fue la causa de que no se pudiesen reconocer los tramos hasta el mismo día de la carrera. Hasta los años setenta el RAC Rally de Inglaterra mantuvo este formato hasta que entró en el calendario del mundial.[28] Otra aspecto peculiar de los rallies de tierra son que suelen tener una normativa más abierta que permite la participación de vehículos prototipo, vehículos que todavía no hayan sido homologados o que la hayan perdido como por ejemplo los grupo B. Como ejemplo de esto se encuentra el campeonato de España de rallies de tierra.[126]

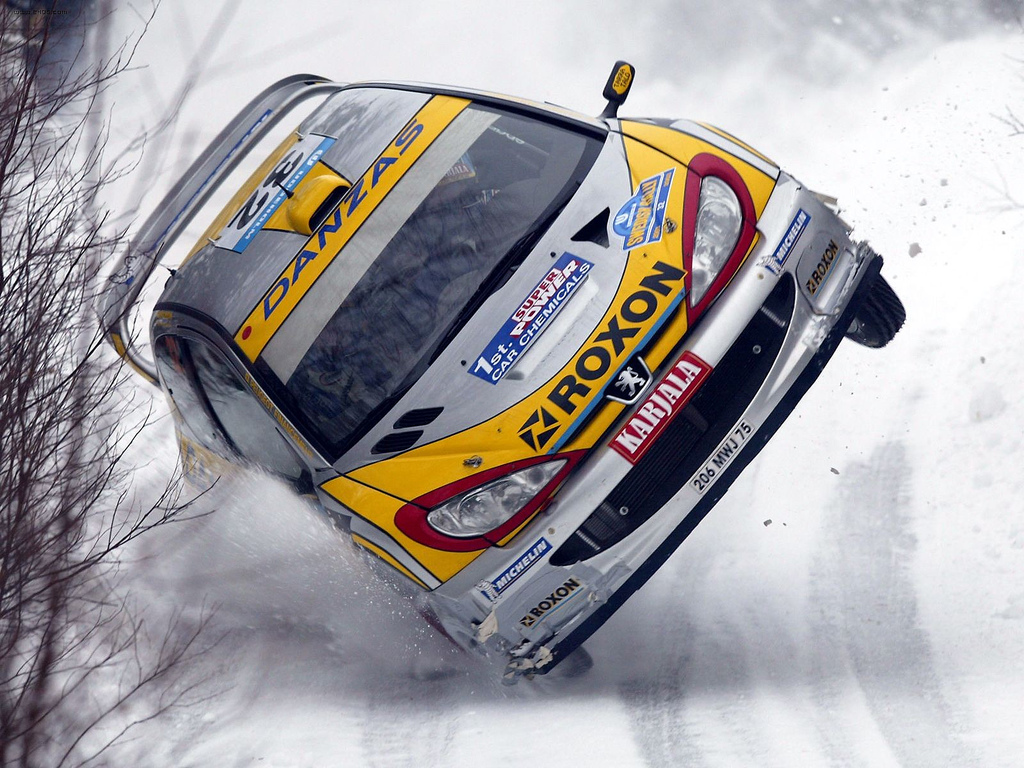
El finlandés Juuso Pykälistö en su Peugeot 206 WRC durante el Rally de Suecia en 2003, prueba típica sobre nieve.

- Nieve o hielo: es la superficie habitual en los países del norte de Europa: Suecia, Noruega o Finlandia aunque en algunos casos como el Rally de Montecarlo algunos tramos se disputan en los alpes franceses durante el mes de enero y es habitual la presencia de nieve. En estas pruebas se suelen utilizar neumáticos con clavos algo que no sucede en otros lugares. En ocasiones la falta de nieve puede provocar la cancelación de tramos e incluso de la misma prueba.[28]
- Mixto: muchas pruebas pueden combinar distintas superficies como el asfalto y la tierra caso el Rally de San Remo o el Rally de Portugal o el asfalto y la nieve, como el Rally de Montecarlo. Los rallies mixtos pueden tener tramos en su totalidad sobre una superficie y otros sobre otra o pueden mezclarse. Es muy común además que los organizadores repartan los tramos de cada superficie en diferentes jornadas. Esto permite a los equipos adecuar los vehículos a cada superficie sustituyendo neumáticos, amortiguaciones, etc.[28]

### Por su formato

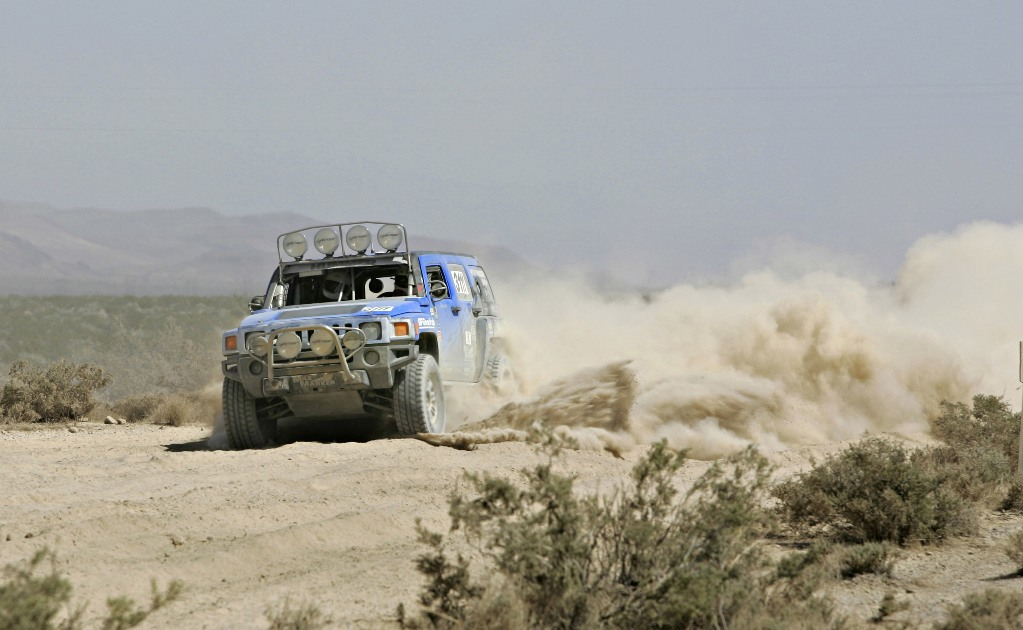
Los raids son la principal variante de los rallies. Un camión durante un raid.

- Raid: un rally raid, rally cross-country o rali a campo a través o simplemente raid, es una especialidad que se disputa campo a través, normalmente por caminos de tierra y por desiertos. Son muy similares a los rallies de tierra y comparten la singularidad en que en ambos es posible ver motocicletas y camiones, cosa que no sucede en un rally convencional. El raid de mayor trascendencia es el Rally Dakar que desde su nacimiento en 1978 ha recorrido los desiertos del norte de África y las tierras de Argentina, de Chile y del Perú. Los raids también se disputan en los desiertos de Norteamérica y el Oriente Próximo y en el mismo compiten diferentes clases de vehículos, distribuidos en cuatro categorías: motocicletas, automóviles, camiones y quads.

- Regularidad: El objetivo de los competidores en un rally de regularidad es completar la prueba en la forma más precisa posible, es decir en el tiempo lo más cercano posible al preestablecido. El participante que concluye el recorrido con la menor cantidad de puntos de penalización, obtiene el triunfo. Para ello, los competidores deberán seguir al pie de la letra las indicaciones contenidas en una libreta de ruta, tomando en cuenta la mecánica de cada una de las etapas y teniendo como punto fundamental el paso por cada uno de los controles a la hora ideal señalada. En la ruta se tienen las siguientes etapas: tránsito, limitada y regularidad. Para definir los resultados se toma en cuenta la diferencia en segundos de cada automóvil (puntos de penalización) tanto de adelanto como de atraso, comparando en todos los controles de la ruta, la hora ideal de paso con la hora real de paso que registre el oficial de control, al momento que el eje delantero del auto cruce una línea imaginaria en la carretera ubicada en el punto preciso del control. Las etapas de regularidad y limitadas, se desarrollan en carreteras o sitios seleccionados en los que el tránsito es nulo o mínimo. Las etapas de tránsito se establecen para el arranque del rally, cruce de poblaciones, servicios mecánicos, tiempos de descanso y llegada a la meta; puede existir mucho tránsito de automóviles ajenos a la competición y por lo mismo los tiempos son muy amplios para efectuar el recorrido. En las etapas de regularidad, los competidores tendrán que mantener kilómetro a kilómetro el promedio solicitado por el organizador en curvas, rectas, subidas, bajadas, etc. Los controles no son conocidos previamente por los competidores y el organizador los puede colocar en cualquier punto del trayecto entre el principio y el final de la etapa. En las etapas de tránsito y en las limitadas, los competidores deberán de seguir la ruta señalada tomando en cuenta las desviaciones que señala la libreta de ruta y completar la distancia en el tiempo solicitado. En estas etapas solamente se pueden tener controles al inicio y fin de la etapa y por lo mismo los adelantos o atrasos intermedios no serán penalizados. Normalmente los competidores llegan al final de la etapa unos minutos o segundos antes de la hora ideal de paso y esperan a que llegue la hora ideal para cruzar el control.

- Rallysprint: es una variante del rally de velocidad que tiene una duración mucho menor, generalmente de menos de veinte minutos, y se corre en pocos tramos. El origen de los actuales "rallysprint" es, según se tiene conocimiento, la llamada carrera "Mini Monte" de Brands Hatch, en Kent, sur de Inglaterra. En febrero de 1963 Raymond Baxter, trabajador de la BBC, realizó en los aparcamientos de un circuito al sur de Londres, una serie de pruebas de mini rally. Los automóviles compitieron en un día con neblina contra la nieve y el barro para diversión de cientos de espectadores. Un par de años después fueron reconocidas tales competiciones de mini rallys como una nueva disciplina.

- Critérium: es una variante que consta de un itinerario en forma de bucle donde los participantes debe realizar varias vueltas con salida y llegada en un mismo punto. Paradójicamente según las pruebas con formato critérium fueron desapareciendo, los rallies tradicionales fueron eliminando las etapas de concentración (en la que los participantes partían de diferentes localidades con destino a una misma ciudad) para dar paso a un formato similar con un itinerario en bucle: los participantes salen del parque cerrado, realizan las etapas cronometradas y regresan al mismo. Su origen viene de Francia, también denominadas rondes, país que albergó muchas pruebas de este tipo, como el Critérium des Cévennes o el Criterium de la Chataigne.[127] En España se exigían dar dos vueltas como mínimo a un mismo itinerario en el mismo sentido.[128] donde destacaron el Critérium de La Rioja y el Critérium Luis de Baviera. Fuera de Europa Canadá contó con pruebas como el Criterium Molson du Quebec que fue puntuable para el Campeonato del Mundo de 1977 a 1979.

### Por el tipo de vehículo usado
- Ecológicos: un rally ecológico, ecorally o ecorrali es una variante de rally con formato de regularidad que se disputa con automóviles eléctricos e híbridos. Este tipo de rallies han surgido en los últimos años con la expansión de este tipo de automóviles. Uno de los primeros campeonatos que se organizan con esta modalidad de los rallies es la Copa FIA de Energías Alternativas, que la FIA lleva a cabo desde el año 2007 con carácter internacional y con diferentes pruebas de Europa como el Rally de Montecarlo (Rallye Monte-Carlo des Énergies Nouvelles).[129] Aunque los motores híbridos compiten en este tipo de carreras, el propio presidente de la FIA, Jean Todt admitió en 2018 que: «cada vez es más pausible la hipótesis de la aplicación de la tecnología híbrida a los motores de los rallies».[62]

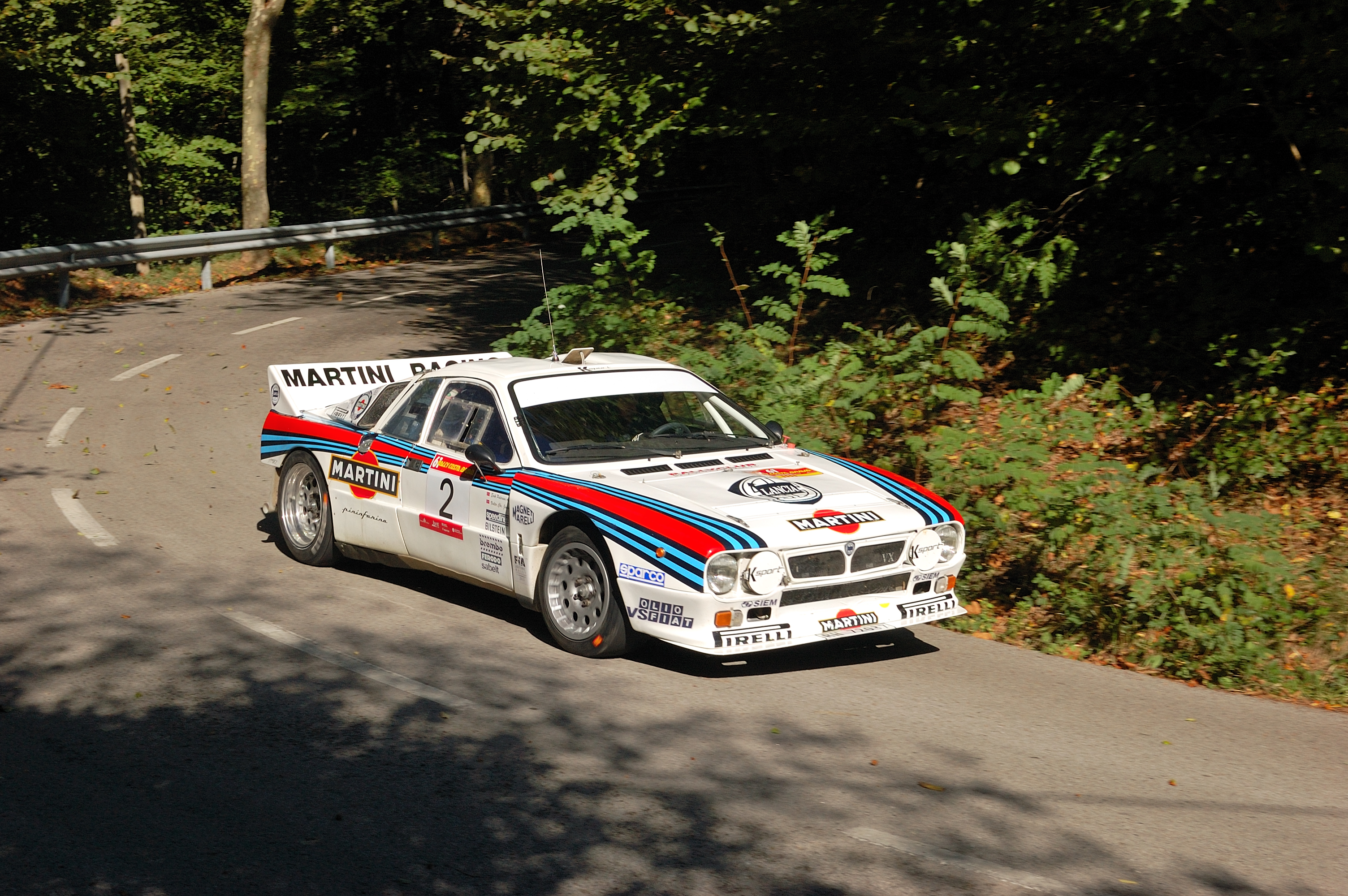
En los rallies históricos se utilizan modelos catalogados como históricos como el Lancia Rally 037.

- Históricos: también llamado rally de clásicos, es una variante que se realiza con vehículos clásicos, es decir, vehículos que tienen más de veinticinco años. Se disputan tanto en la modalidad de velocidad como de regularidad. Aunque en ocasiones es posible que en un rally de velocidad normal, se incluyan vehículos clásicos que compiten dentro de la prueba pero separados de los demás vehículos, siendo siempre los últimos en tomar la salida en cada tramo.[130] Los rallies de históricos han alcanzado gran popularidad y cuentan con certámenes creados exclusivamente para estos modelos, como el Campeonato de Europa de Rally Históricos.

### Otras variantes
Existen varias variantes del automovilismo que podría considerarse herederas de los rallies. Algunos emplean los mismos vehículos y normativas y en otros es el formato lo que se asemeja.
- Montaña: se compite sobre carreteras cerradas al tránsito rodado, al igual que los rallies pero siempre en una cuesta, generalmente situada en una montaña, de ahí su nombre. Muchos vehículos de rally compiten en esta modalidad que además permite la presencia de otros automóviles como los monoplazas.

- Regularidad: se compite, por lo general, con vehículos de más de 25 años sobre carreteras cerradas al tránsito rodado, al igual que los rallies, pero siempre comienzan tras el paso del último vehículo de velocidad. Consiste en realizar el tramo en el tiempo que se imputa, a una media de velocidad determinada, siendo muy complejo alcanzar la media fijada en ciertos lugares del tramo.

- Slalom o autoslalom: se practica en explanadas con circuitos muy revirados delimitados por conos, neumáticos y/o vallas. Los participantes deben realizarlo en el menor tiempo posible sin derribar ninguno de los elementos presentes. En los países de habla inglesa esta disciplina se conoce como autocross.

- Autocross y rallycross: ambas se practican en circuitos cerrados con vehículos de diferentes categorías como turismos (con una reglamentación más permisiva, puesto que no necesitan estar homologados ni poseer permiso de circulación a diferencia de los rallies) o carcross pero en el primero se disputar sobre tierra y en el segundo en trazados mixtos de asfalto y tierra. El 4 de febrero de 1967 se realizó la competición en el circuito Lydden Race Circuit, Reino Unido, especialmente preparado para la ocasión, de grupos de cuatro pilotos en carreras cortas de velocidad para una productora televisiva con lo que crearon los organizadores una nueva especie de rally, el rallycross, y algunos pilotos de rally se concentraron en esta nueva especialidad. Las competiciones de rallycross más importantes son el Campeonato Mundial de Rallycross de la FIA y el Campeonato de Europa de Rallycross.

- Enduro: aunque no es una disciplina del automovilismo sino del motociclismo, el formato de carrera es muy similar al empleado en rally con tramos cronometrados y enlaces.

- Fórmula Rally: en el marco del Salón del Automóvil de Bolonia en Italia fue organizado en diciembre de 1985 el primer espectáculo de rallys bajo el concepto de "Formula Rally". En memoria del fallecido piloto italiano Attilio Bettega fue llamado el espectáculo como "Memorial Bettega" y se sigue realizando actualmente con éxito. El evento consiste en una arena con capacidad para cerca de 50 mil espectadores y un circuito en forma de cabeza de Mickey Mouse, en el que los dos participantes corren en sentido opuesto partiendo de dos puntos diferentes. La competición espectáculo consta de eliminatorias, cuartos de final, semifinales y final. En algunos países se ha difundido la idea con algún éxito, como por ejemplo en Alemania, que desde septiembre de 1987 existe la "Formula Rallye Germany" en Fráncfort del Meno.

- Carreras de Campeones: como una mezcla de las categorías: rallycross, rallysprint y Formula Rally, existe el espectáculo conocido como "Race of Champions", creado por la expiloto de rallys francesa Michèle Mouton y su esposo sueco Frederik Johnson en 1988, que actualmente sigue realizándose con gran éxito. En un principio se daban cita pilotos de rallies pero con los años se fueron sumando al espectáculo pilotos de otras categorías: Fórmula 1, motociclismo, etc.

- Rally sobre hielo: independientemente de los rallies que se disputan sobre hielo o nieve, como el Rally de Suecia, existe el popular campeonato francés Trofeo Andrós que se disputa cada invierno boreal desde el año 1990. Ya en la década de 1970 se disputaban las 24 horas de Chamonix en los centros invernales de Chamonix. Posteriormente se desarrollaron automóviles más eficientes para el hielo con tracción en las cuatro ruedas y dirección sincronizada de las ruedas delanteras y traseras.

## Principales competiciones derally
| Internacionales                          | Continentales                              |
| ---------------------------------------- | ------------------------------------------ |
| Campeonato Mundial de Rally - WRC        | Campeonato de Europa de Rally - ERC        |
| Intercontinental Rally Challenge - IRC † | Campeonato Asia-Pacífico de Rally - APRC   |
| Campeonato Internacional de Marcas †     | Campeonato de África de Rally - ARC        |
| Copa Mundial de Rally †                  | Campeonato Oriente Medio de Rally - MERC   |
| Copa FIA para Equipos †                  | Rally NACAM                                |
|                                          | Campeonato Sudamericano de Rally - CODASUR |

- † = desaparecido.